# 大宮駅 (埼玉県)

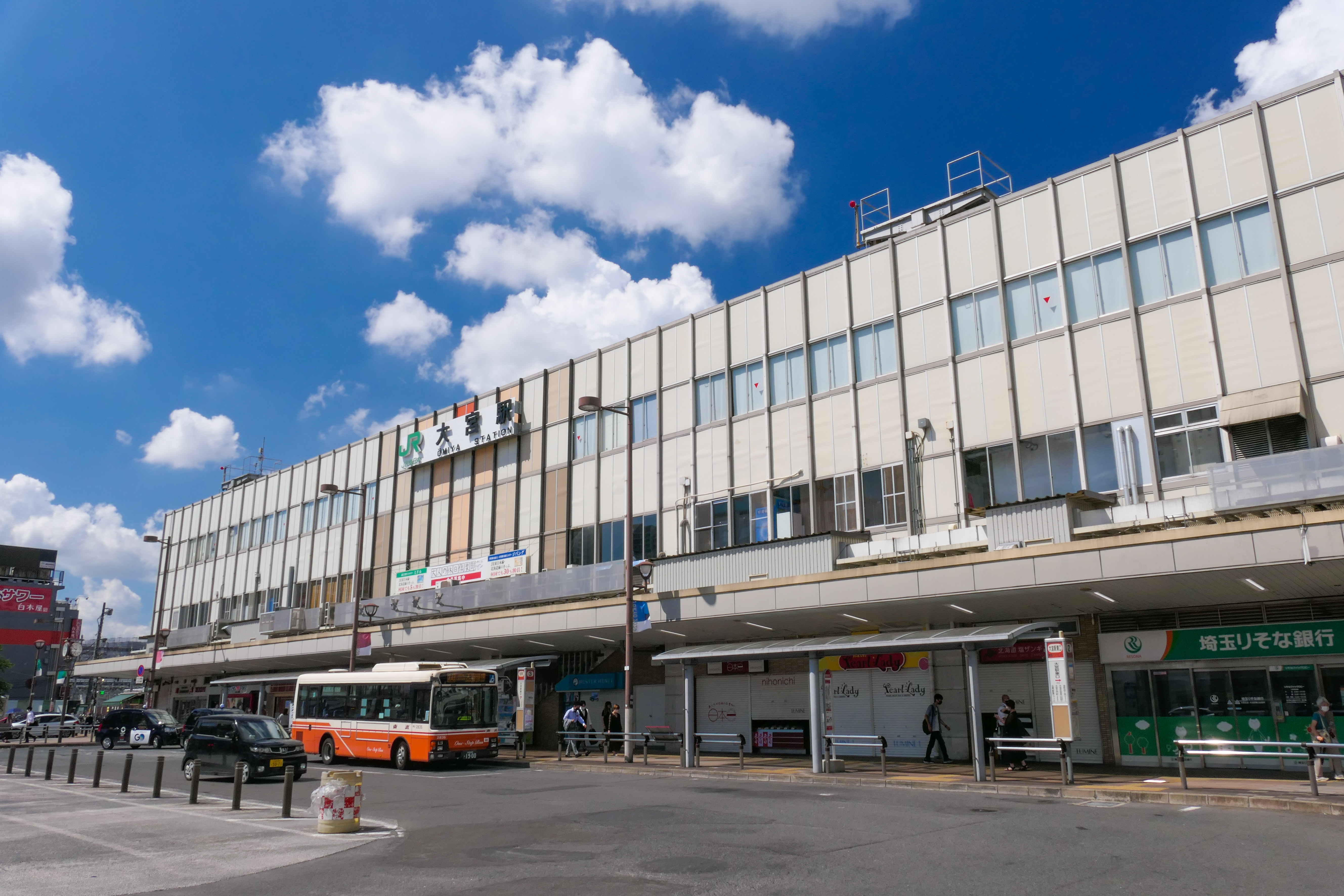
東口（2021年7月）

大宮駅（おおみやえき）は、埼玉県さいたま市大宮区錦町にある、東日本旅客鉄道（JR東日本）・東武鉄道・埼玉新都市交通の駅である。新幹線・在来線ともにすべての営業列車が停車し、東京と北関東・東北地方・信越地方・北陸地方・北海道地方を結ぶ多数の新幹線および在来線・私鉄が乗り入れ、東京以北最大のターミナル駅である。
古くから北関東、信越、北陸、東北方面への長距離列車・新幹線が乗り入れる首都圏の「北の玄関口」として機能している。当駅は東北本線上にあり、乗り入れ路線は、新幹線が東北新幹線・山形新幹線・秋田新幹線・北海道新幹線の東北系統と上越新幹線・北陸新幹線の上越系統の合計6新幹線（山形新幹線と秋田新幹線はミニ新幹線）、JR在来線は京浜東北線・宇都宮線・高崎線・埼京線・川越線、また私鉄路線として東武野田線（東武アーバンパークライン）・埼玉新都市交通伊奈線（ニューシャトル）の合計13路線と、乗り入れ路線数は東京駅に次いで全国2位。上野東京ライン・湘南新宿ライン、東北貨物線経由で乗り入れる武蔵野線（むさしの号・しもうさ号）も加えると合計16路線。

## 概要
駅周辺は合併以前の旧大宮市（大宮地区）の中心市街地であり、県内最大規模の繁華街が広がる。また、当駅付近を首都高速埼玉新都心線・埼玉大宮線や、国道16号・国道17号・新大宮バイパスが通るなど、道路交通網としても県内の拠点に位置しているため、多くの高速バスや長距離バスが発着し、駅前にバスターミナルも形成されている。
JTBパブリッシングなどの時刻表における名目上の県及び市の代表駅は合併前に県庁所在地であった旧浦和市の中心駅である浦和駅（さいたま市浦和区）が表記されているが、その乗り入れ路線数・1日の乗降者数・駅周辺の市場経済規模などを鑑みると当駅は埼玉県内のみならず全国でも有数のターミナル駅であり、実質的に県下最大の駅となっている。1日平均乗降者数約70万人は埼玉県内では最も多い。
また、当駅北側に東日本旅客鉄道（JR東日本）大宮総合車両センター（旧：大宮工場）・日本貨物鉄道（JR貨物）大宮車両所が、南側に大宮操車場があり、2007年（平成19年）10月14日にはJR東日本の創立20周年記念事業のメインプロジェクトとして、大宮総合車両センターに隣接した大宮区大成町に鉄道博物館が開館。このように数多くの鉄道施設が立地し、旧日本国有鉄道（国鉄）時代から「鉄道の町」として公式認定を受けているほか、駅周辺は百貨店や専門店、飲食店が集積しており、多くの人で賑わっている。
2017年（平成29年）7月以降の多客期には、東北新幹線において大宮駅始発・終着となる臨時「はやぶさ」が新たに設定された。

## 乗り入れ路線
JR東日本・東武鉄道・埼玉新都市交通の3社が乗り入れるターミナル駅。以下のうち、上越新幹線・高崎線・川越線・東武野田線（東武アーバンパークライン）・埼玉新都市交通伊奈線（ニューシャトル）は当駅を起点とする。一方で、運行上当駅が完全に終点となる列車は京浜東北線・武蔵野線・東武野田線（東武アーバンパークライン）・ニューシャトルのみ。
湘南新宿ライン - 当駅 - 宇都宮線を経由し栗橋駅で東武日光線・鬼怒川線と相互乗り入れ（栗橋駅は運転停車）を行っている東武線直通特急「スペーシア日光」「きぬがわ」も運行されている（当駅起点の東武野田線経由ではない）。
JR東日本
JR東日本の駅に乗り入れている路線は、線路名称上は東北本線・高崎線・川越線で、東北本線を当駅の所属線としている。一方、当駅に乗り入れている運転系統は以下のとおり多岐にわたる。また、在来線の駅には「 OMY 」のスリーレターコードが付与されている。当駅は、東北本線・東北新幹線の駅としては最も西にある。
新幹線
-  東北新幹線：東京駅から新青森駅までを結ぶ新幹線。
-  北海道新幹線：新青森駅から青函トンネルを経由して新函館北斗駅までを結ぶ新幹線。東京駅 - 新青森駅間は東北新幹線に乗り入れる。
-  山形新幹線：奥羽本線経由で福島駅と山形駅・新庄駅を結ぶミニ新幹線。東京駅 - 福島駅間は基本的に東北新幹線やまびこ号と併結するが、単独運転もあり。
-  秋田新幹線：田沢湖線・奥羽本線経由で盛岡駅と秋田駅を結ぶミニ新幹線。東京駅 - 盛岡駅間は東北新幹線はやぶさ号に併結する。
-  上越新幹線：当駅と新潟駅を結ぶ新幹線。東京駅 - 当駅間は東北新幹線に乗り入れる。
-  北陸新幹線：高崎駅と敦賀駅を結ぶ新幹線。東京駅 - 当駅間は東北新幹線に、大宮駅 - 高崎駅間は上越新幹線に乗り入れる。

在来線
-  京浜東北線：東北本線の当駅以南で電車線を走り、各駅停車運転を行う通勤電車。横浜駅から根岸線へ乗り入れて大船駅に至る。駅番号はJK 47。
-  宇都宮線：東京駅から尾久駅を経て小山駅・宇都宮駅方面を結ぶ東北本線の中距離電車。上野駅発着系統と東京駅経由で東海道線に直通する上野東京ライン系統に分かれる。駅番号はJU 07。
-  高崎線：当駅と熊谷駅・高崎駅・前橋駅方面を結ぶ中距離電車。当駅以南は宇都宮線（東北旅客線）または湘南新宿ライン（東北貨物線）に乗り入れる。駅番号はJU 07。
-  埼京線：山手線（山手貨物線）・赤羽線・東北本線別線を直通運転し、東京の副都心エリア（池袋駅・新宿駅・渋谷駅）と埼玉を結ぶ通勤電車。当駅で川越線と、大崎駅でりんかい線と、相鉄線直通列車経由で相鉄線とそれぞれ直通運転を実施。駅番号はJA 26。
- ■■川越線：当駅から川越駅経由で、八高線との結節駅である高麗川駅を結ぶ通勤路線。基本的に全て当駅で埼京線との直通運転を実施している。
-  湘南新宿ライン：当駅以南で東北本線の東北貨物線（通称）を走り、新宿駅経由で大船方面と大宮方面を結ぶ中距離電車。宇都宮線と横須賀線、および高崎線と東海道線が直通運転し「むさしの号」「しもうさ号」および東武線直通特急も発着。駅番号はJS 24。

東武鉄道
-  東武野田線：愛称は「東武アーバンパークライン」。当駅を起点としており、春日部駅・柏駅・船橋駅方面へ運行されている。駅番号はTD 01。

埼玉新都市交通
-  埼玉新都市交通伊奈線：愛称は「ニューシャトル」で、正式名称が案内などに使用されることはほとんどない。当駅を起点としており、北足立郡伊奈町の内宿駅まで運行されている。ゴムタイヤで走行する新交通システムの先駆的路線で、鉄道博物館駅へのアクセスにも利用されている。駅番号はNS 01。

## 歴史
日本鉄道によって、1883年（明治16年）に東京から北へ向かう初の鉄道である上野駅 - 熊谷駅間の路線が開業したとき、県庁所在地である浦和駅の次の駅は上尾駅とされ、大宮に駅は設けられなかった。開業当時、大宮宿から離れると243戸の家しかなかったことや、当時の蒸気機関車は牽引力が低く、短い間隔での駅設置はしないことが基本だったため、駅間距離が短くなってしまうことを防ごうとしたのが理由であった。
しかし、のちに大宮町長を務める白井助七ら地元有志は、町のこれ以上の衰退を危惧し、駅の敷地のために土地を提供すると提示して、駅の誘致運動を始めた。白井の尽力を記念して、大宮区役所・さいたま市立大宮図書館の北側に所在する児童公園の山丸公園には、白井を顕彰する記念碑（1937年〈昭和12年〉に設置）と蒸気機関車C12 29号機（1970年〈昭和45年〉2月26日に旧大宮市役所前に展示。1984年〈昭和59年〉2月に現在地に移転）が置かれ、大宮ソニックシティ前の鐘塚公園には、白井の胸像が2002年（平成14年）に設置されている。
上野駅から青森駅へ向かう、現在の東北本線を建設する際に、高崎駅・前橋駅へ向かう路線のどこから分岐させるかが問題になった。浦和・大宮・熊谷の3案があった。熊谷案は当時最大の輸出品目である繊維産業の中心地である桐生・足利を経由するなどといった理由で具体的検討がなされた。
浦和分岐案は、経由する岩槻の住民が鉄道忌避を起こした。アメリカ人技師のクロフォードは、宇都宮への最短経路となる大宮経由で建設すべしと意見を出した。最終的には井上勝の決断によって、大宮はその起点となる地として、駅が設けられることになった。
1894年（明治27年）には、白井が提供した土地を基に、駅の北に隣接して大宮工場（現：大宮総合車両センター・大宮車両所）が設置され、さらに日本の重要幹線の分岐駅という交通の要衝であり、以後大宮は「鉄道の町」として栄えるようになった。後年には鉄道出身者から大宮市議会議員を多数輩出しており、大宮と鉄道は密接に関係している。
駅の東西の往来は、昭和中期までは駅北側にある国道16号（現：埼玉県道2号さいたま春日部線）の跨線橋・大栄橋を渡るか、入場券を購入して改札口を通る必要があった。そこで住民の陳情もあって、1968年（昭和43年）に駅の真下に大宮駅東西自由通路が設置され、歩行者と自転車は無料で駅の東西の往来が可能となったが、地下道にホームレスが住み着き、放尿による悪臭問題などの新たな環境問題が起こり、1981年（昭和56年）に新幹線建設工事に伴う駅舎の大改装によって中央自由通路が設置されたため、地下道は廃止された。
1982年（昭和57年）に東北新幹線・上越新幹線が、1983年（昭和58年）には埼玉新都市交通ニューシャトルが開業。1985年（昭和60年）には埼京線の開業と川越線の電化が実現した。現在は、多くの路線が集まり、新幹線を含むすべての営業列車が停車するなどターミナル駅として機能している。

### 年表
- 1885年（明治18年）
  - 3月16日：日本鉄道線の駅として開業[新聞 1]。
  - 7月16日：のちの東北本線となる栗橋駅までの路線が分岐開業。
- 1902年（明治35年）5月9日：川越電気鉄道（のちの西武大宮線）川越久保町駅 - 大宮駅間が開業（大宮駅 (西武)も参照）。
- 1906年（明治39年）11月1日：日本鉄道が鉄道国有法に基づき政府に買収され国有化し、逓信省鉄道作業局に移管される[7]。
- 1909年（明治42年）10月12日：線路名称の制定により、東北本線の所属となる。高崎方面は高崎線と命名。
- 1927年（昭和2年）3月15日：鉄道工場のために西口が開設される。1970年代までロータリーはなく、西方向に商店街が形成されていた。
- 1929年（昭和4年）
  - 11月17日：北総鉄道・野田線の粕壁駅 ｰ 大宮（仮）駅間を開業[7]。
  - 11月22日：北総鉄道が総武鉄道に社名変更。
  - 12月9日：野田線・大宮駅が本開業。
- 1932年（昭和7年）
  - 7月15日：鉄道省が与野駅 - 当駅間に貨物線を2線増設して複々線化（赤羽駅 - 当駅間の複々線が完成）。
  - 9月1日：赤羽駅 - 当駅間の電化が完成し、京浜東北線が延伸開業[7]。
- 1940年（昭和15年）
  - 7月22日：川越線が開業[7]。
- 1941年（昭和16年）2月25日：西武大宮線が廃止[7]。
- 1944年（昭和19年）3月1日：陸上交通事業調整法に基づき、東武鉄道が総武鉄道を吸収合併。
- 1961年（昭和36年）2月17日：貨車ヤードおよび貨物取り扱い業務を大宮操駅として分離[7]。
- 1965年（昭和40年）
  - 9月26日：駅構内北側における東北本線と高崎線の立体交差が完成[10]。
  - 10月1日：ダイヤ改正により、特急列車3往復（東北本線「ひばり」、奥羽本線「つばさ」、上越線「とき」）の停車開始[10]。
- 1967年（昭和42年）
  - 10月1日：与野駅 - 当駅間で電車線・旅客線・貨物線の分離、三複線化が完成する[7]（翌年に赤羽駅 - 与野駅間も完成、京浜東北線と東北線・高崎線の分離が完了）。
  - 10月3日：民衆駅化され、駅ビルの大宮ステーションビル・OSB（現・ルミネ1）が開業する[7][新聞 2]。 東武大宮駅が現在地に移設され、国鉄との共同使用駅から独立し自社管理駅となる。
- 1968年（昭和43年）4月27日：東西地下自由通路が完成[10][6]。
- 1981年（昭和56年）10月25日：中央自由通路が完成[10]。東西地下自由通路は10月24日廃止。
- 1982年（昭和57年）
  - 6月19日：大宮ステーションビルの新館としてWe（現・ルミネ2）が開業する[7]。
  - 6月23日：東北新幹線 大宮駅 - 盛岡駅間が開業[7]。東京都心への連絡として、大宮駅 - 上野駅間に「新幹線リレー号」運転開始、女性案内員「リレーガール」登場。
  - 7月14日：東北新幹線によるお召し列車の初運転。大宮駅 - 那須塩原駅間で昭和天皇、香淳皇后が乗車[11]。
  - 11月15日：上越新幹線開業[7]。
- 1983年（昭和58年）12月22日：埼玉新都市交通ニューシャトル・大宮駅 - 羽貫駅間が開業[8][9]。
- 1985年（昭和60年）
  - 3月14日：東北新幹線上野駅 - 当駅間が延伸開業し、暫定始発駅としての役割を終える[7]。
  - 9月29日：大宮駅開業100年、近代大宮100年、大宮市市制施行45年を記念して、コンコースで抽象芸術モニュメント「行きかう・線」の除幕式を挙行[10]。
  - 9月30日：建設当初「通勤新線」と呼ばれていた埼京線が開業し、赤羽線 池袋駅 ｰ 川越線 川越駅まで直通運転開始[7]。川越線の電化が完成[7]。地上12番線は廃止され、電車線は地下ホームに移動。大宮駅 - 日進駅が複線化。
  - 12月24日：モニュメント「行きかう・線」の愛称が「まめの木」に決定[10]。
- 1987年（昭和62年）4月1日：国鉄分割民営化に伴い、国鉄の駅は東日本旅客鉄道（JR東日本）の駅になる[7]。
- 1992年（平成4年）5月20日：JRの南改札口・北改札口に加え、新たに西改札口が開設される[10]。併せて、改札口に自動改札機を設置[12]。
- 1995年（平成7年）2月11日：東武大宮駅の駅構内改良工事が完了[新聞 3]。
- 1999年（平成11年）3月16日：新幹線改札口に自動改札機を設置[13]。
- 2001年（平成13年）11月18日：JR東日本（在来線）でICカード「Suica」の利用が可能となる[報道 1]。
- 2002年（平成14年）12月1日：JR東日本のダイヤ改正に伴い、東北新幹線「やまびこ」「つばさ」、長野新幹線「あさま」の全列車が停車するようになる。
- 2003年（平成15年）10月12日：新幹線でSuica FREX定期券およびSuica FREXパル定期券の利用が可能となる[報道 2]。
- 2005年（平成17年）3月5日：改札内商業施設として「エキュート大宮」が開業[報道 3]。同時に「かえるポスト」を設置。
- 2006年（平成18年）3月18日：東武線直通特急「日光」「きぬがわ」「スペーシアきぬがわ」運転開始（JR線ホームを使用）[14]。
- 2007年（平成19年）
  - 2月18日：3月18日にSuicaとの相互利用が開始となるICカード「PASMO」の利用試験がJRと東武の改札口で行われる。
  - 3月18日：東武鉄道でPASMO供用開始。埼玉新都市交通でSuica供用開始。
- 2009年（平成21年）
  - 3月14日：JR東日本のダイヤ改正に伴い、すべての「はやて」「こまち」が停車するようになる[報道 4]。これにより東北新幹線の全列車が大宮駅に停車するようになった。
  - 12月1日：東武鉄道の駅業務を東武ステーションサービスに委託。
- 2014年（平成26年）
  - 3月15日：北陸新幹線延伸開業に合わせた中央自由通路の大規模リニューアル完了。
  - 11月1日：JR東日本の駅業務のうち、南改札・南新幹線乗換口をJR東日本ステーションサービスに委託。
- 2015年（平成27年）
  - 3月14日：JR東日本のダイヤ改正に伴い、上越新幹線「とき」が全列車停車となる。これによりすべての営業列車が大宮駅に停車するようになった。
  - 3月16日：開業130周年を記念して、イメージキャラクター「まめお」・「まめこ」が登場する。
- 2018年（平成30年）
  - 4月1日：タッチでGo!新幹線のサービスを開始[報道 5][報道 6][注 2]。
  - 6月1日：びゅうプラザをびゅうトラベルサービスに委託[15]。
  - 7月：さいたま市が「大宮駅グランドセントラルステーション構想」を策定[16][17]。
- 2019年（令和元年）11月15日 - 12月11日：商業施設「エキュート大宮」がリニューアル[報道 7]。
- 2020年（令和2年）
  - 3月14日：新幹線eチケットサービス開始[報道 8]。
  - 7月22日：商業施設「Dila大宮」の一部を改装する形で、商業施設「エキュート大宮ノース」が開業[報道 9]。
  - 11月上旬：JR東日本の新幹線南改札と北改札、在来線中央改札（南）と中央改札（北）にて、大型ディスプレイが設置[報道 10]。
  - 11月16日：南改札外、中央改札（南）外に駅ナカシェアオフィス「STATION BOOTH」が開業[18]。
- 2021年（令和3年）
  - 3月25日：さいたま市が「大宮GCSプラン2020」を策定[新聞 4][19]。
  - 11月10日：びゅうプラザの営業を終了[1]。
- 2022年（令和4年）
  - 3月11日：「成田エクスプレス」の乗り入れ終了[20]。
  - 4月1日：びゅうプラザ跡地に開業予定の「Eki Tabi MARKET（えきたびマーケット）」の先行施設として、駅たびコンシェルジュが開業[報道 11]。
  - 6月30日：「Eki Tabi MARKET」が本開業。
- 2023年（令和5年）
  - 3月16日：本年より開業記念日を「おおみや鉄道の日」と定め、東口に「氷川神社口」、西口に「てっぱく通り口」の通称が付けられる。
  - 7月19日：1番線（京浜東北線）ホームにてスマートホームドアの使用を開始。
  - 8月7日：2番線（京浜東北線）ホームにてスマートホームドアの使用を開始。

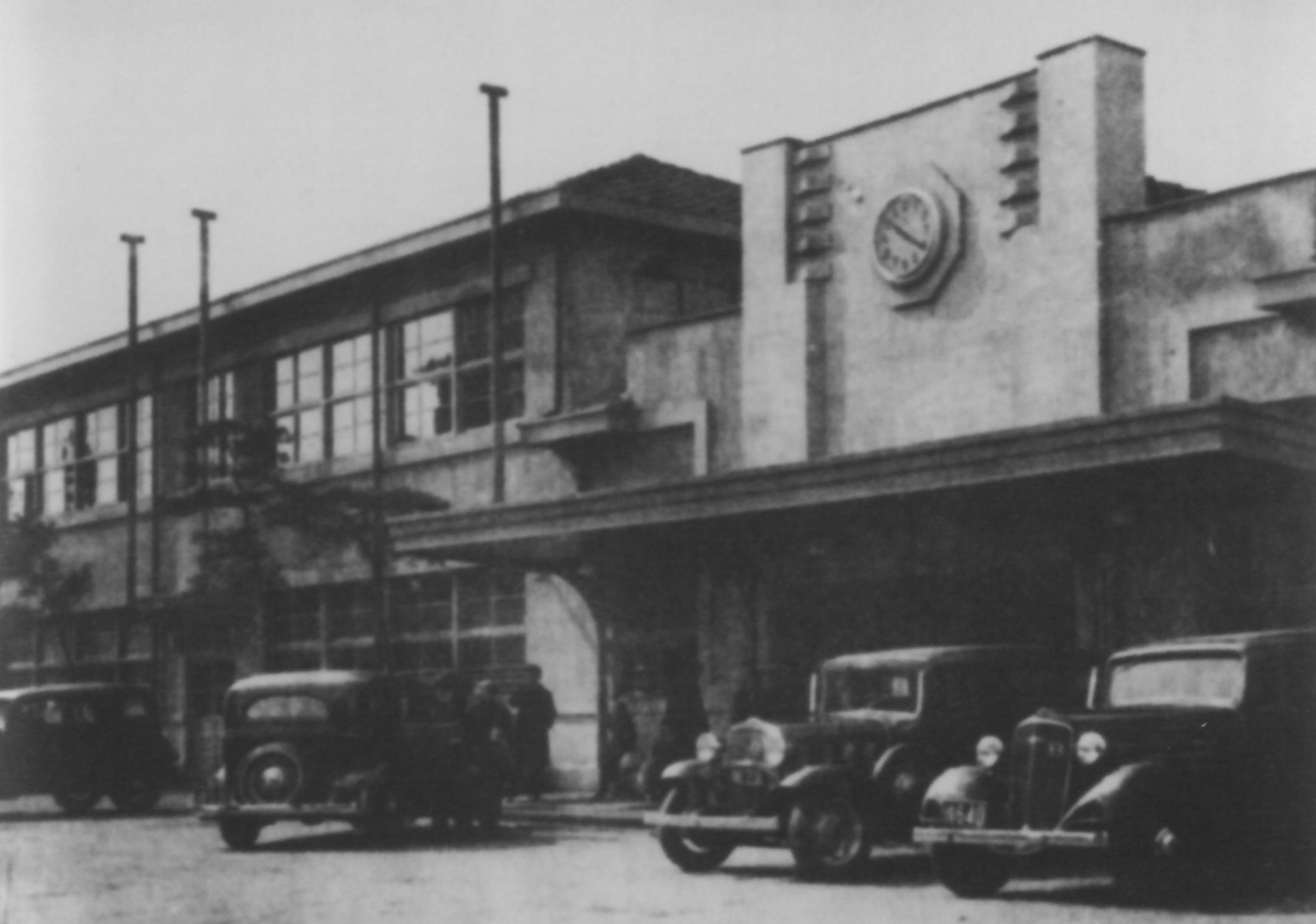
昭和期の大宮駅
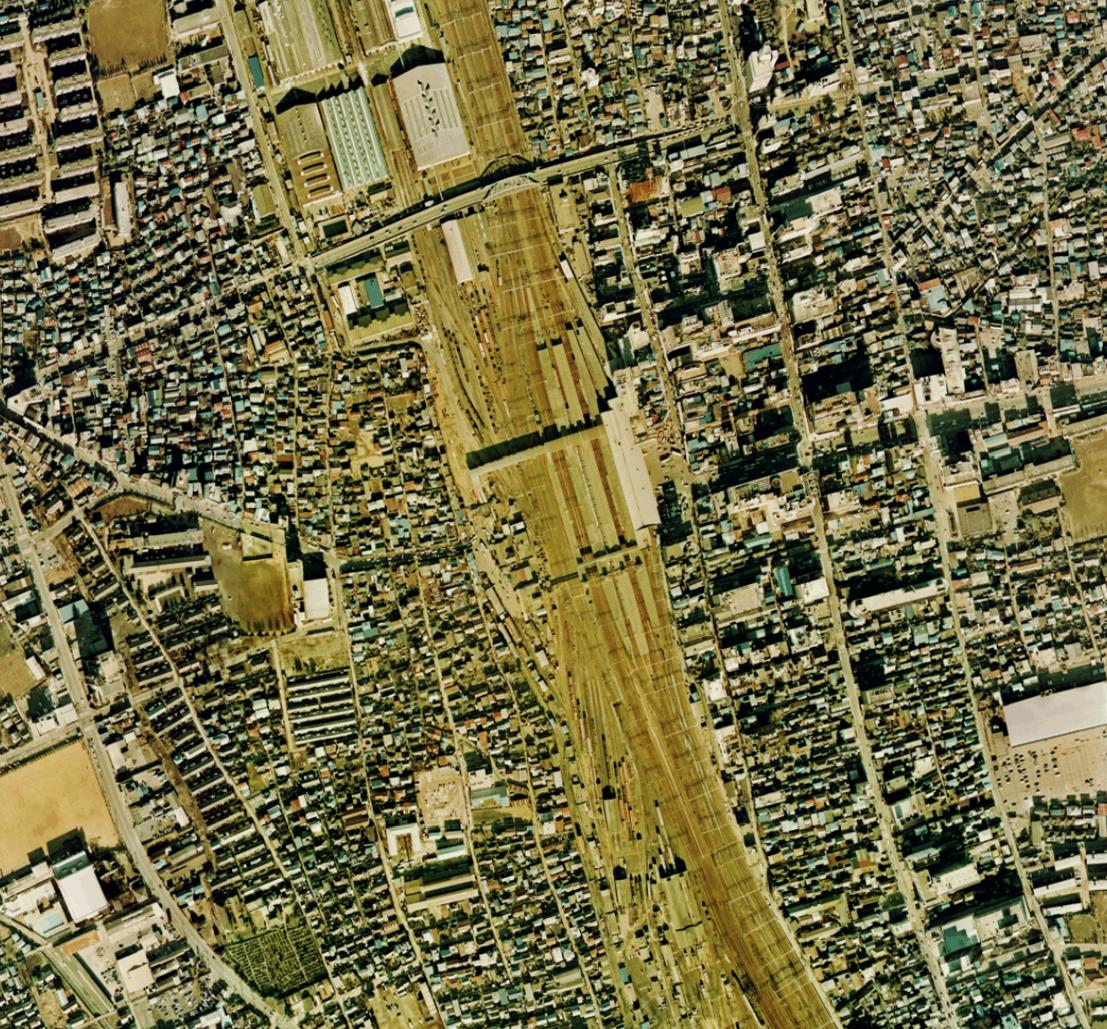
駅付近空中写真（1974年撮影 国土画像情報オルソ化空中写真（国土交通省）より）
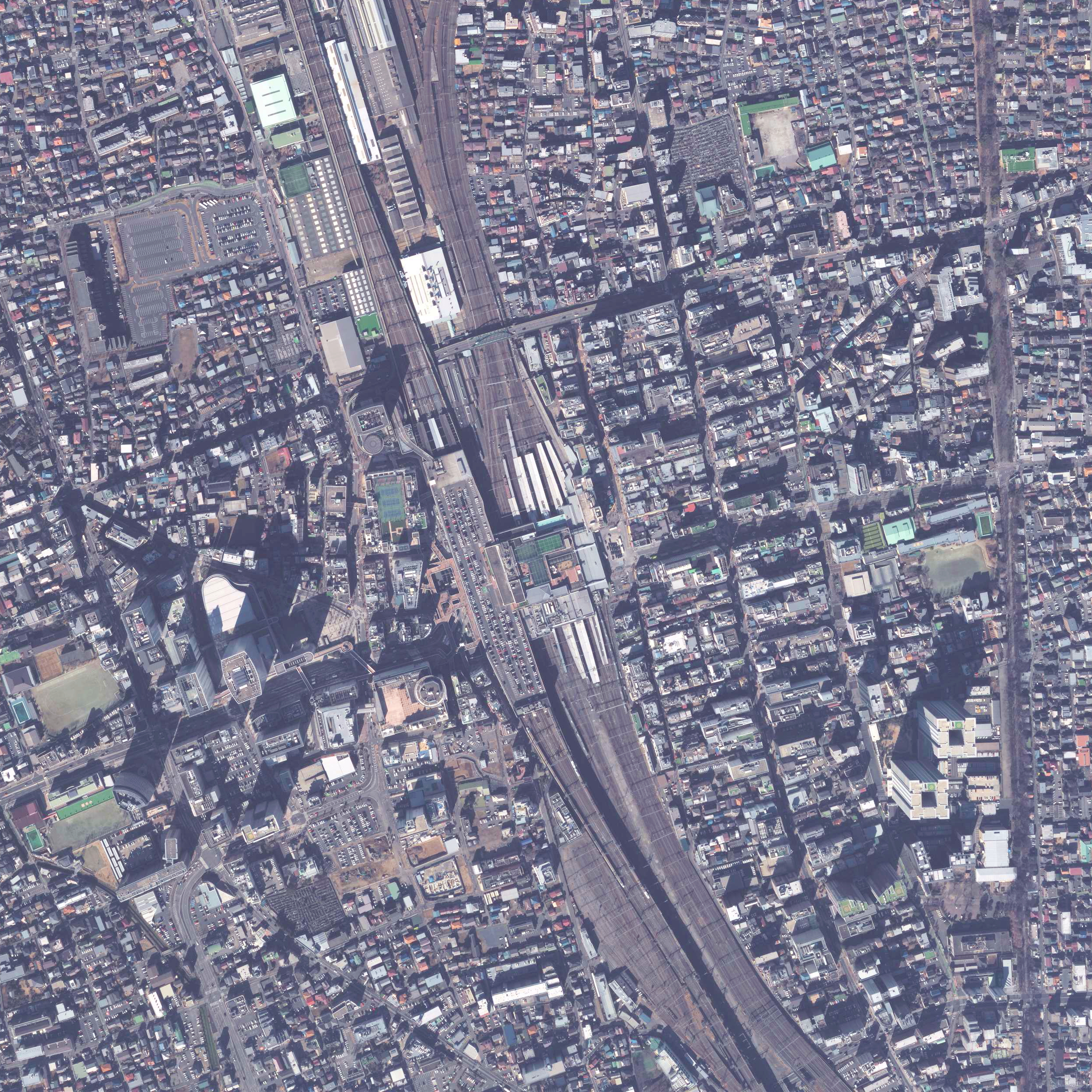
大宮駅周辺の空中写真（2013年2月撮影）
国土交通省 国土地理院 地図・空中写真閲覧サービスの空中写真を基に作成
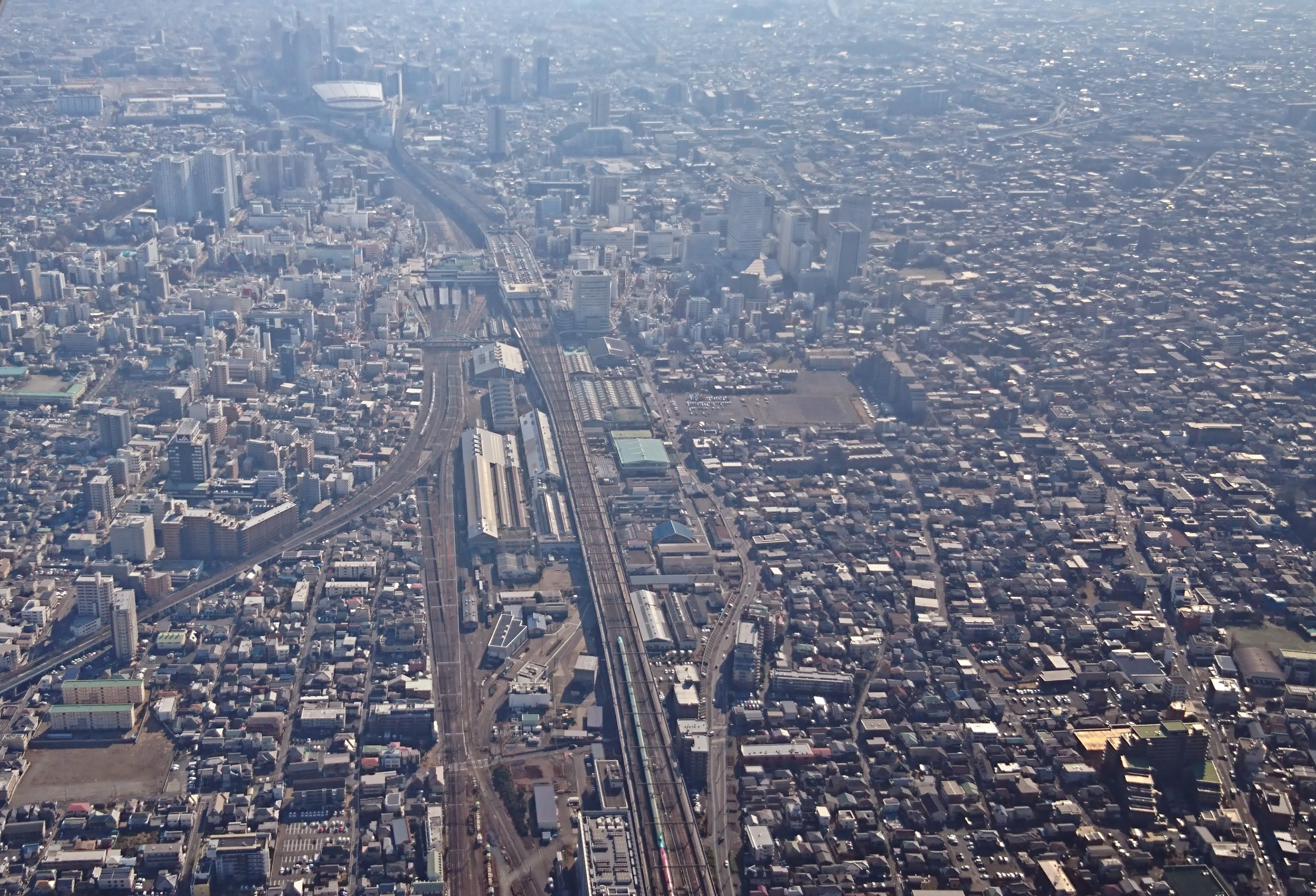
大宮駅北方から空撮（2019年）

## 駅構造
当駅にはJR東日本・東武鉄道・埼玉新都市交通の3事業者が乗り入れる。埼京線・川越線以外のJR在来線と東武野田線（東武アーバンパークライン）のプラットホームが地上1階に並び、その上に乗り換え通路を配置する橋上駅の構造だが、他に地上2階には埼玉新都市交通（ニューシャトル）のホームが、地上3階には新幹線ホームが、地下1階にはJR埼京線・川越線ホームがそれぞれ設けられた、4層構造となっている。3社合計ののりばとして、25もの番線が設置されている。なお、鉄道会社相互の連絡改札口は設けられていないため、各社の乗り換えには一度改札の外に出る必要がある。
JRにはコンコースが中央自由通路を挟んで南北にあり、それぞれに商業施設が設置されている。南北のコンコースはそれぞれが独立しているため、コンコース間を往来するには一度いずれかのホームに降りて移動しなければならないが、それぞれのコンコースからはすべてのJRホームへ移動することが可能。なお、外から新幹線のりばに直接入れる改札口はなく、当駅から新幹線に乗車するには、南北のコンコースともに一度在来線の改札口を通って新幹線乗換口を通る必要がある。
中央自由通路は駅ビル「ルミネ」と一体化しているほか、商業施設が通路沿いに設置され、通路中央には観光案内所を兼ねたインフォメーションセンターがある。中央改札（南）と中央改札（北）の間には、駅開業100周年と埼京線開業記念として日本交通文化協会の発注により伊藤隆道が制作した金属製の大型オブジェ「行きかう・線」があり、公募によって命名された「まめの木」の愛称で呼ばれ、主要な待ち合わせ場所として利用されている。なお、日本交通文化協会の発注で東北・上越新幹線開業記念として設置されたパブリックアートは、ルードヴィッヒ・シャフラットが制作したステンドグラス「光と水と生命」が西口階段上部に、岡田又三郎の原画を基にルイ・フランセンが制作した陶板レリーフ「川の祭り」が新幹線南待合室（さくら草）にある。
駅ナカ商業施設として、南側にエキュート大宮が、北側にはエキュート大宮ノース（旧：Dila大宮）がある。2019年11月 - 12月には商業施設「エキュート大宮」のリニューアルが行われ「Dila大宮」の一部を改装する形で、商業施設「エキュート大宮ノース」が2020年7月22日に開業した。
事務管コードは▲451018または▲441018を使用している。

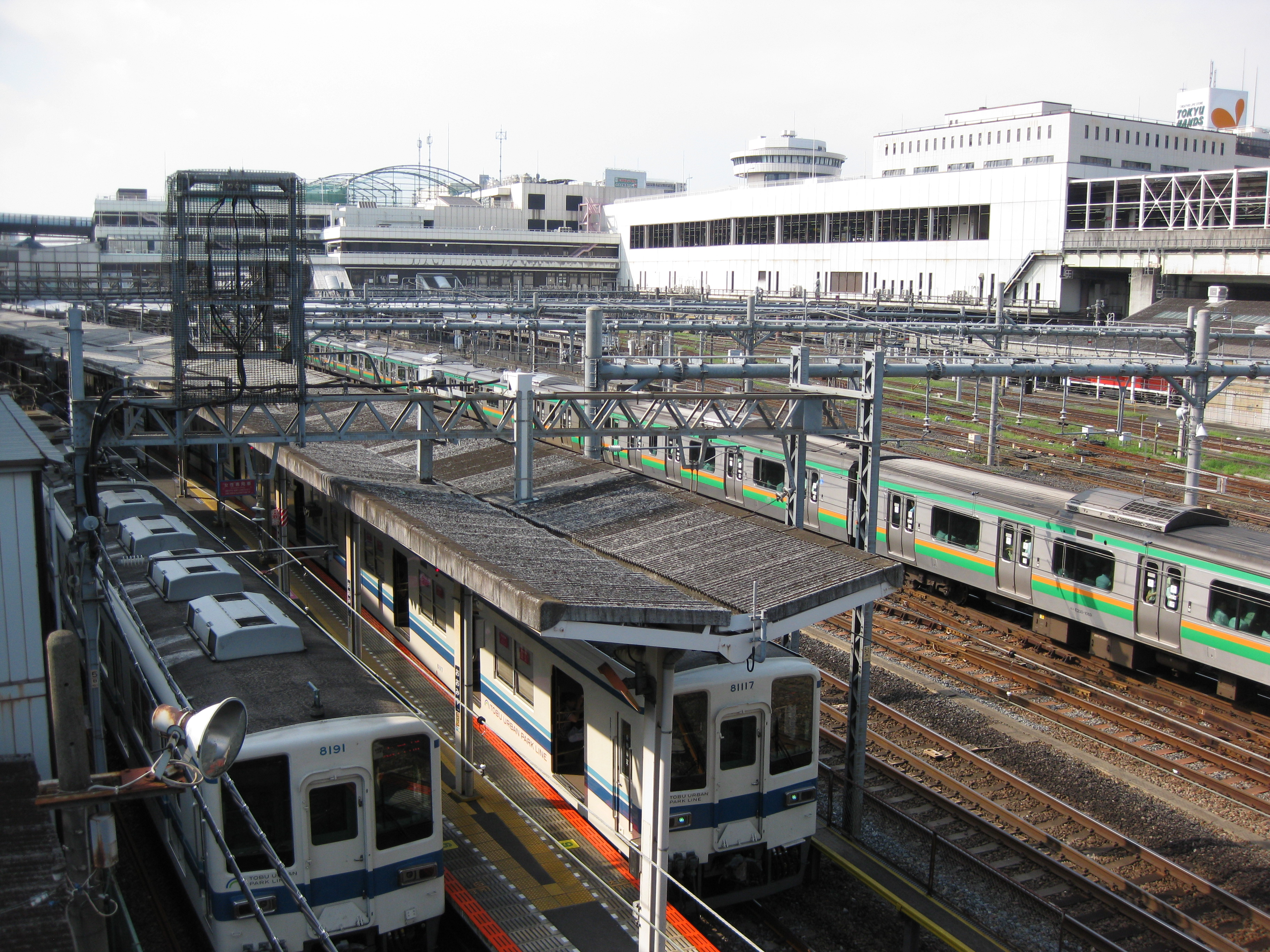
大栄橋から望む駅構内 手前から東武野田線、JR在来線、新幹線のホームが並び、新幹線下に潜り込む形でニューシャトルのホームがある。
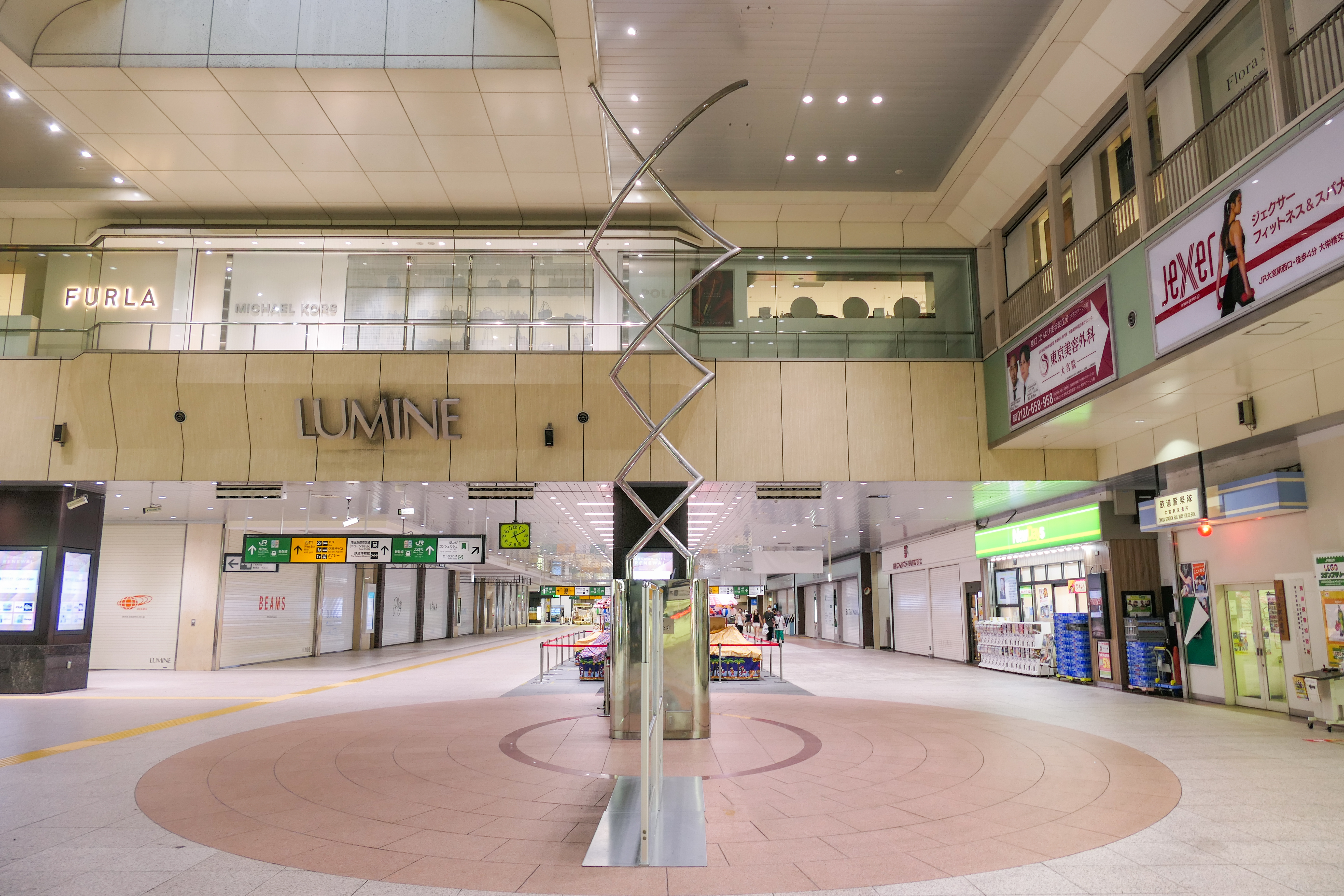
中央自由通路と「まめの木」

### JR東日本
新幹線のりばが地上3階の高架上、在来線は地平と新幹線直下の地下にあり、隣接して大宮総合車両センターがあることから、地平に多数の側線を持つ。
コンコースおよび改札口は地上2階にあり、東西に伸びる中央自由通路を中心として南北に分かれている。中央自由通路に面する中央改札（北）と中央改札（南）、西口側から南コンコースにつながる南改札と北コンコースにつながる北改札がある。当駅には「OMY」のスリーレターコードが付与されている。
直営駅で、大宮統括センター所在駅。管理駅として川越線日進駅 - 武蔵高萩駅、大宮操車場、東大宮操車場を管理する。

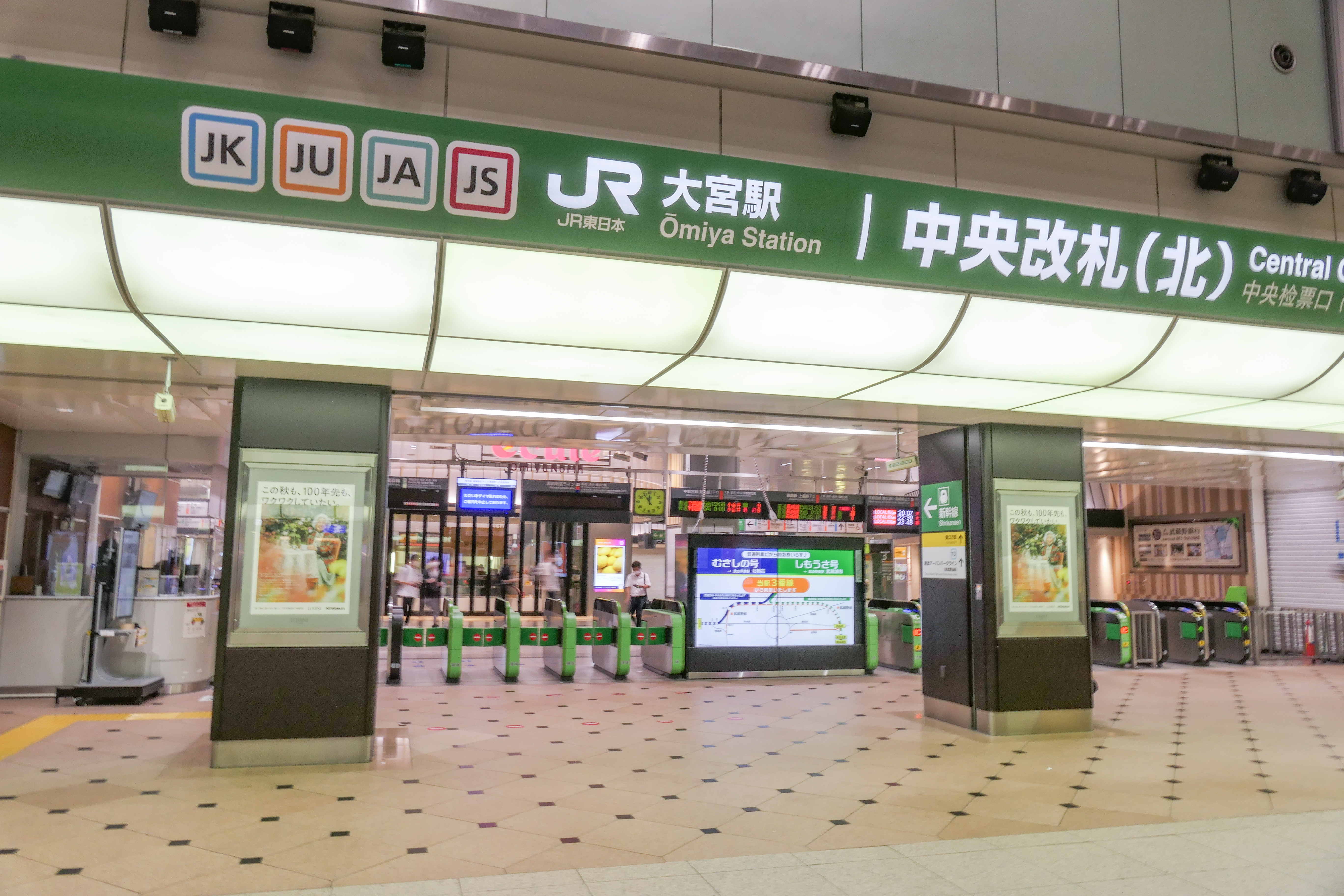
中央改札（北）（2022年7月）
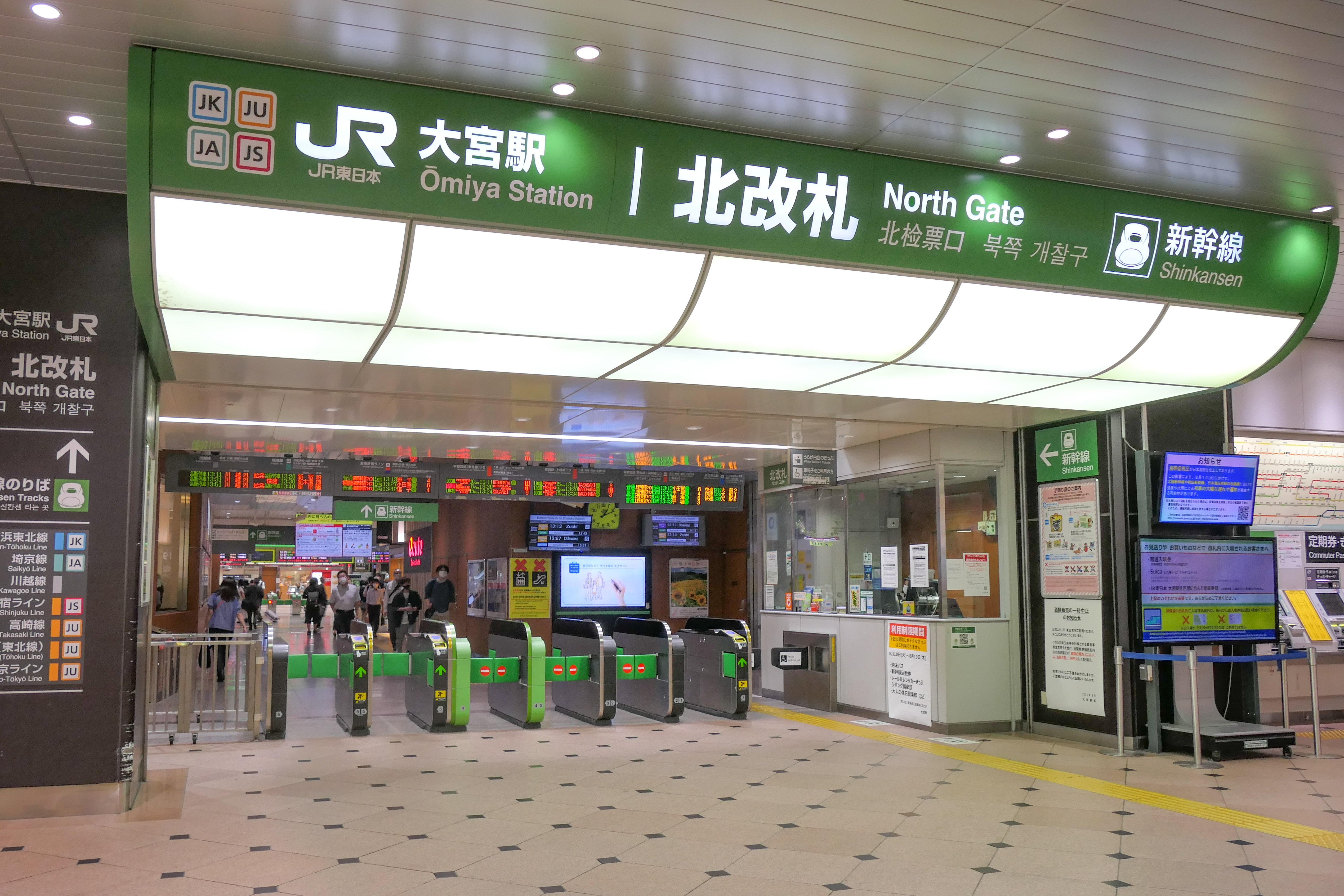
北改札（2021年8月）
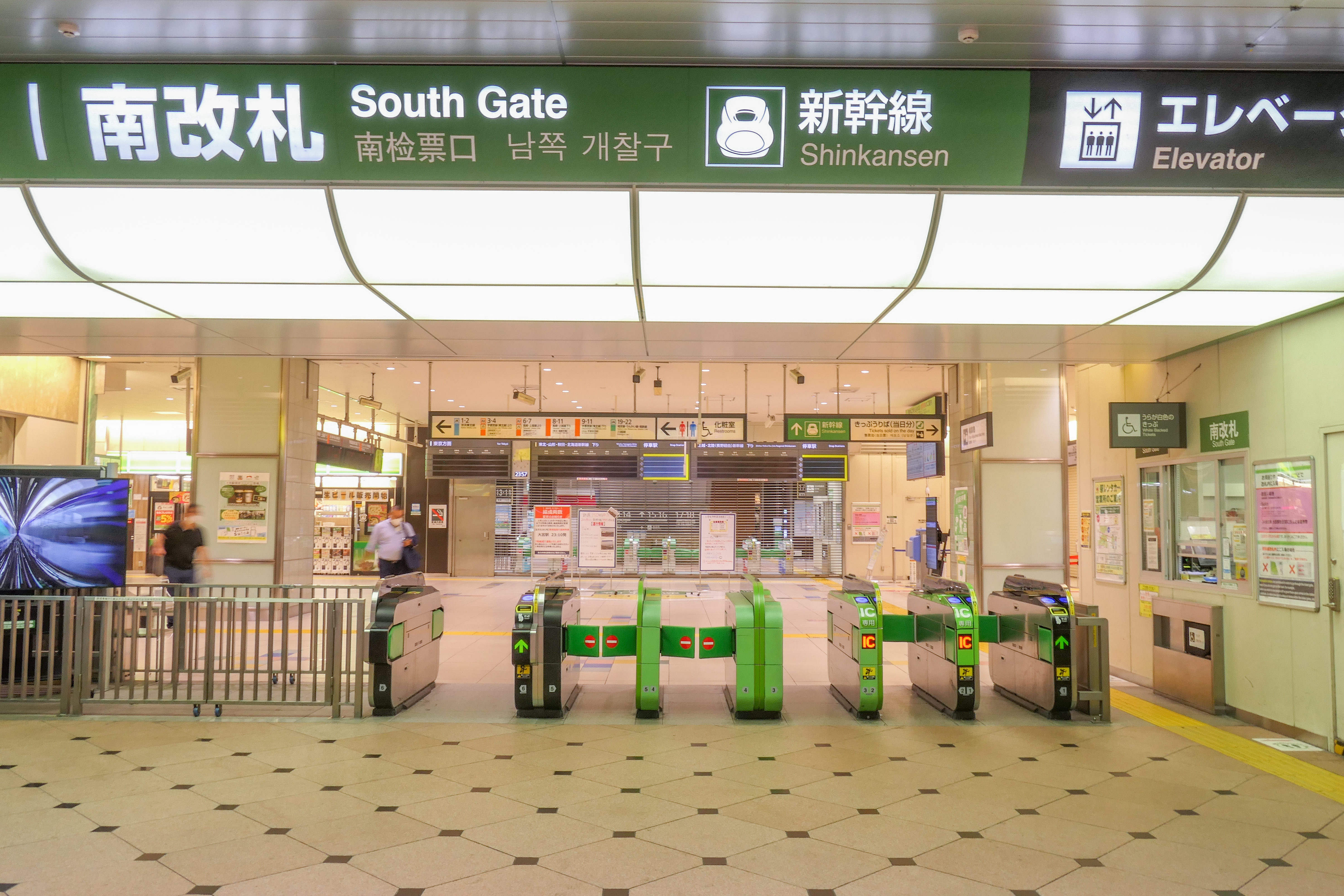
南改札（2022年7月）
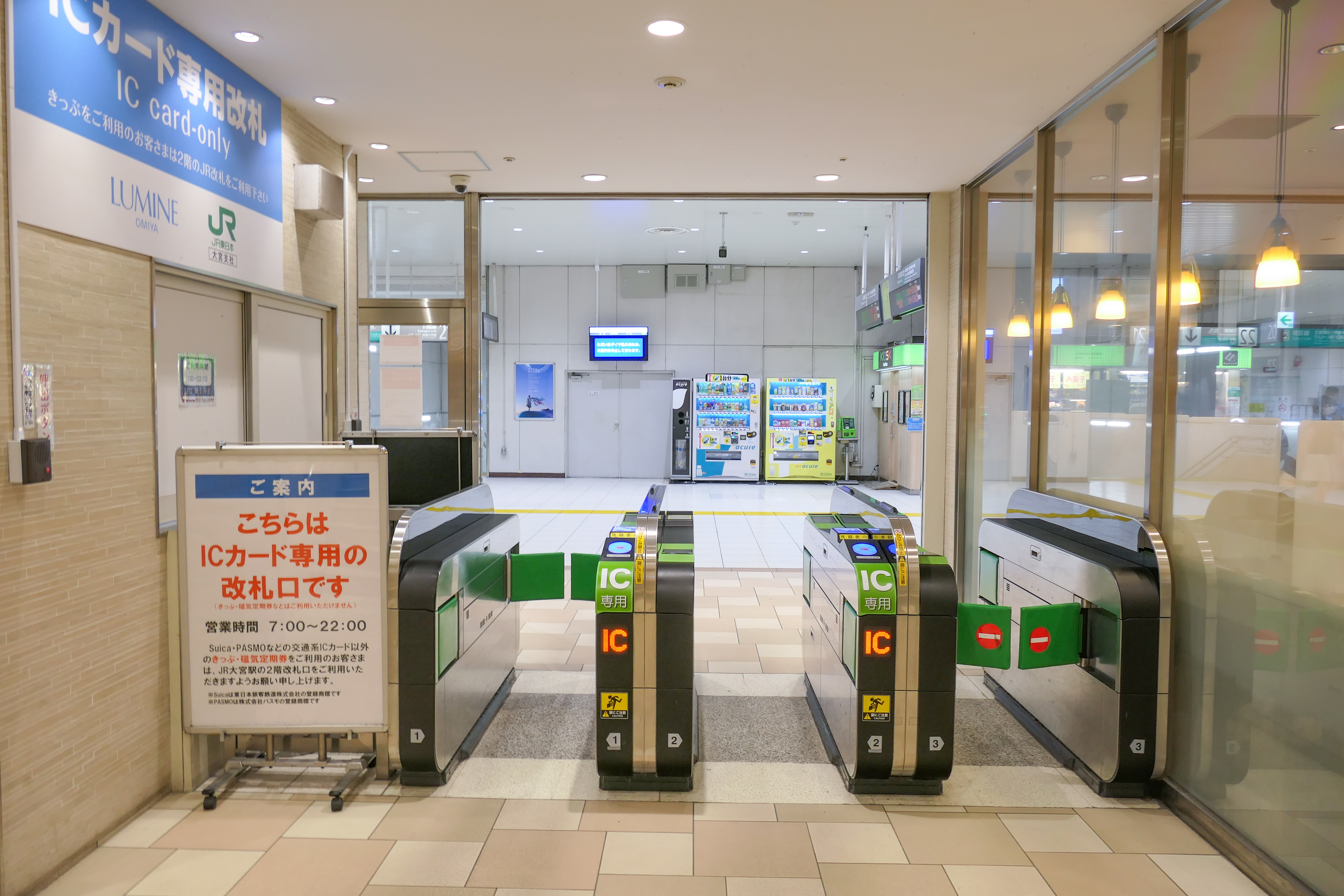
ルミネ北改札（2022年8月）
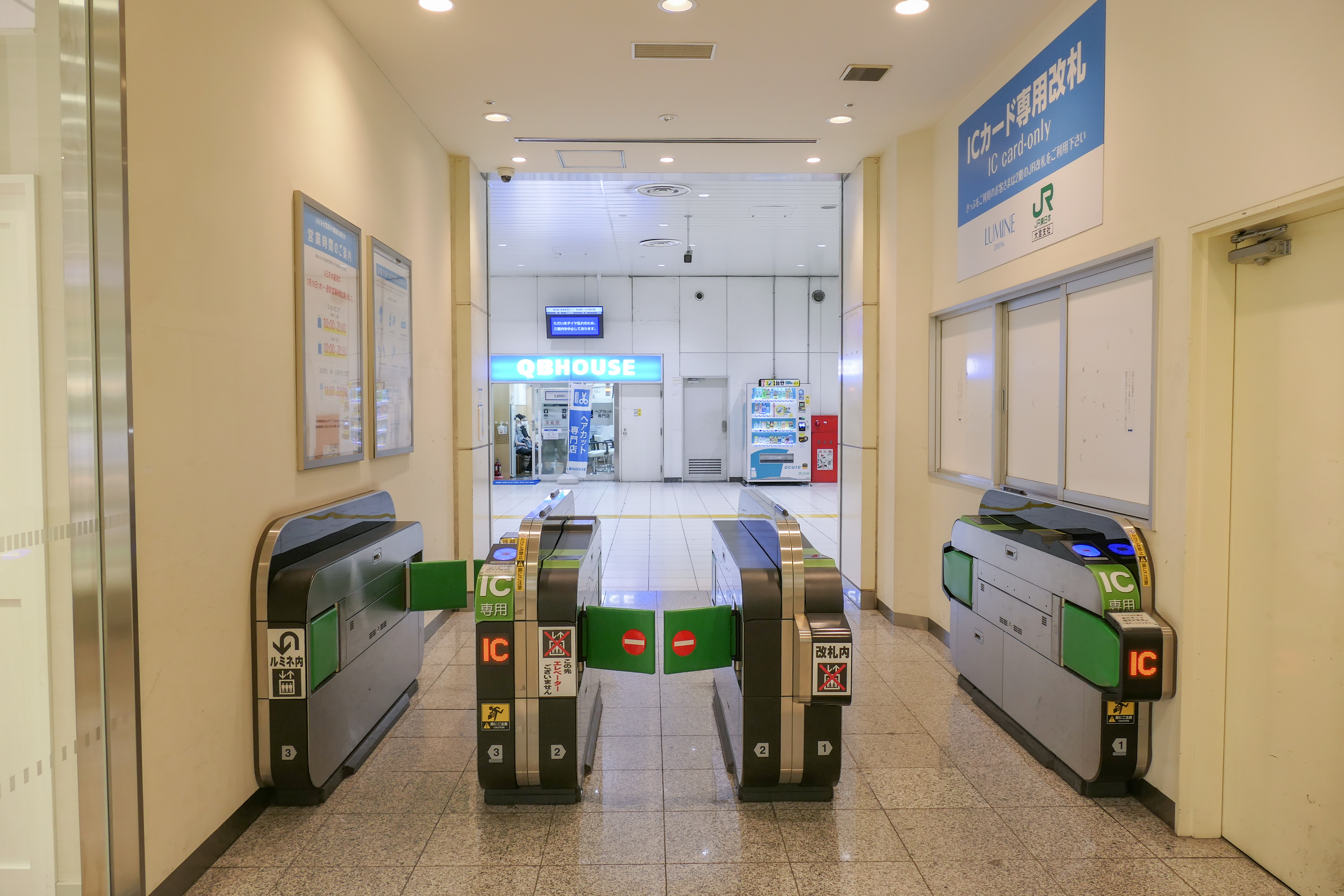
ルミネ南改札（2022年8月）
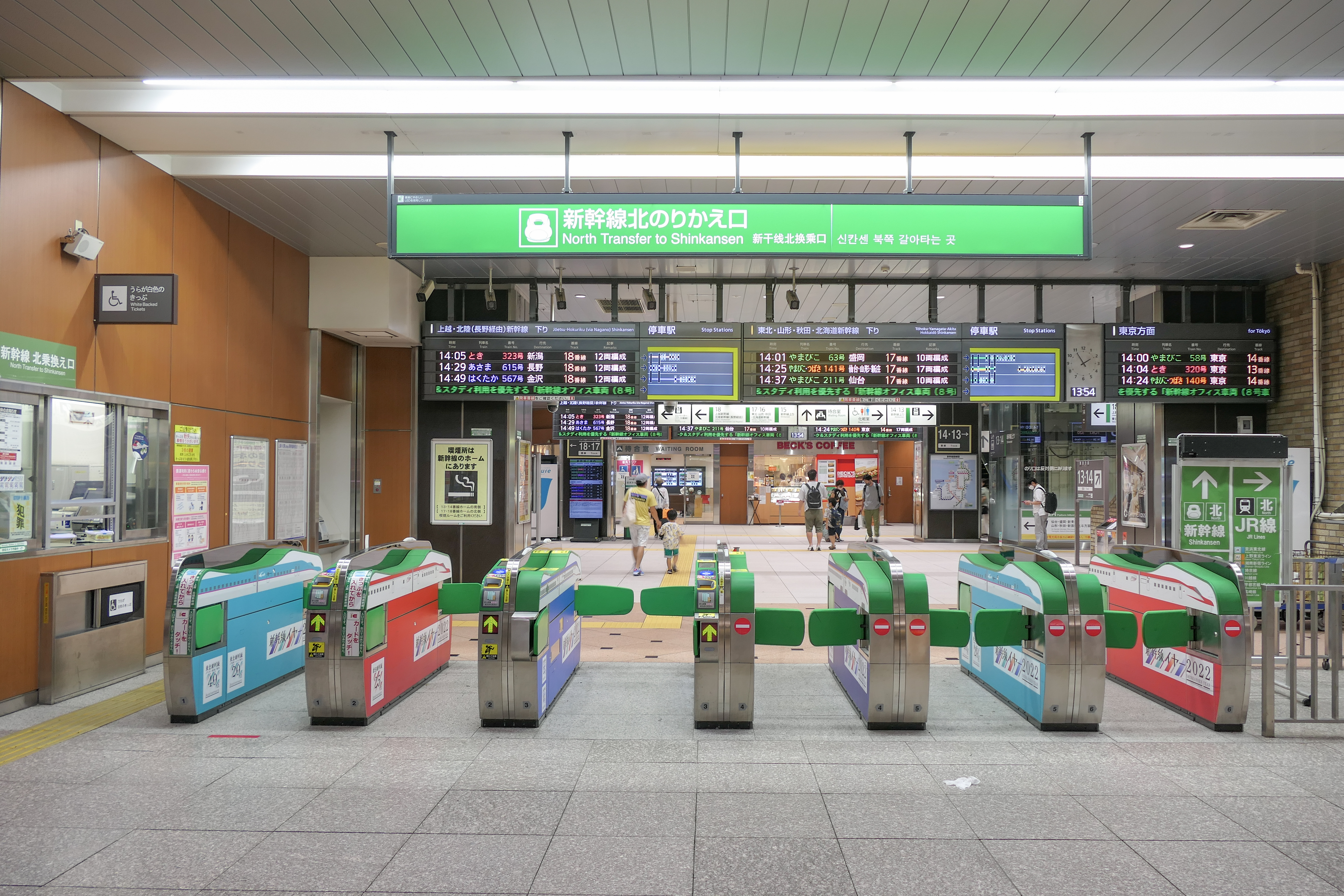
新幹線北のりかえ口（2022年8月）
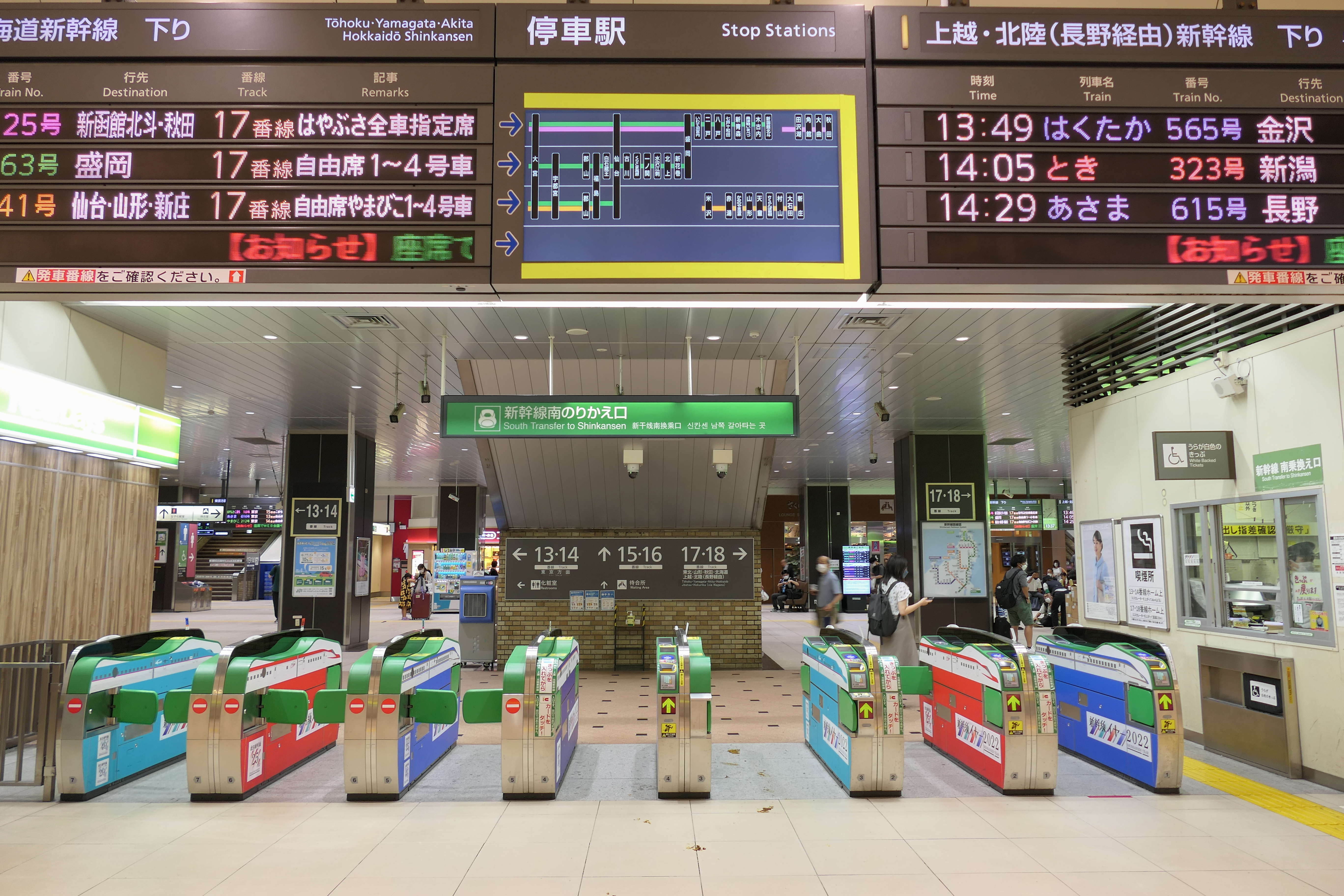
新幹線南のりかえ口（2022年8月）
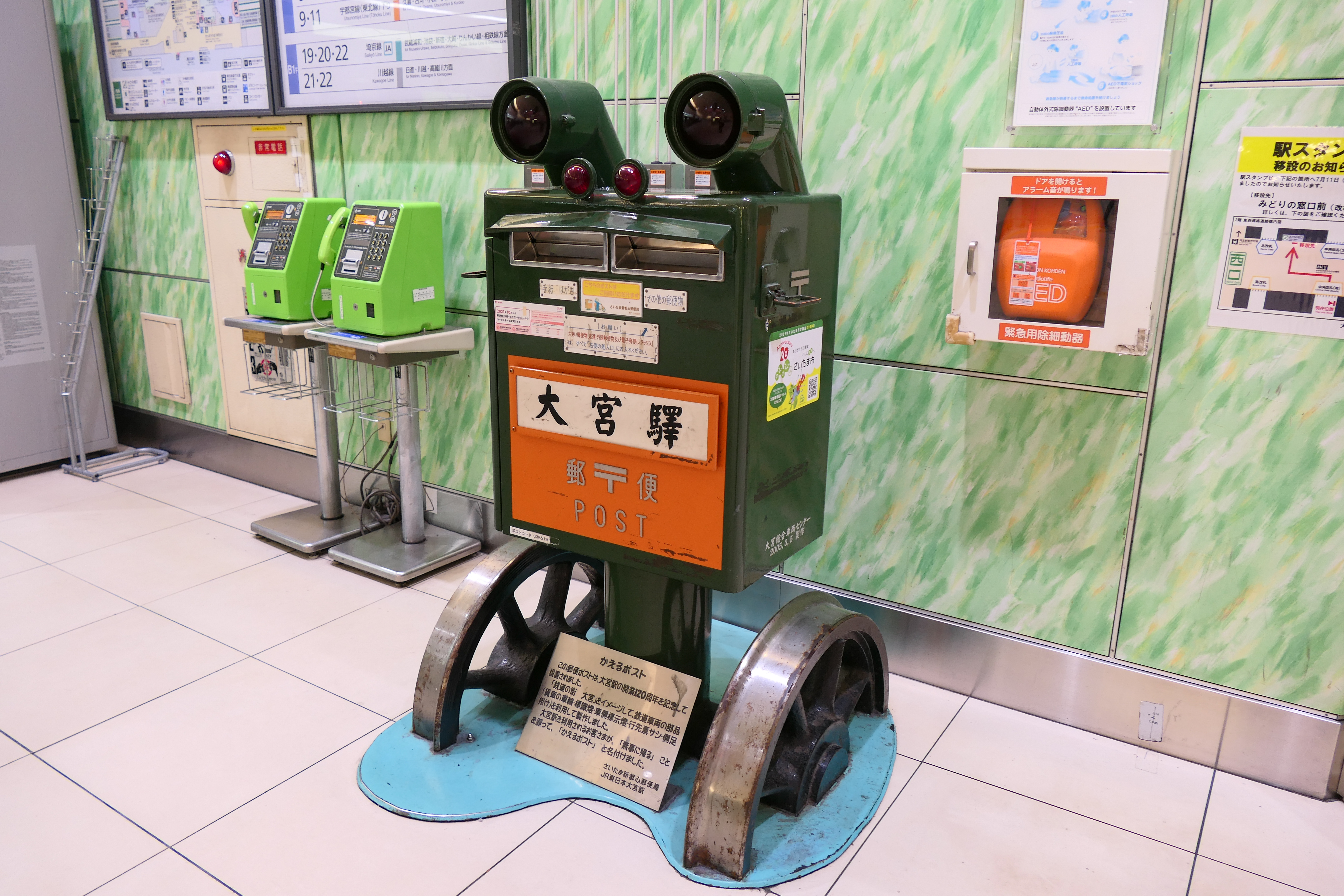
構内に設置されている「かえるポスト」（2022年10月）

#### のりば

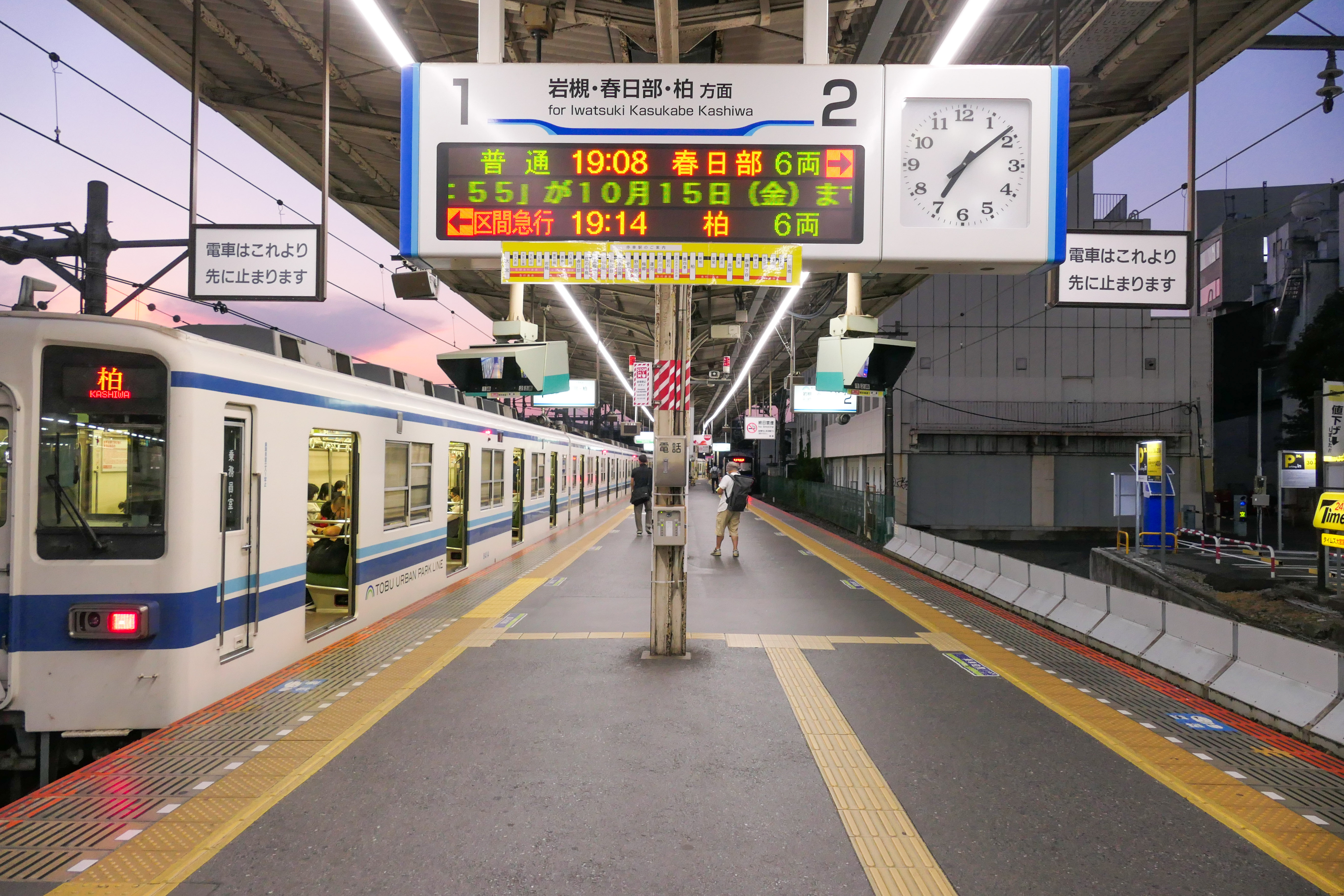
ホーム（2021年7月）

| 番線       | 路線                           | 方向 | 方向 | 行先                                                 | 備考 |
| ---------- | ------------------------------ | ---- | ---- | ---------------------------------------------------- | --- |
| 地上ホーム |                                |      |      |                                                      | |
| 1・2       | 京浜東北線                     | 南行 | 南行 | 上野・東京・横浜・大船方面                           | 当駅始発 |
| 3          | 武蔵野線直通                   | -    | -    | 八王子方面                                           | 「むさしの号」当駅始発                                                                                                   |
| 3          | 武蔵野線直通                   | -    | -    | 西船橋方面                                           | 「しもうさ号」当駅始発                                                                                                   |
| 3・4・6・7 | 宇都宮線（東北線）             | 上り | 上り | 赤羽・東京・新宿・横浜方面                           | 3・4番線は宇都宮線からの列車 東武線直通特急「スペーシア日光」「きぬがわ」 6・7番線は高崎線からの列車 7番線は一部列車のみ |
| 3・4・6・7 | 高崎・上越線                   | 上り | 上り | 赤羽・東京・新宿・横浜方面                           | 3・4番線は宇都宮線からの列車 東武線直通特急「スペーシア日光」「きぬがわ」 6・7番線は高崎線からの列車 7番線は一部列車のみ |
| 3・4・6・7 | 上野東京ライン                 | 上り | 上り | 赤羽・東京・新宿・横浜方面                           | 3・4番線は宇都宮線からの列車 東武線直通特急「スペーシア日光」「きぬがわ」 6・7番線は高崎線からの列車 7番線は一部列車のみ |
| 3・4・6・7 | 湘南新宿ライン                 | 南行 | 南行 | 赤羽・東京・新宿・横浜方面                           | 3・4番線は宇都宮線からの列車 東武線直通特急「スペーシア日光」「きぬがわ」 6・7番線は高崎線からの列車 7番線は一部列車のみ |
| 7          | ■ 特急                         | 下り | 下り | 熊谷・高崎・長野原草津口方面                         | 「草津・四万」「あかぎ」                                                                                                 |
| 8          | 高崎・上越線                   | 下り | 下り | 上尾・熊谷・高崎・前橋方面                           | 東京・上野方面からの列車                                                                                                 |
| 9          | 宇都宮線（東北線）             | 下り | 下り | 久喜・古河・小山・宇都宮・黒磯方面                   | 東京・上野方面からの列車                                                                                                 |
| 11         | 宇都宮線（東北線）             | 下り | 下り | 小山・宇都宮方面                                     | 湘南新宿ラインからの列車 「むさしの号」「しもうさ号」当駅終着                                                            |
| 11         | 高崎線                         | 下り | 下り | 熊谷・高崎方面                                       | 湘南新宿ラインからの列車 「むさしの号」「しもうさ号」当駅終着                                                            |
| 11         | 東武線直通特急                 | 下り | 下り | 東武日光・鬼怒川温泉方面                             | 「スペーシア日光」「きぬがわ」                                                                                           |
| 高架ホーム |                                |      |      |                                                      | |
| 13 - 15    | 新幹線                         | 上り | 上り | 上野・東京方面                                       | 15番線は一部列車のみ |
| 16・17     | 東北・山形・秋田・北海道新幹線 | 下り | 下り | 仙台・盛岡・新青森・山形・新庄・秋田・新函館北斗方面 | 16番線は臨時ホーム |
| 18         | 上越・北陸新幹線               | 下り | 下り | 高崎・長岡・新潟・長野・富山・金沢・敦賀方面         | |
| 地下ホーム |                                |      |      |                                                      | |
| 19         | 埼京線                         | 南行 | 上り | 池袋・新宿・大崎・りんかい線・相鉄線方面             | 当駅始発 |
| 20         | 埼京線                         | 南行 | 上り | 池袋・新宿・大崎・りんかい線・相鉄線方面             | |
| 21         | ■ 川越線                       | 北行 | 下り | 日進・川越・高麗川方面                               | |
| 22         | 埼京線                         | 南行 | 上り | 池袋・新宿・大崎・りんかい線・相鉄線方面             | 当駅始発 |
| 22         | ■ 川越線                       | 北行 | 下り | 日進・川越・高麗川方面                               | 一部列車 |

新宿駅へは埼京線・湘南新宿ラインの2経路が、横浜駅へは上野東京ライン・湘南新宿ラインの2経路が存在し、同一の目的地で複数の経路が発生するため、コンコースには両駅への先着予定列車を表示する案内板が設置されている。

#### ホーム
地上ホーム
1 - 11番線（1・2番線：京浜東北線、3・4、6 - 9、11番線：宇都宮線・高崎線・上野東京ライン・湘南新宿ライン）は、地上1階にある島式5面10線の地上ホームで、橋上駅舎を有する。
1・2番線は京浜東北線専用で、線路は北側で行き止まりになっている。
3・4番線は宇都宮線上り列車、6番線は高崎線から直通する上り列車専用である。3番線は宇都宮線上りの副本線だが、武蔵野線直通の「むさしの号」「しもうさ号」や、臨時列車「ホリデー快速」などの始発ホームとしても使用する。
7番線は高崎線上り待避線を兼ねた上下線共用の中線であり、東京寄りに引き上げ線が2本ある。当駅始発の特急「スーパービュー踊り子」「踊り子」（臨時列車）が使用していた。また、夕夜間帯の特急「あかぎ」も普通列車と乗客を分離するため、7番線から発車する。なお、下り特急は、ダイヤ乱れなどで7番線が使用できない場合は8番線着発に変更となる。ダイヤの大幅乱れの際は上下・系統問わず使用され、折り返しのため、引き上げ線を使用することもある。
日中の東京方面は、宇都宮線上り列車は4番線、高崎線から直通する上り列車は6番線からの発車が多い。ただし、宇都宮線上り列車は上野東京ラインが後続の湘南新宿ライン横須賀線系統と接続する場合などは3番線から発車する。朝ラッシュ時は停車時間確保とホーム混雑対策のため、一部の上り列車が3番線・7番線に発着して両面着発を行っている。
8番線は東京・上野方面からの高崎線、9番線は同じく宇都宮線が発着する。8番線と9番線で、15両編成の列車の停車位置が約75メートルずれている。ホーム上にはNewDaysやそば屋などの店舗が設けられている。
11番線は湘南新宿ラインからの宇都宮線列車・高崎線列車や、東武日光線・鬼怒川線直通特急「スペーシア日光」「きぬがわ」、武蔵野線からの直通列車「むさしの号」「しもうさ号」（終着）など、新宿・池袋方面または武蔵野線方面（東北貨物線経由）より運転された列車の発着ホームとなっている。なお、浦和方約2両分と土呂・宮原方約3両分は、建設の経緯（後述）からホームの幅が線路1線分であるため、非常に狭くなっている。
3・4番線、8・9番線には、長年に渡ってホーム上に輸送社員の立ち番が常時配置され、発車メロディ扱いを含む出発指示合図が行われていたが、2021年（令和3年）2月に廃止された。現在はすべてのホームにおいて基本的に自動放送による案内放送が行われ、発車メロディは車掌が扱う。
欠番
5・10番線は貨物列車や回送列車、団体・臨時列車が通過や待機をするための線路で、ホームは存在せず欠番である。5番線は上り方面、10番線は下り方面で利用する。また、12番線は11番線と同じホームに接しているが、使用できないため欠番となっている。12番線の西側は大宮総合車両センターに属する多数の引き込み線が並ぶが、12番線の隣の線路は大宮駅13番線として扱われており、信号機にも表記されている。
1970年代前後は、10・11番線の2本が待機線として存在し、12・13番線ホームに非電化時代の川越線列車が発着していた。1985年（昭和60年）の川越線電化・地下化となった後、1988年（昭和63年）の宇都宮線（当時は路線愛称制定前で東北線）・高崎線の池袋駅乗り入れに当たって、下りホームとして転用することになったが、旧川越線ホームが狭く短いため、待機線だった11番線を旅客化することとし、旧12番線を撤去して、その上に15両編成対応の電車ホームを建設した。このため、旧12・13・14番線の番号が繰り上がった。現在も6・7・11番線は川越線につながっており、川越車両センターの臨時回送列車だけでなく、旅客扱いでは臨時快速列車など、大宮駅では地上発着となる列車が走行する。なお、川越線の電車線と列車線の分岐点は日進駅の場内である。
12番線はその後も電化されず、線路はさいたま新都心方と土呂方の双方に木材が固定されて仮封鎖されている。11番線のみ電車用の高い乗り場が造られたことから、12番線側は気動車用の低い乗り場が残され、ホームの中央に傾斜があったため、2009年（平成21年）から2010年（平成22年）にかけて、バリアフリー化のため平面化改良工事が行われ、それと前後して「12番線」の表示が削除された。その後もホーム上は長らく柵を設置するなどの対応が行われていなかったが、2020年（令和2年）2月から3月にかけて柵の設置が行われた。
備考
- 上り線は、上野方面（東北旅客線）と新宿・武蔵野線方面（東北貨物線）の分岐点および宇都宮線（3・4番線）と高崎線（6・7番線）の合流地点は当駅を出たさいたま新都心駅寄りにあり、新宿方面線路（宇都宮線と高崎線それぞれから当駅を出てすぐに平面合流）と高崎線からの上野方面線路が立体交差していることから、宇都宮線上りと高崎線上りの同時到着や上野方面の列車と湘南新宿ライン・武蔵野線直通の同時発車が可能。下り線は、上野方面からの宇都宮線と高崎線の分岐点は当駅手前にある一方で、新宿・武蔵野線方面からの宇都宮線と高崎線の分岐は当駅11番線を出た先にある。11番線からの線路・東大宮操車場方面・宇都宮線下りが高崎線の上下線を立体交差でまたいでおり、11番線からの高崎線は東大宮操車場・宇都宮線方面が北東方向に分かれていった後に8番線からの下り本線に合流しており、上野方面と湘南新宿ライン・武蔵野線からの直通の同時到着や宇都宮線下りと高崎線下りの同時発車が可能。このような当駅前後での立体構造により、当駅は宇都宮線・高崎線・上野東京ライン・湘南新宿ライン・武蔵野線直通・貨物列車が複雑に入り交じる運行体系を成す列車群をスムーズにさばくことができる。なお、平面交差が行われるのは、ダイヤ乱れ時などに7番線に宇都宮線が発着する場合に高崎線を支障するなど、ごく限られたケースのみである。
- 湘南新宿ラインの横須賀線直通快速列車は当駅から南は終点まで各駅に停車するため、当駅で種別表示が「普通」に切り替えられる。逆に東海道線直通快速列車は、当駅まで各駅に停車するため、種別表示が「普通」から「快速」へ切り替えられる。なお、逆方向の横須賀線からの宇都宮線直通快速列車・東海道線からの高崎線直通快速列車（高崎線内普通）は大崎駅で既に種別が切り替えられている。
- 湘南新宿ライン終電籠原駅行き（新宿方面のみならず、上野東京ラインを含め東海道線・横須賀線方面からの直通最終列車）と、東京発宇都宮線終電小金井駅行きは、互いの接続をとって発車する。2016年（平成28年）ダイヤ改正前までは、宇都宮線終電は湘南新宿ライン終電の到着を待たずに出発していた。また、上野駅で宇都宮線・高崎線の下り終電の時間帯に山手線内回り・京浜東北線北行き・常磐線上りが遅延している場合、宇都宮線終電は定刻に上野駅を発車して当駅でいったん抑止、後続の高崎線直通終電は上野駅に留まったまま3線の接続を直接取ってから遅れて当駅に向かい、高崎線終電を介して3線と宇都宮線終電が当駅にて間接的に接続を取る。
- 2022年（令和4年）始まで運行されていた宇都宮線・高崎線における終夜臨時列車に関して、一部使用ホームが通常と異なる。上りは宇都宮線発湘南新宿ライン横須賀線直通臨時列車が7番線に、高崎線から直通する上野行き臨時列車が通常通り6番線に発着し、下りは湘南新宿ライン宇都宮線直通（あるいは大宮終着）臨時列車が9番線に、上野駅発高崎線臨時列車が通常通り8番線に発着、それぞれ対面乗換できるようダイヤも調整されていた。これによって利用者の利便性向上のほか、使用ホームを集約することになり、3・4番線ホームならびに11番線ホームを普段通り休止させていた。なお、高崎線と接続しない湘南新宿ラインも7・9番線を発着していた。
- 高崎線のホームでは「高崎・上越線」と表記されている箇所が多数見られる。かつて高崎線が終点の高崎駅で直結している上越線と一体的な運行を行っていた名残である（現在でも本数は大幅に少なくなったが、普通列車新前橋駅行き、上越線経由吾妻線直通特急「草津・四万」、上越線経由両毛線直通普通列車前橋駅行きが定期列車で存在しており、新前橋駅行き列車は行き先表示にも「高崎・上越線」と表示される）。「高崎・上越線」表記はかつて上野駅などでも見られたが平成時代後期前後のリニューアル工事の際に消去されており、リニューアルされた後も残っているのは当駅のみとなっている。

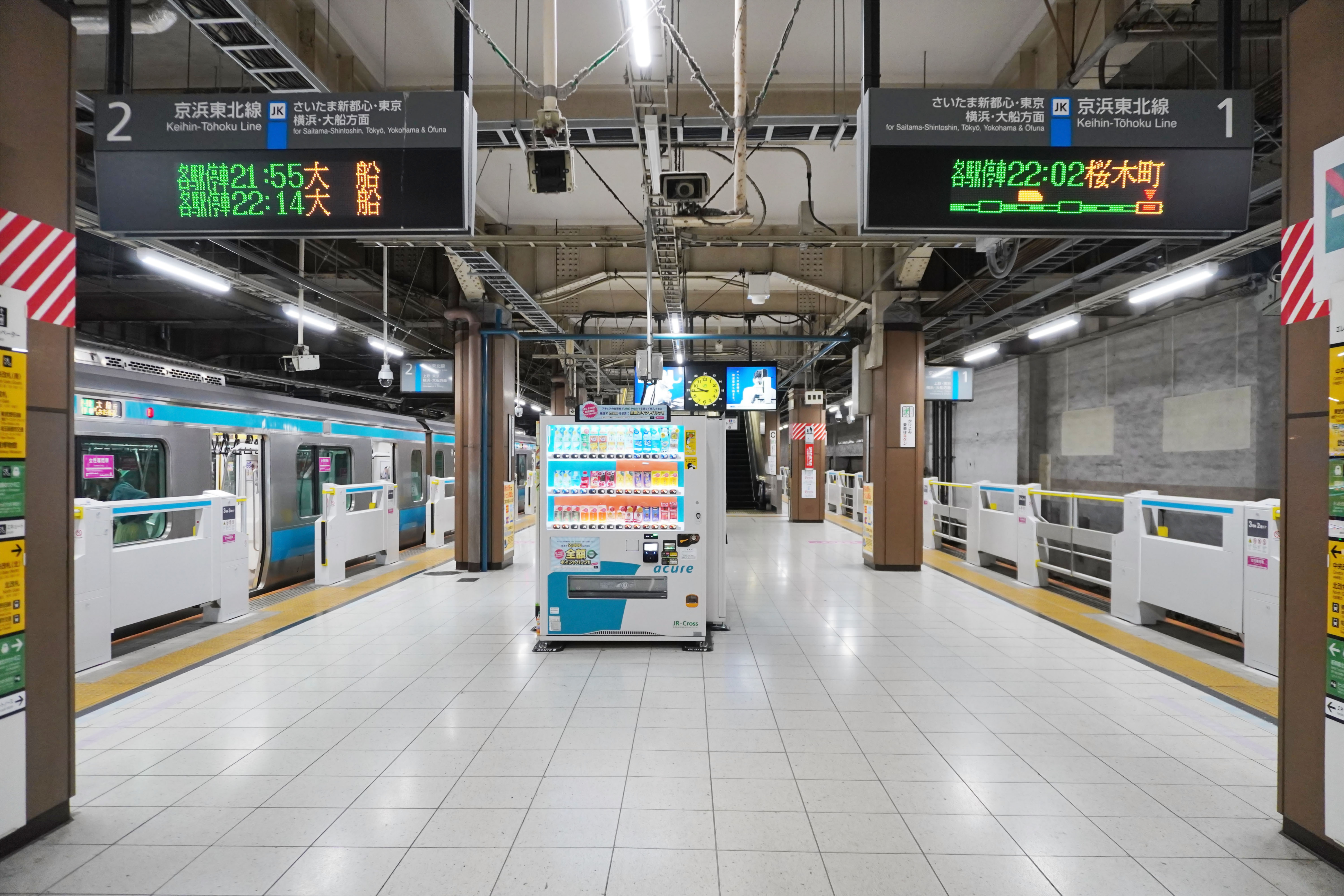
1・2番線ホーム（2024年3月）
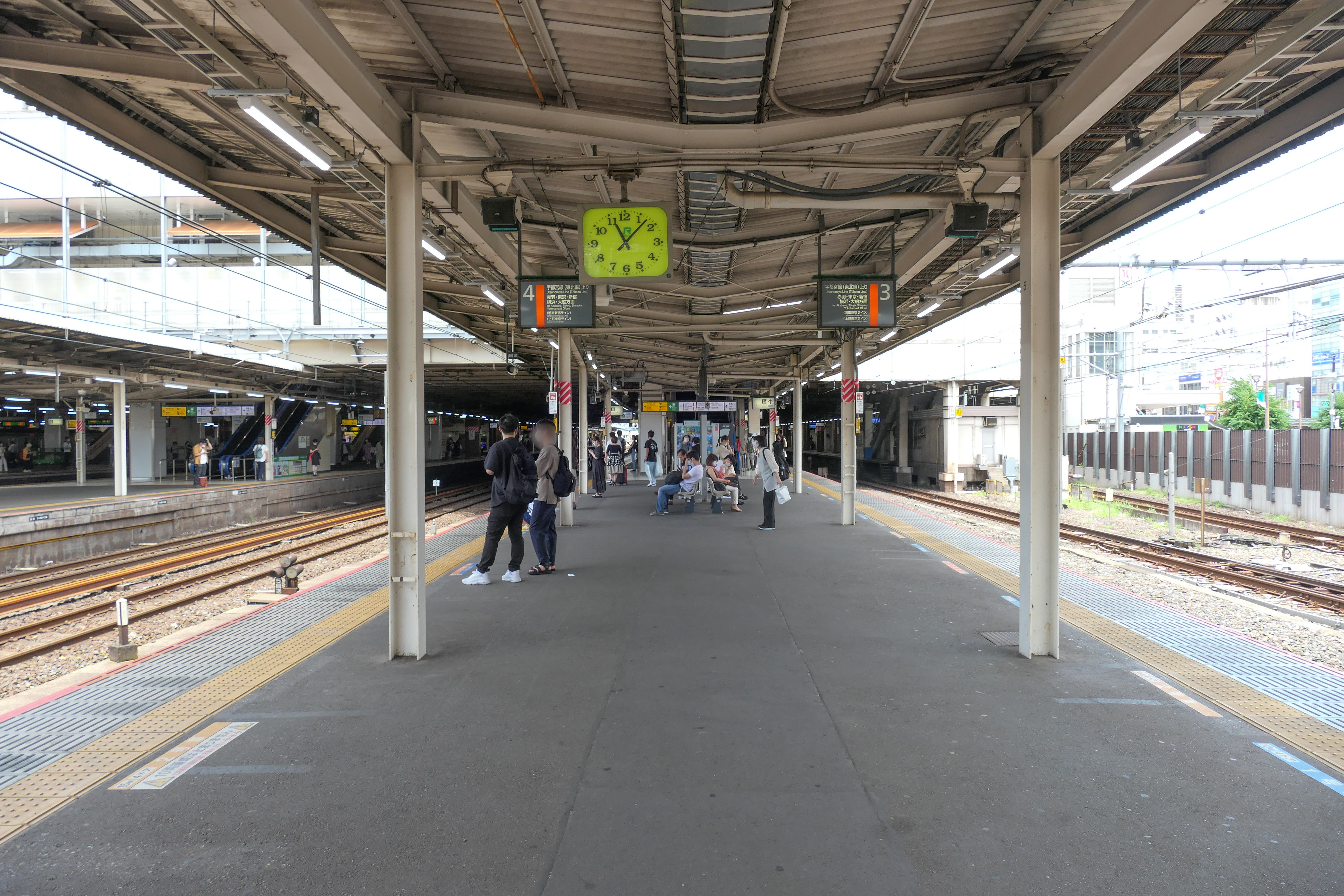
3・4番線ホーム（2021年7月）
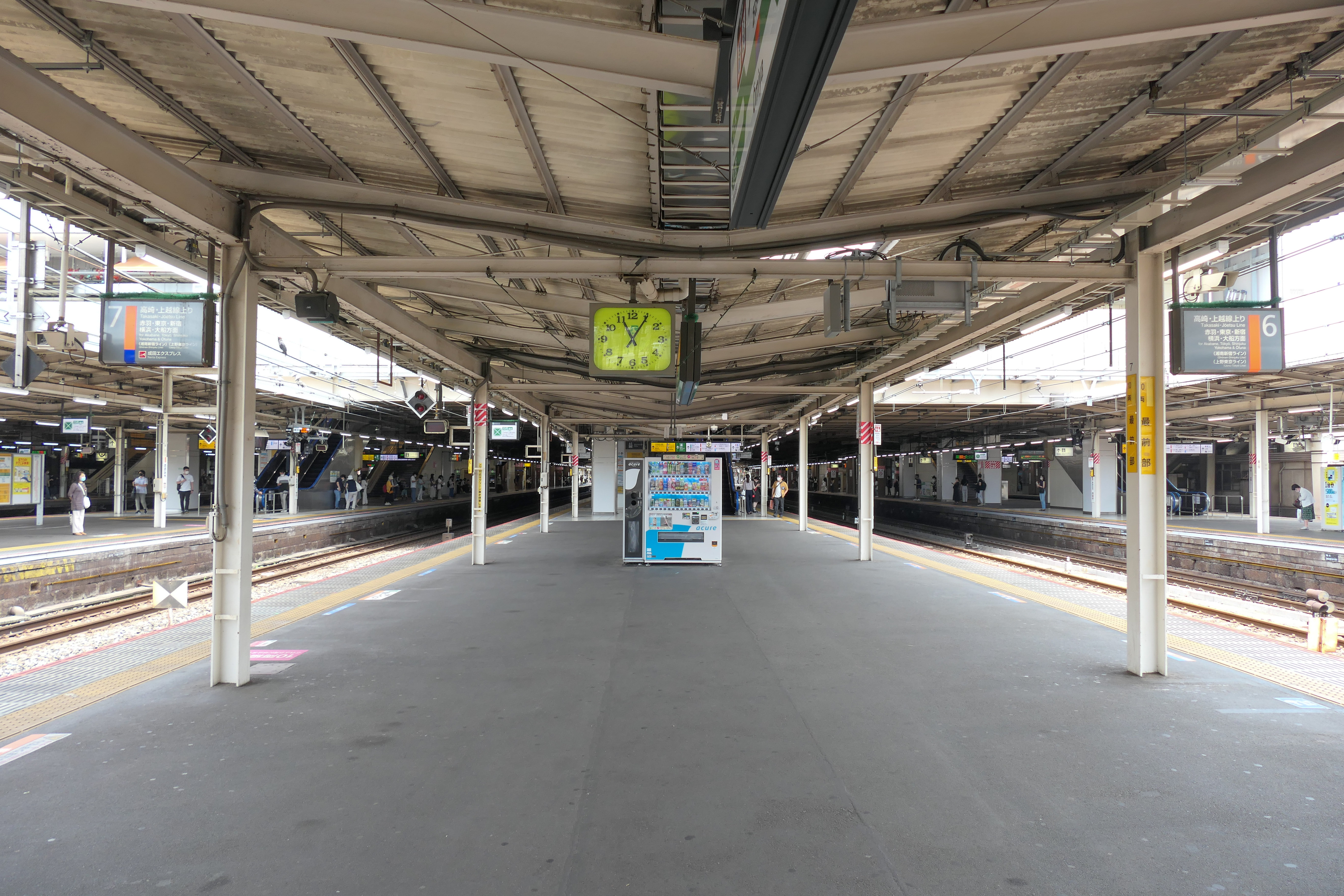
6・7番線ホーム（2021年7月）
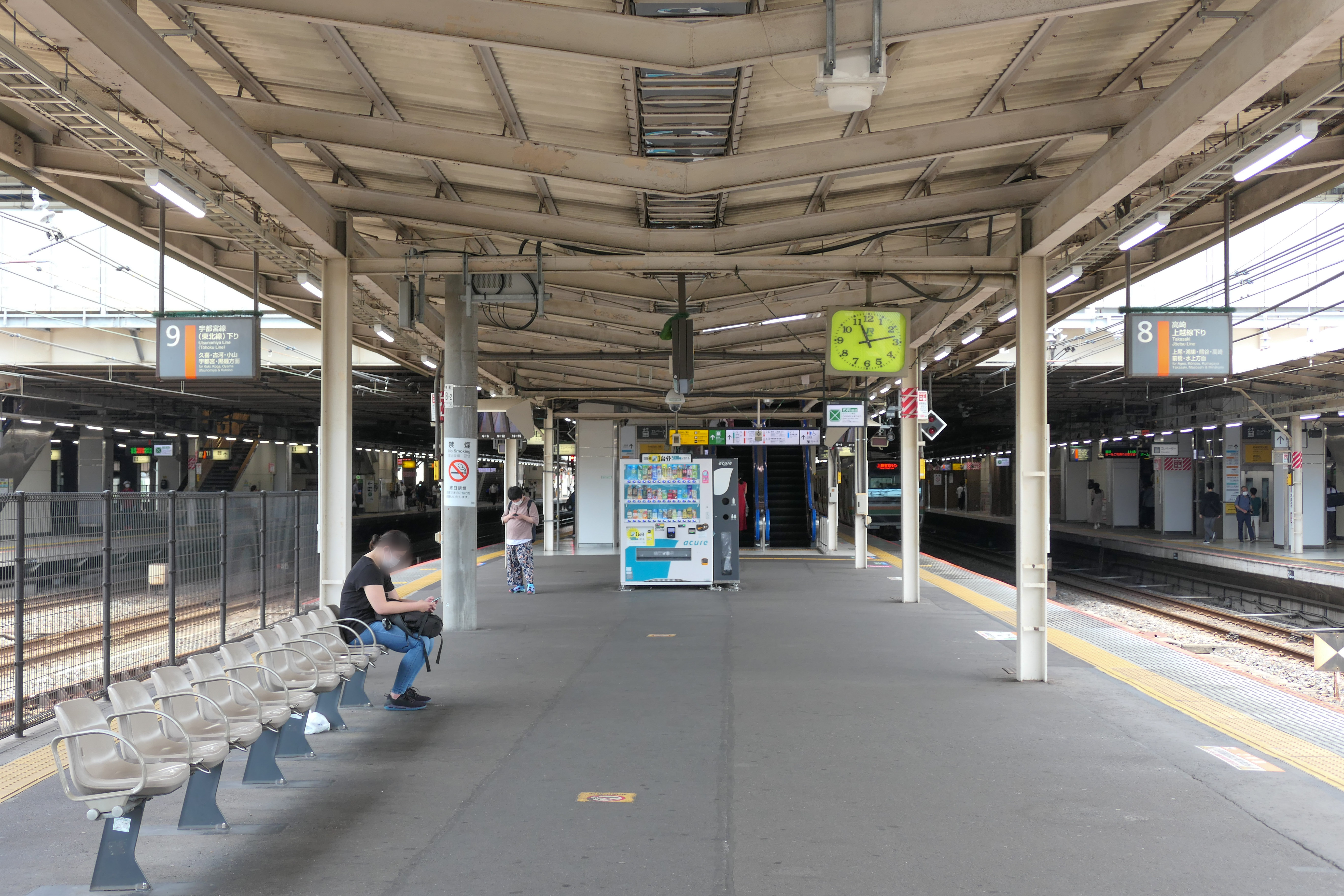
8・9番線ホーム（2021年7月）
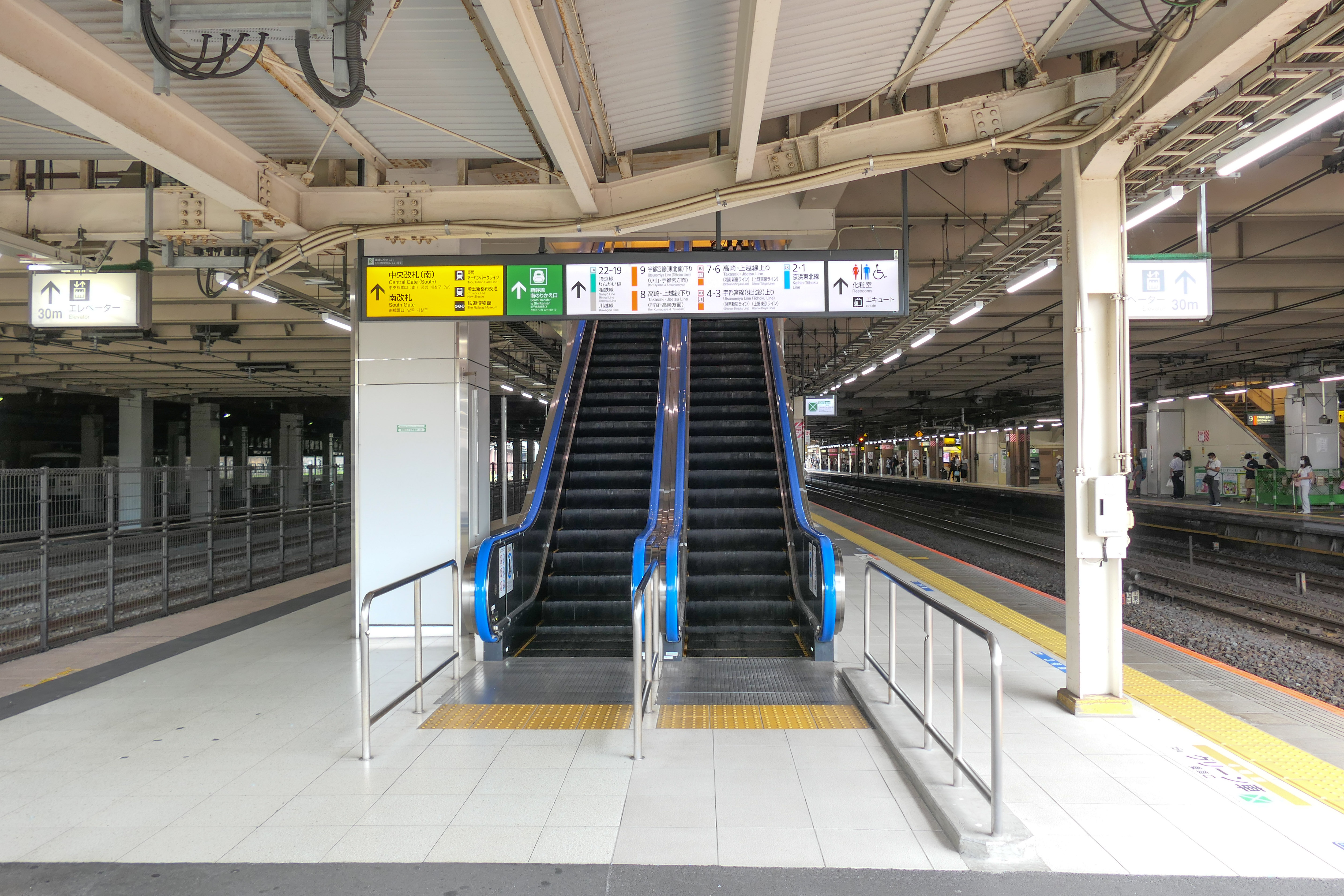
11番線ホーム（2021年7月）

高架ホーム
13 - 18番線（東北・山形・秋田・北海道・上越・北陸新幹線）は地上3階にある島式3面6線の高架ホーム。
上り列車は、13番線に上越・北陸新幹線、14番線に東北・山形・秋田・北海道新幹線が入る。
下り列車は、17番線に東北・山形・秋田・北海道新幹線、18番線に上越・北陸新幹線が入る。
フルカラーで発車時刻を表示する電光掲示板（発車標）が設置されている。17・18番線の頭上には電光式の乗車位置案内表示器が設置されている。
15番線は上りの一部列車が使用する。
16番線は定期列車での使用はなく、多客時、ダイヤの乱れ時、大宮駅始発・終着となる臨時列車、回送列車に使用する。
すべての線路がホームに接しており、いわゆる通過線はない。可動式安全柵もないため、回送列車が通過する場合には低速で走行する。
2015年（平成27年）3月14日のダイヤ改正以降、当駅には全旅客列車が停車する。
北陸新幹線や北海道新幹線の開業に伴い、当駅発着の新幹線列車を設定する構想があり、東北新幹線では、2017年（平成29年）7月以降の多客期において大宮駅始発・終着となる臨時「はやぶさ」が設定されるようになった（詳細は、東北新幹線#北海道・北陸新幹線の延伸・全通時における対応を参照）。

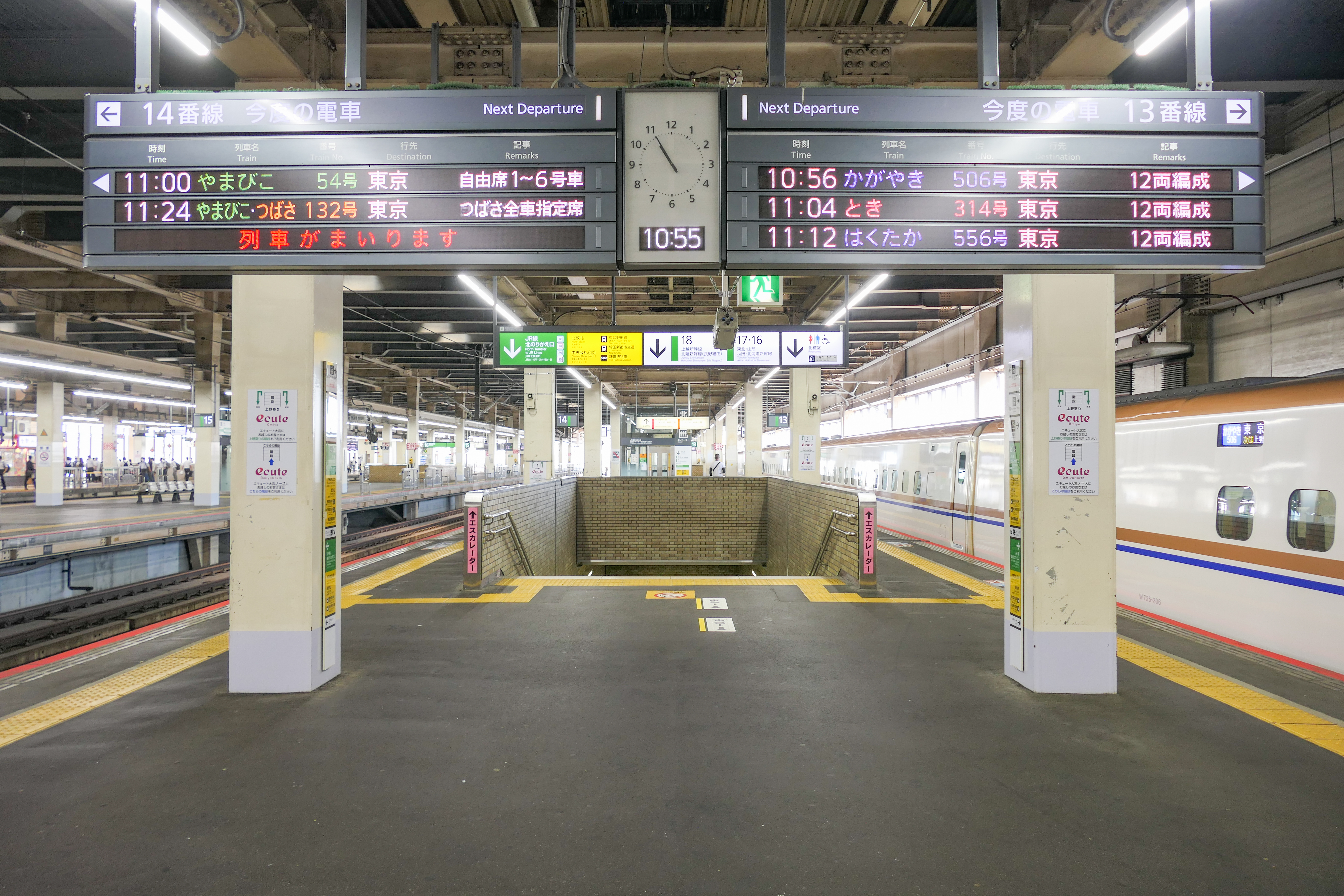
13・14番線ホーム（2022年6月）
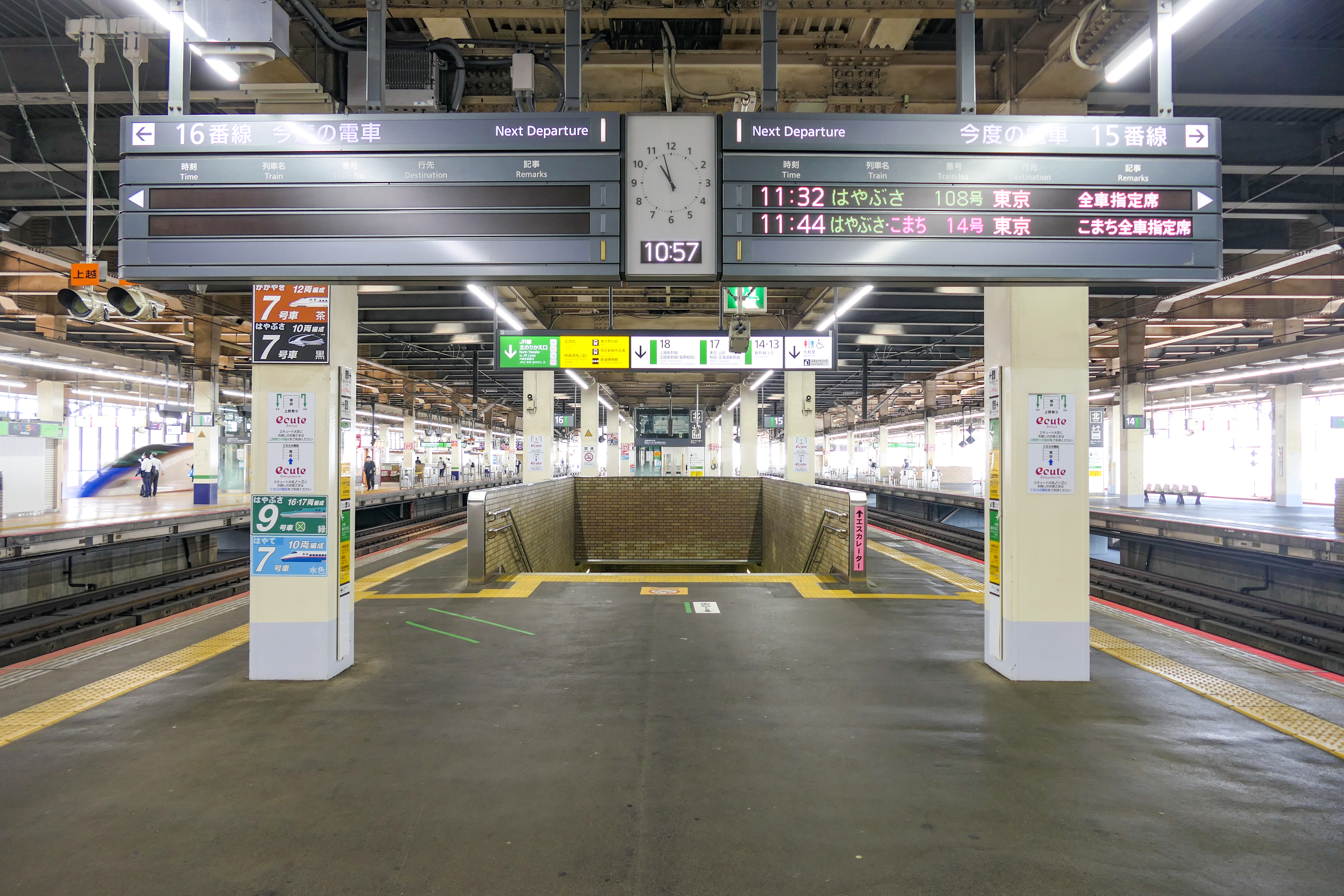
15・16番線ホーム（2022年6月）
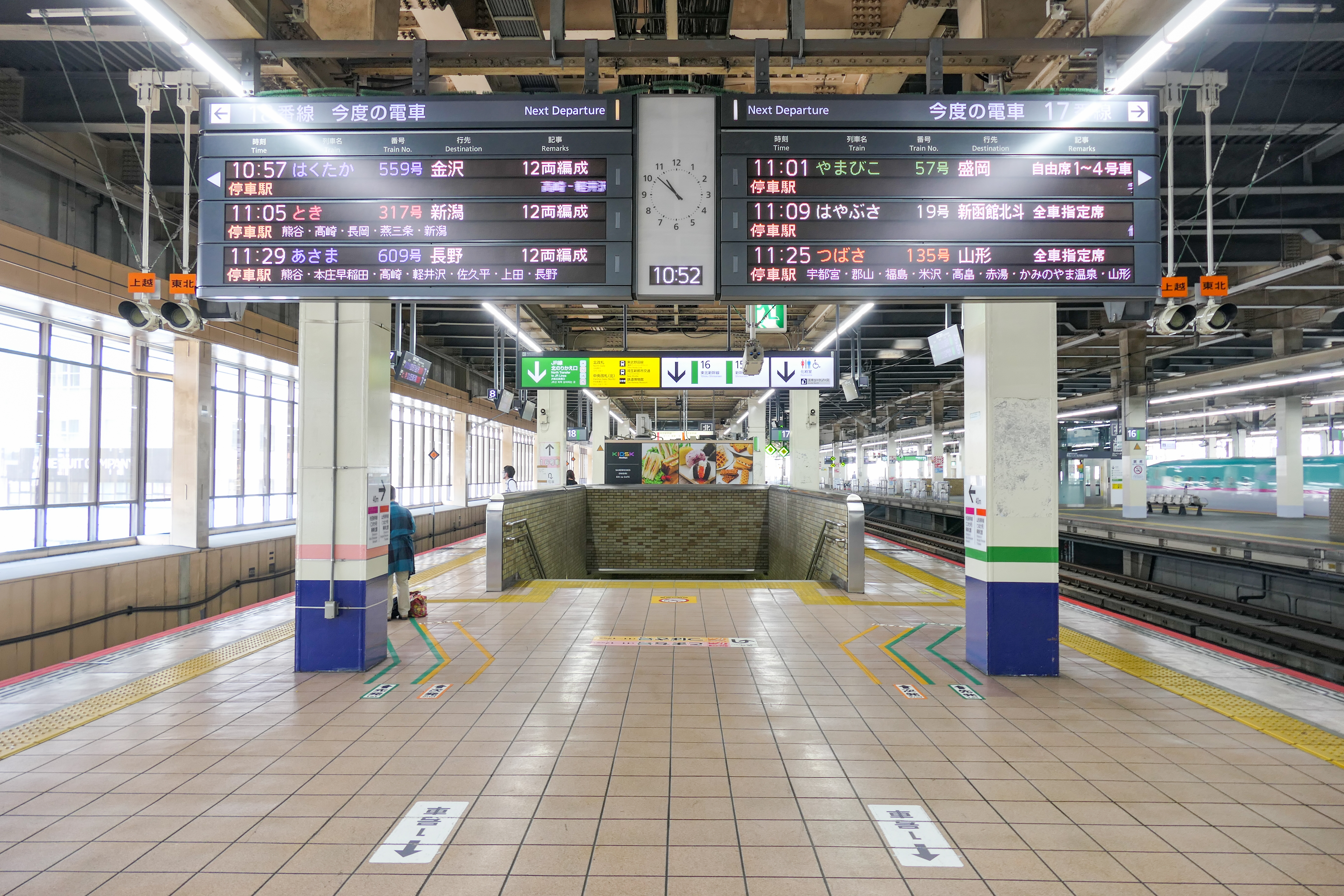
17・18番線ホーム（2022年6月）

地下ホーム
19 - 22番線（埼京線・川越線）は地下1階にある島式2面4線の地下ホーム。
埼京線と川越線は直通運転を実施している。すべての線路で、双方の路線の列車が発着できる構造になっている。
埼京線の各駅停車は多くが当駅を始発・終着とする一方、埼京線の快速・通勤快速は全列車が川越線に直通する。定期ダイヤでは、川越線の当駅折り返しは設定されていない。
ダイヤの乱れなどが発生すると、埼京線と川越線の直通運転を中止し、それぞれの運転を分離する。その場合は19 - 21番線が埼京線新宿・新木場方面行き、22番線が川越線川越方面行きとなる。
平日朝・夕ラッシュ時は、20番線に川越線からの電車（主に通勤快速）、21番線に川越行き電車、19・22番線に埼京線折り返し電車（各駅停車）が発着する。その他の時間帯には、20番線で折り返す埼京線の各駅停車もある。
川越線は、東京近郊路線図に表記されている当駅 - 川越駅間のラインカラーは埼京線と同様の■グリーンであるが、当駅では両線とものりば・車両が共通であるため、埼京線との区別のため例外的に■グレーの表示が使用されている。19・20番線はグリーン表示のみ、21番線はグレー表示のみ、22番線は2色とも表示されている。なお、日進駅・西大宮駅・指扇駅・南古谷駅・川越駅では埼京線と同様のグリーンでの表示となっている。
21・22番線には「日進・川越・高麗川方面」と表記されているが、高麗川駅直通列車は設定されていない。1985年（昭和60年）の電化・地下化当初は高麗川直通列車が設定されており、毎時快速2本、高麗川行き1本の計3本であった。1989年（平成元年）のダイヤ改正より、川越線は川越駅で系統分離され、大宮 ｰ 川越間は原則埼京線直通列車のみが運行されるようになり、当駅から高麗川方面へ向かう場合は必ず川越駅で乗り換える必要がある。
広義では地下鉄とされる埼玉高速鉄道線を除くと、埼玉県を走る鉄道会社の中で唯一地下にホームがある駅となっている。

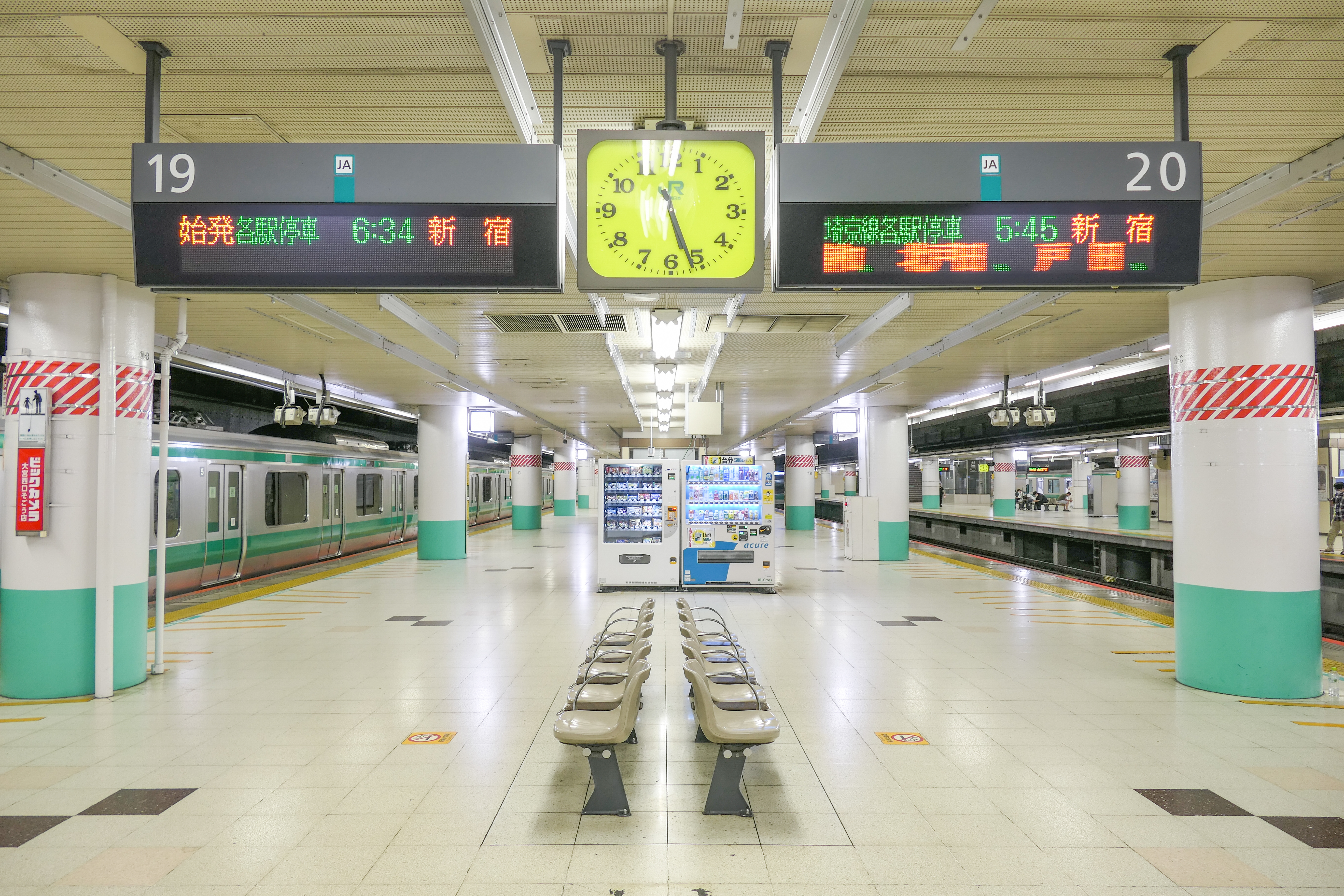
19・20番線ホーム（2022年7月）
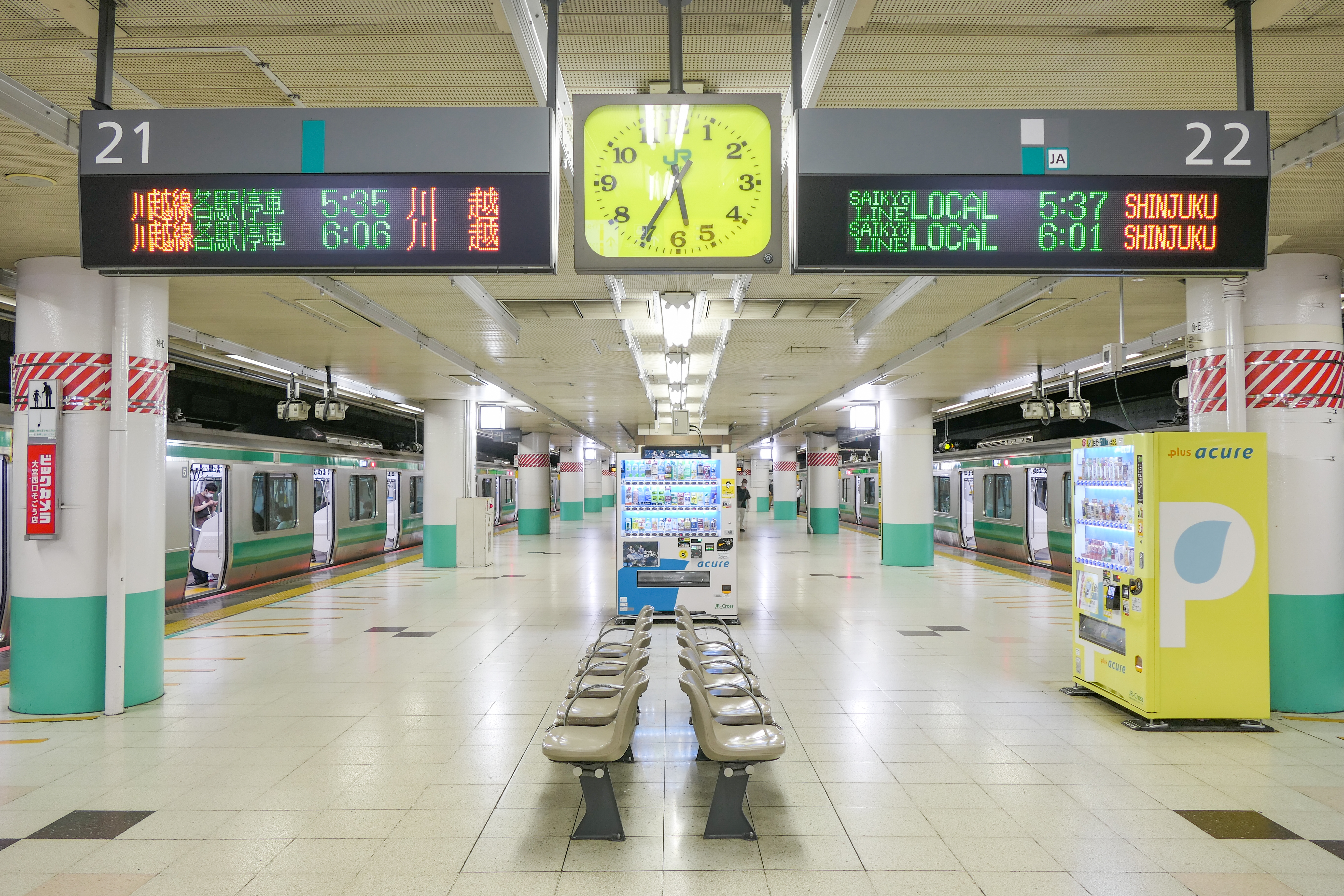
21・22番線ホーム（2022年7月）

#### 線路配線
在来線の基本は宇都宮線の上下線の間に高崎線の上下線を挟み込む形となっている。駅の土呂・宮原駅寄りで宇都宮線下り線が高崎線の上下線をまたぐ。
一方、駅の東京寄りでは、宇都宮線・高崎線・上野東京ラインが走る東北旅客線と、湘南新宿ラインが走る東北貨物線の系統別複々線になり、さらに京浜東北線の複線が独立して並ぶ三複線となる（東から京浜東北線、東北旅客線、東北貨物線）。
東北貨物線の上り方面は、宇都宮線上り線と高崎線からの列車が使用する上り線の間の5番線を基準として、宇都宮線上り線（3・4番線）と高崎線からの列車が使用する上り線（6番線）の間を東京方面に進み、高崎線からの列車が使用する上り線と宇都宮線下り線をくぐって、大宮操車場の貨物側線群に出る。宇都宮線・高崎線の上り線はさいたま新都心駅の手前で合流して1本になる。貨物側線群の東京寄りには武蔵野線の貨物支線（大宮支線）の複線が東北貨物線の上下線間に挟まれており、地下へ潜り、武蔵野線につながる。
宇都宮線下り線は高崎線からの列車が使用する上り線に並んで東北貨物線上り線をまたぎ、8・9番線に至る。当駅を出ると、8番線は高崎線下り線、9番線は宇都宮線下り線へ分かれ、宇都宮線下り線は高崎線上下線をまたぐ。なお、線路配線上は8番線から宇都宮線下り、9番線から高崎線下りへの入線も可能であり、ダイヤが乱れた際ごくまれに営業列車で設定されることがある。7番線から宇都宮線下りが発車する場合は8番線からの線路にいったん合流した後、9番線からの宇都宮線下りへと分岐するルートとなる。東北貨物線下り線は貨物線上り線と貨物側線群をはさんで離れた反対側を走り、貨物列車は10番線に、旅客列車は11番線に入線する。
10番線の線路は、当駅の先で大宮総合車両センター東大宮センターへの入出庫線となっており、宇都宮線土呂駅 - 東大宮駅間に所在する同センターまで、宇都宮線の複線と出入庫線の単線が並ぶ3線区間となっている。入出庫線は宇都宮線下り線に沿っているが、当駅の土呂寄りで5番線への線路が分岐し、宇都宮線下り線をまたぎ、東北貨物線上り線となる。
11番線を出た旅客列車（湘南新宿ラインからの列車）は一度10番線からの線路に戻って、宇都宮線の列車はさらにすぐ9番線からの線路に移る。一方、高崎線の列車は10番線からの線路をいったん進んだあと、出入庫線が右に分岐していき、宇都宮線上下線と出入庫線から反れていった後で、宇都宮線をくぐってきた高崎線下り線に合流する。高崎線下り列車は、上野・新宿双方からの線路の合流点が駅ホームから遠く、この区間を活用して遅延時の時間調整を行う（後述）。なお、合流点は10番線からの線路が本線で、8番線からの高崎線下り本線が合流するという変則形状であり、高崎線上り線も下り線に合わせた急カーブになっているため、上下列車とも、この区間ではやや速度を落とす。
新宿・武蔵野線方面からの大宮駅行き列車は、11番線から発車すると10番線からの線路に移って出入庫線に入り、大宮総合車両センター東大宮センターまで回送される。同センターで折り返し、5番線への線路を通り、3番線や7番線に入る。
11番線の線路は、旧来は川越線が使用していたものであり、現在も川越線に接続している。高崎線の複線に沿って進み、地下から上ってきた川越線の複線と、東北・上越新幹線の高架をくぐる地点で合流する。川越車両センターの臨時回送列車だけでなく、旅客扱いでは臨時快速列車「ぶらり川越号」が大宮駅で地上発着となる。一般旅客でも地上の川越線を走行する列車に乗車することが可能である。なお、川越線の電車線と列車線の分岐点は日進駅の場内である。
7番線は上下線共用の中線であり、普段は朝ラッシュ時の高崎線上り列車の6番線との両面着発に用いられ、日中以降は高崎線下り特急列車の発着ホームとして用いられている（ダイヤ乱れ時は後述の使い方をするため下り特急も8番線を発着に変更されることがある）。東京側に引き上げ線が2本設置されている。高崎線の上下線路・ホームを挟み込むように宇都宮線の線路・ホームが位置している構造上、高崎方面からの列車は7番線を利用して当駅で折り返すことが容易な構造になっている。一方、宇都宮線の宇都宮方面からの列車が当駅で折り返す際は、ポイントをいくつか渡り、高崎線と平面交差して7番線に入る。大宮折り返し運用は、2020年（令和2年）2月時点で、早朝6時台の宇都宮行き・深夜23時台の当駅止まりの1往復のみ使用している。
東京・新宿方面が長時間不通となった場合、当駅で運行を打ち切ることもあるが、上り列車のホームでの折り返しは7番線のみ可能で、3・4・6番線に着いた列車は、引き上げ線に入る必要がある。新宿方面のみの不通やダイヤ乱れによる高崎線下り列車の融通のための上り列車の数本程度の打ち切りは、基本的に7番線へ到着して、そのまま折り返し始発列車となっており、引き上げ線は用いない。また、折り返しではないが、先述の通り年末年始終夜運転で上野行きと新宿方面行きを平面乗換させるためと終夜使用ホームを絞るため、宇都宮線上り湘南新宿ラインを折り返し時と同じルートで7番線へ入線させている。
東京方面が完全に不通となった場合、引き上げ線だけでは、宇都宮線・高崎線の宇都宮・高崎方面への全列車折り返し運転に対応するのは困難であることから、2016年（平成28年）度末より、当駅南側の貨物線上にある大宮操車場の設備を活用して、折り返し運転を実施できるようにする計画となっている。
高崎線下りが遅延している場合、8番線（または7番線）の列車と11番線の列車との間で、同時発車または後続列車がとりあえず先に発車する場合、後続列車は、ホームを抜けてすぐの場所（8番線の場合は、後部車両がまだ9番線ホーム先端を横目に見る位置）で一時停車して調整する。なお、先行列車が先に発車できた場合でも、間隔が短ければ、合流する工場裏踏切の手前から宮原駅までの間、後続列車が信号待ちで必然的に減速・停車する。逆方向の宇都宮線・高崎線の上り東京方面は、宇都宮線と高崎線が同時発車あるいは後続列車が先に発車した場合、さいたま新都心駅手前の合流ポイントで後続列車が一時停車する形になるが、この区間には絶妙な位置にエアセクションがあり、2007年（平成19年）6月22日朝にダイヤ乱れで詰まっている中でエアセクション停車・発車による架線切断事故を起こしたことがある関係で、予め詰まると分かっている場合は当駅ホームでの発車待機とすることも多い。双方遅延している場合は宇都宮線を優先する傾向がある。なお、湘南新宿ライン新宿方面・武蔵野線直通列車に関しては、ホームを出て合流する距離が短いため、後続列車は当駅を発車できずに信号開通待ちとなる。
京浜東北線（電車線）は宇都宮線上り線の東側にあり、配線は単純な複線の行き止まりで、南側に折返し用の両渡り線がある。電車はホームでの折返しで、引き上げ線はない。夜間滞泊が設定されている。そのほか、両渡り線のさらに東京寄りに宇都宮線の3・4番線に連絡するポイントがある。
埼京・川越線ホームは地下にあり、20・21番線が上下線の主本線、19・22番線が副本線で、上下線ともすべての線路で折返しができる。なお、すべてホームでの折返しで引き上げ線はない。埼京線側は駅の大崎方面すぐそばで高架となり、さいたまスーパーアリーナのすぐそばまでは新幹線の真下を走る二層高架で、北与野駅の手前で新幹線の横に取り付く。川越線側は地下を走行する区間が少々長く、鉄道博物館の横で地上に出る。上記のとおり、新幹線の高架をくぐる地点で電車線と列車線（6・7・11番線）が分岐する。この分岐点は日進駅の場内である。
かつて、大宮総合車両センターで車両の解体が実施されていたため、当駅まで廃車回送列車が設定されていた。交通博物館を移転する形で現在の鉄道博物館を建設する際、用地確保のために車両解体業務は長野総合車両センターへ集約移管されている。
新幹線は高架で、南側は複線、北側は東北新幹線・上越新幹線それぞれの複線に分岐する。北からの列車は当駅で折り返しが可能な構造となっている。この折り返し設備を使った東北・上越新幹線の直通運転も可能で、実際に2016年11月には東北新幹線（仙台方面）と北陸新幹線（金沢方面）を直通する新幹線が営業運転された。当駅から東北・上越方面の分岐点までの複々線部分に線路1線分の空間が何箇所か点在するが、これは建設当時に現鉄道博物館付近に留置線を設ける計画があったことと、上越新幹線の新宿駅延伸構想を踏まえ、上下線を支障せずに東京・新宿方面から東北・上越方面へ相互に列車を走らせる構造を考慮したため。

#### 発車メロディ
京浜東北線ホームの1・2番線では2003年（平成15年）4月1日から、さいたま市の市歌である『希望のまち』を使用していたが、2007年（平成19年）9月30日からは2番線のメロディが地元のプロサッカークラブである大宮アルディージャ（現：RB大宮アルディージャ）の応援歌『Vamos Ardija』に変更されている。これは大宮アルディージャがさいたま市を通して要望し、変更費用を負担して行われたものである。メロディの制作はスイッチで、編曲は塩塚博が手掛けた。
3 - 11、19 - 22番線は2025年2月18日に変更された。
なお、新幹線ホームは発車メロディではなく発車ベルを採用している。
| 1  | JK      | 希望のまち09    |
| 2  | JK      | Vamos Ardija    |
| 3  | JU · JS | JRE-IKST-018-02 |
| 4  | JU · JS | JRE-IKST-021-02 |
| 6  | JU · JS | JRE-IKST-009-01 |
| 7  | JU · JS | JRE-IKST-008-03 |
| 8  | ■       | JRE-IKST-009-02 |
| 9  | ■       | JRE-IKST-021-01 |
| 11 | ■       | JRE-IKST-018-01 |
| 19 | JA      | JRE-IKST-014-01 |
| 20 | JA      | JRE-IKST-006-01 |
| 21 | ■       | JRE-IKST-006-02 |
| 22 | ■       | JRE-IKST-014-02 |

2025年2月17日までは3 - 11番線は東洋メディアリンクス、19 - 22番線はテイチク制作のメロディを使用していた。
| 3  | JU · JS | Cielo Estrellado |
| 4  | JU · JS | Verde Rayo       |
| 6  | JU · JS | Water Crown      |
| 7  | JU · JS | Gota del vient   |
| 8  | ■       | Cielo Estrellado |
| 9  | ■       | Verde Rayo       |
| 11 | ■       | Water Crown      |
| 19 | JA      | Twilight         |
| 20 | JA      | 新たな季節       |
| 21 | ■       | コーラルリーフ   |
| 22 | ■       | Farewell         |

### 東武鉄道
東武野田線（東武アーバンパークライン）の駅は、JR東日本1・2番線（京浜東北線）ホームの北東側にあり、島式ホーム（広義では頭端式）1面2線を有する地上駅。
駅番号はTD 01。駅業務は東武ステーションサービスに委託している。
東武大宮駅管区として、北大宮駅 - 八木崎駅間を統括管理している。

#### のりば
| 番線 | 路線                     | 行先   |
| ---- | ------------------------ | ------ |
| 1    | 東武アーバンパークライン | 柏方面 |
| 2    | 東武アーバンパークライン | 柏方面 |

- ホーム（2021年7月）

#### 発車メロディ
| 1 | TD | Stream     |
| 2 | TD | Chathedral |

#### 歴史
- 1929年（昭和4年）11月17日：北総鉄道・野田線の駅として仮開業。
  - 野田線・粕壁 ｰ 大宮（仮）間開通と同時に開業[30]。この時点では当駅構内は工事中であったため、現在の大栄橋北側に仮駅（現駅から北大宮駅方331 m付近。現在の埼玉県道2号さいたま春日部線の大栄橋付近）を設置し、仮開業。
  - 11月22日：北総鉄道が 総武鉄道 に社名変更。
  - 12月9日：駅構内完成に伴い、省線大宮駅まで延伸し、本開業[30]。仮駅は廃止。
- 1944年（昭和19年）3月1日：陸上交通事業調整法に基づき、東武鉄道が 総武鉄道を吸収合併。
- 1967年（昭和42年）10月3日：民衆駅化し、大宮ステーションビル（現・ルミネ1）開業に伴い現在地に移設。国鉄との共同使用駅から独立し、自社管理駅となる。
- 1968年（昭和43年）4月6日：大宮駅 - 北大宮駅間が複線化。
- 1969年（昭和44年）9月27日：大宮駅発着の臨時急行「きりふり」・「りゅうおう」 の運転を開始し、停車駅となる。
  - 「きりふり」： 日曜祝日の朝方に東武日光行き・夕方は大宮行きを運転。
  - 「りゅうおう」： 土曜日の昼に鬼怒川温泉行きを運転。大宮行きはなし。
  - 途中停車駅：岩槻駅・春日部駅・下今市駅のみ。車両は5700系を使用した。
- 1972年（昭和47年）11月11日：臨時急行「きりふり」「りゅうおう」の運転を終了する。
- 1990年（平成2年）8月28日 ｰ 29日：大宮市の市制施行50周年を記念した団体列車「大宮市民号」を運転。
  - 8月28日：大宮駅 ｰ 鬼怒川温泉駅
  - 8月29日：東武日光駅 ｰ 大宮駅
  - 車両：1720系（DRC）
- 1994年（平成6年）7月 - 1995年（平成7年）2月15日：混雑緩和のため、駅構内の大幅な改良工事を実施[新聞 3]。

工事の手順
初めに北大宮駅寄りにホームを25メートル延長し、同時に2番線側に数メートルホームを拡張。これにより、ホームおよびコンコース付近のスペースが大幅に広がったため、改札口を従来の10メートルから広がって15メートルとなり、同時に自動改札機を導入した。また、ホーム、コンコーススペース確保のため、従来改札内にあったトイレと売店を改札外に移動した。
現在、定期券発売所の隣にある東武トップツアーズ大宮駅支店（当時は東武トラベル大宮支店）は、改良工事前までは乗換階段を昇りきった右隣にあった。乗換連絡通路を新設するため、東武トラベルを現在地に移設した上で、突き抜けるかたちで新たな通路を設け、改札側にエスカレーター三基と通路中程にルミネ出入口を新設した。また、先述の改札外に移動したトイレと売店は、新設したエスカレーターの下に設置された。
さらに、改札口付近に1台あった大型の反転フラップ式発車標がLED式発車標に交換され、工事を機に改札内外に1台ずつ設置（増設）された。
乗換連絡通路について
平日の朝ラッシュ時は東武野田線（東武アーバンパークライン）からJR各線および埼玉新都市交通（ニューシャトル）への乗換客を優先するため、始発から午前9時までは三基あるエスカレーターすべてが東武⇒JR方向の一方通行となる。ゆえにこの時間帯には逆方向（JR⇒東武）での通り抜けができないため、JR側の出入口付近にその旨の案内があり、かつ自動放送での案内もある。そのため、当該時間帯は必然的に乗換階段を使用することになるが、当駅にはエレベーターが設置されていないため、車椅子などでの移動のために駅員の手伝いが必要な場合は、エスカレーター付近にあるインターホンでその旨を申し出れば、駅員付き添いのもとで利用できる。
- 2007年（平成19年）3月27日：発車メロディを導入。
- 2009年（平成21年）3月 - 4月：LED式発車標と同時に駅構内の案内板をピクトグラムを用いたタイプに更新した[注 13]。また、ホームにあった吊下式駅名標と路線図は撤去され、路線図・野田線（アーバンパークライン）の所要時間と一体型になった自立式駅名標が設置された。
- 2012年（平成24年）12月1日：大宮駅発の臨時特急「スカイツリートレイン」の運転を開始し、停車駅となる。
  - 土曜日の昼に浅草行きを運転。大宮行きはなし。
  - 途中停車駅：春日部駅・北千住駅・とうきょうスカイツリー駅のみ。車両は展望列車634型を使用した。
- 2016年（平成28年）3月26日：ダイヤ改正により、当駅発着の急行が新設[報道 15]。
- 2017年（平成29年）
  - 4月8日：臨時特急「スカイツリートレイン」の運転を終了する。
  - 4月21日：ダイヤ改正により特急「アーバンパークライナー」の発着駅となる（2024年〈令和6年〉運行終了）[新聞 6]。
- 2020年（令和2年）3月14日：ダイヤ改正により、船橋駅までの全線急行運転が開始、船橋行き増設、区間急行が種別に追加。
- 2022年（令和4年）4月15日：定期券売り場の営業を終了する[報道 16]。

#### 駅構造
ホームは島式（広義では頭端式）1面2線。改札口は車止め方（南側）1カ所のみで、降車専用ホームはない。
駅舎は駅ビル「ルミネ1」（当初は「大宮ステーションビル」）と一体化した造りで、東口へは「ルミネ1」の1階部分を通り抜けて出入りする。
JR東日本・埼玉新都市交通との乗り換えや西口へ出る場合は、改札前にある（昇降はエスカレーターのみの）乗換連絡通路、もしくは数 m先にある乗換階段を使用して、2階の中央自由通路へ出る。
埼玉新都市交通（ニューシャトル）ののりばは、駅の東西反対側に位置し、かつコの字型の移動が必要なので、乗り換えには時間を要する。
大宮駅グランドセントラルステーション化構想では、北側に東西自由通路を新設の上、東武駅を南側にシフトして、3社間の乗換距離を短縮することを検討している。

#### かつて設置していた施設
- 定期券売り場
  - 2022年（令和4年）4月15日に閉店。2020年（令和2年）9月30日まで東武バスウエスト、売り場の閉鎖まで朝日バスの定期券も発売していた。発売業務を東武のグループ会社であるトラベルサービスに委託していた。
- ACCESS TOBU大宮売店
  - 2020年（令和2年）5月21日に閉店
- 東武トップツアーズ大宮駅支店
  - 「みどりの窓口」としての機能も果たしていたが、2021年（令和3年）3月31日に閉店。かつては東武バスウエストの定期券を発売していた。

### 埼玉新都市交通
埼玉新都市交通（ニューシャトル）の駅は、JR駅の西側にある新幹線ホームの北寄り真下に位置する単式ホーム1面1線の高架駅。ステーションカラーは紫。駅番号はNS01。
ループ状になった線路の途中にあり、列車はホームで折り返さず、車両の進行方向を転換させることなく、ループ線を右回りに周り、東から進入し、西へ出発する（丸山・内宿側ではループ線はなく、運転台を切り替えて進行方向を反転させているため、1往復して当駅に戻ってくると車両の向きが入れ替わっている）。
大宮駅の鉄道ホームの中で、唯一東西方向に設置されているホームであり、線路の南側にホームがある。有人窓口と自動改札機が置かれ、改札内にコンビニエンスストア（デイリーヤマザキ）とトイレがある。改札とホームの間に階段があるため、車イス用のスロープも設置されている。
JR改札口から通路（てっぱく通り）を少々歩く必要があり、JRからは北改札口が一番近い。なお、埼京・川越線からの乗り換えには埼京線北口（ルミネ北改札口）が最も近い。
東口側の東武野田線（東武アーバンパークライン）改札口からは、階段などを上り、中央自由通路を反対側まで歩く必要がある。
当駅でSuica（相互利用カードを含む）を利用した時の履歴は「埼都大宮」と印字・表示される。また、当駅では鉄道博物館駅への往復乗車券も販売している。
列車到着の際に、沿線の伊奈学園総合高校吹奏楽部によるアニメーション映画『銀河鉄道999』のテーマ曲が流れる（作曲したタケカワユキヒデはさいたま市出身）。

#### のりば
| 路線                     | 行先     |
| ------------------------ | -------- |
| 伊奈線（ニューシャトル） | 内宿方面 |

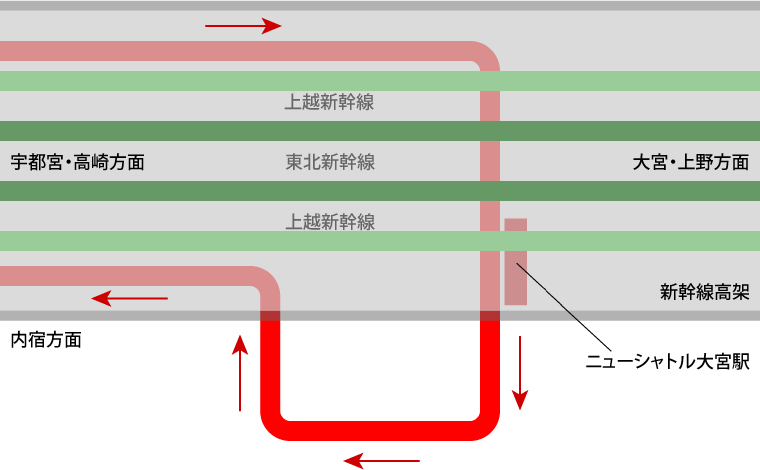
ニューシャトル大宮駅のループ線の構造
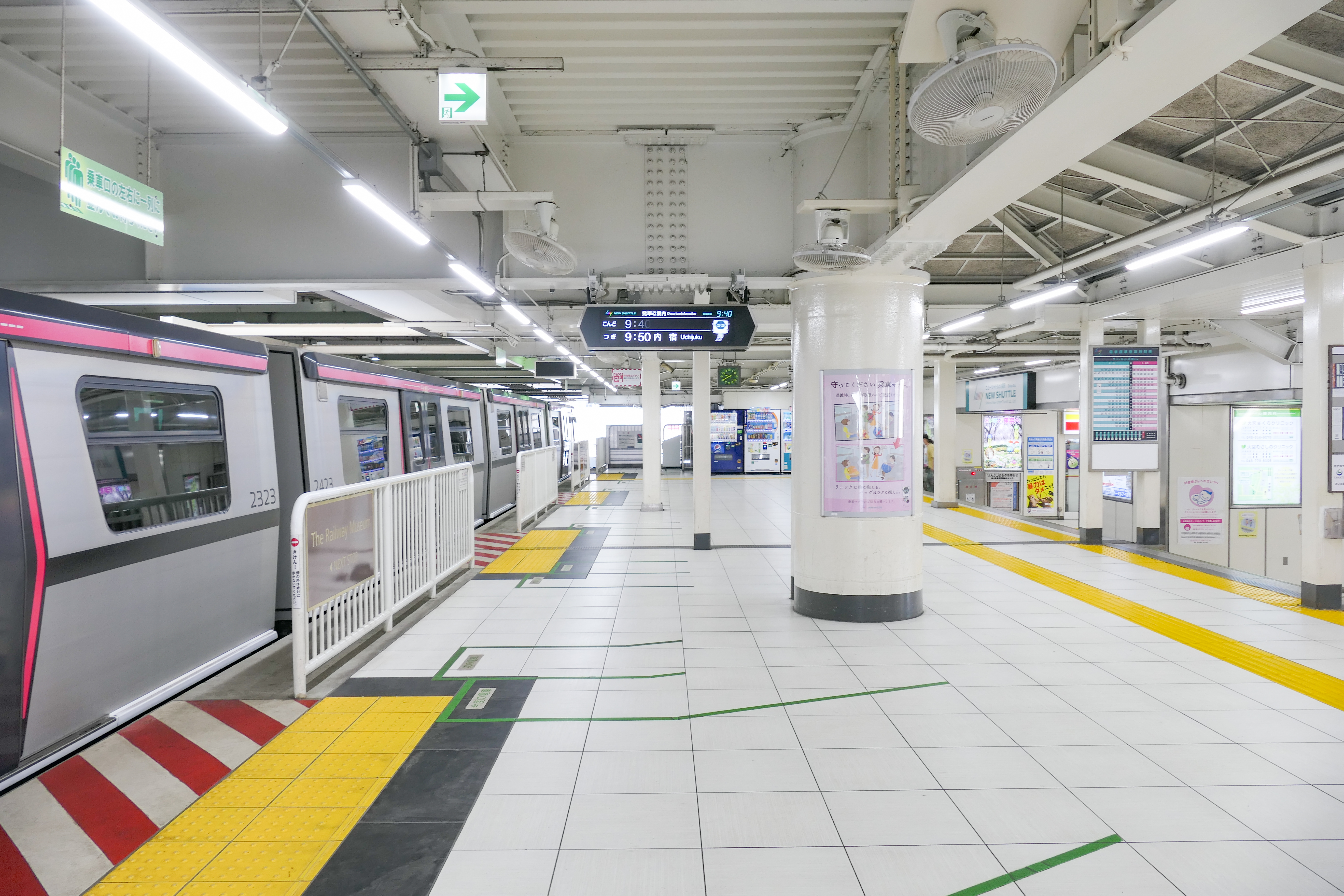
ホーム（2022年8月）
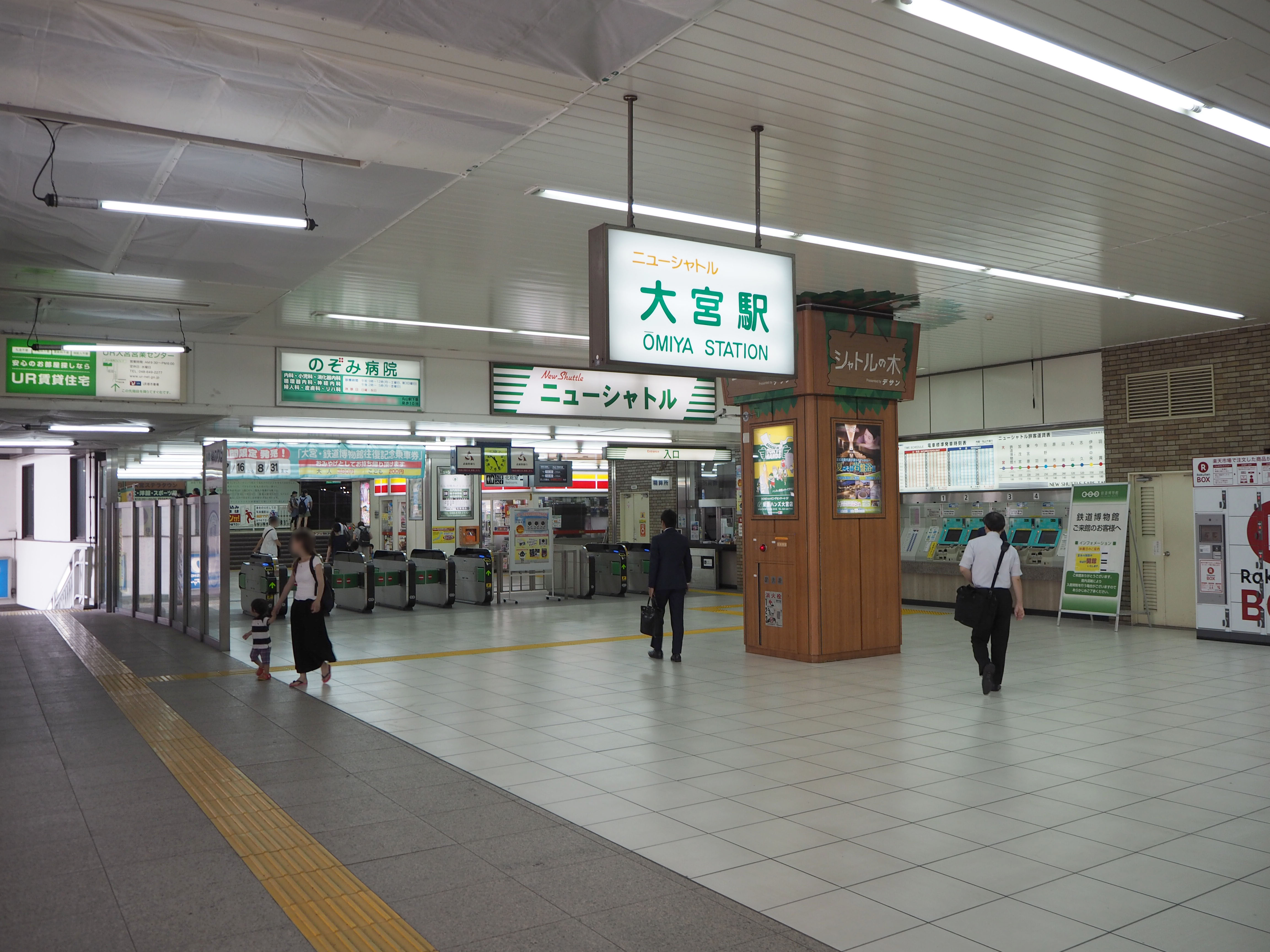
改装前の改札口（2016年7月）

## 利用状況
3社を合算した2017年度（平成29年度）の1日平均乗降人員は約69万人であり、埼玉県の駅では第1位である。

### JR東日本
2023年度（令和5年度）の1日平均乗車人員は244,393人である。同社の駅では品川駅に次ぐ第7位。1991年度（平成3年度）以降は乗車人員が上野駅を上回り、宇都宮線・高崎線の駅としては東京駅に次ぐ第2位となった。1996年度（平成8年度）をピークに一度減少したが、その後は横ばいから増加に転じて2015年度（平成27年度）に1日平均乗車人員が25万人を越えた。2020年度（令和2年度）には乗車人員が新橋駅を上回った。大宮駅には多数のJR路線が乗り入れ、乗車人員には、JR各線相互の乗り換え者数は含まれていないため、実際の駅利用者は数字以上に非常に多い。
- 新幹線 - 2023年度（令和5年度）の1日平均乗車人員は30,291人である[新 1]。同社の駅では東京駅に次ぐ第2位。

1987年度（昭和62年度）以降の推移は以下のとおりである。
| 1日平均乗車人員推移（JR東日本） | 1日平均乗車人員推移（JR東日本） | 1日平均乗車人員推移（JR東日本） | 1日平均乗車人員推移（JR東日本） | 1日平均乗車人員推移（JR東日本） | 1日平均乗車人員推移（JR東日本） | 1日平均乗車人員推移（JR東日本） | 1日平均乗車人員推移（JR東日本） | 1日平均乗車人員推移（JR東日本） | 1日平均乗車人員推移（JR東日本） | 1日平均乗車人員推移（JR東日本） | 1日平均乗車人員推移（JR東日本） | 1日平均乗車人員推移（JR東日本） |
| 年度                            | 計                              | 計                              | 計                              | 計                              | 計                              | 新幹線                          | 新幹線                          | 新幹線                          | 新幹線                          | 出典                            | 出典                            | 出典                            |
| 年度                            | 定期外                          | 定期                            | 合計                            | 前年度比                        | 順位                            | 定期外                          | 定期                            | 合計                            | 前年度比                        | JR東日本                        | 埼玉県                          | さいたま市                      |
| ------------------------------- | ------------------------------- | ------------------------------- | ------------------------------- | ------------------------------- | ------------------------------- | ------------------------------- | ------------------------------- | ------------------------------- | ------------------------------- | ------------------------------- | ------------------------------- | ------------------------------- |
| 1987年（昭和62年）              |                                 |                                 | 168,743                         |                                 |                                 | 非公表                          | 非公表                          | 非公表                          | 非公表                          |                                 |                                 | [ 市 2 ]                        |
| 1988年（昭和63年）              |                                 |                                 | 183,932                         |                                 |                                 | 非公表                          | 非公表                          | 非公表                          | 非公表                          |                                 |                                 | [ 市 2 ]                        |
| 1989年（平成元年）              |                                 |                                 | 194,804                         |                                 |                                 | 非公表                          | 非公表                          | 非公表                          | 非公表                          |                                 |                                 | [ 市 2 ]                        |
| 1990年（平成02年）              |                                 |                                 | 206,698                         |                                 |                                 | 非公表                          | 非公表                          | 非公表                          | 非公表                          |                                 |                                 | [ 市 2 ]                        |
| 1991年（平成03年）              |                                 |                                 | 218,025                         |                                 |                                 | 非公表                          | 非公表                          | 非公表                          | 非公表                          |                                 |                                 | [ 市 2 ]                        |
| 1992年（平成04年）              |                                 |                                 | 224,645                         |                                 |                                 | 非公表                          | 非公表                          | 非公表                          | 非公表                          |                                 |                                 | [ 市 3 ]                        |
| 1993年（平成05年）              |                                 |                                 | 228,603                         |                                 |                                 | 非公表                          | 非公表                          | 非公表                          | 非公表                          |                                 |                                 | [ 市 4 ]                        |
| 1994年（平成06年）              |                                 |                                 | 232,403                         |                                 |                                 | 非公表                          | 非公表                          | 非公表                          | 非公表                          |                                 |                                 | [ 市 5 ]                        |
| 1995年（平成07年）              |                                 |                                 | 235,147                         |                                 |                                 | 非公表                          | 非公表                          | 非公表                          | 非公表                          |                                 |                                 | [ 市 6 ]                        |
| 1996年（平成08年）              |                                 |                                 | 237,180                         |                                 |                                 | 非公表                          | 非公表                          | 非公表                          | 非公表                          |                                 |                                 | [ 市 7 ]                        |
| 1997年（平成09年）              |                                 |                                 | 233,123                         |                                 |                                 | 非公表                          | 非公表                          | 非公表                          | 非公表                          |                                 |                                 | [ 市 8 ]                        |
| 1998年（平成10年）              |                                 |                                 | 228,410                         |                                 |                                 | 非公表                          | 非公表                          | 非公表                          | 非公表                          |                                 |                                 | [ 市 9 ]                        |
| 1999年（平成11年）              | 77,831                          | 150,740                         | 228,571                         |                                 | 8位                             | 非公表                          | 非公表                          | 非公表                          | 非公表                          | [ JR 2 ]                        | [ 県 1 ]                        | [ 市 10 ]                       |
| 2000年（平成12年）              | 78,102                          | 150,118                         | 228,219                         |                                 | 8位                             | 非公表                          | 非公表                          | 非公表                          | 非公表                          | [ JR 3 ]                        | [ 県 2 ]                        | [ 市 11 ]                       |
| 2001年（平成13年）              | 78,672                          | 149,164                         | 227,835                         |                                 | 7位                             | 非公表                          | 非公表                          | 非公表                          | 非公表                          | [ JR 4 ]                        | [ 県 3 ]                        | [ 市 12 ]                       |
| 2002年（平成14年）              | 81,108                          | 147,139                         | 228,247                         |                                 | 7位                             | 非公表                          | 非公表                          | 非公表                          | 非公表                          | [ JR 5 ]                        | [ 県 4 ]                        | [ 市 13 ]                       |
| 2003年（平成15年）              | 82,064                          | 145,619                         | 227,683                         |                                 | 8位                             | 非公表                          | 非公表                          | 非公表                          | 非公表                          | [ JR 6 ]                        | [ 県 5 ]                        | [ 市 14 ]                       |
| 2004年（平成16年）              | 82,091                          | 146,180                         | 228,271                         |                                 | 8位                             | 非公表                          | 非公表                          | 非公表                          | 非公表                          | [ JR 7 ]                        | [ 県 6 ]                        | [ 市 15 ]                       |
| 2005年（平成17年）              | 83,864                          | 147,734                         | 231,599                         |                                 | 8位                             | 非公表                          | 非公表                          | 非公表                          | 非公表                          | [ JR 8 ]                        | [ 県 7 ]                        | [ 市 16 ]                       |
| 2006年（平成18年）              | 85,234                          | 148,485                         | 233,719                         |                                 | 8位                             | 非公表                          | 非公表                          | 非公表                          | 非公表                          | [ JR 9 ]                        | [ 県 8 ]                        | [ 市 17 ]                       |
| 2007年（平成19年）              | 89,271                          | 149,840                         | 239,111                         |                                 | 8位                             | 非公表                          | 非公表                          | 非公表                          | 非公表                          | [ JR 10 ]                       | [ 県 9 ]                        | [ 市 18 ]                       |
| 2008年（平成20年）              | 89,357                          | 150,363                         | 239,720                         |                                 | 8位                             | 非公表                          | 非公表                          | 非公表                          | 非公表                          | [ JR 11 ]                       | [ 県 10 ]                       | [ 市 19 ]                       |
| 2009年（平成21年）              | 86,924                          | 149,501                         | 236,424                         |                                 | 8位                             | 非公表                          | 非公表                          | 非公表                          | 非公表                          | [ JR 12 ]                       | [ 県 11 ]                       | [ 市 20 ]                       |
| 2010年（平成22年）              | 84,970                          | 150,181                         | 235,151                         |                                 | 8位                             | 非公表                          | 非公表                          | 非公表                          | 非公表                          | [ JR 13 ]                       | [ 県 12 ]                       | [ 市 21 ]                       |
| 2011年（平成23年）              | 85,454                          | 150,291                         | 235,744                         |                                 | 8位                             | 非公表                          | 非公表                          | 非公表                          | 非公表                          | [ JR 14 ]                       | [ 県 13 ]                       | [ 市 22 ]                       |
| 2012年（平成24年）              | 88,408                          | 151,735                         | 240,143                         |                                 | 8位                             | 20,284                          | 5,912                           | 26,197                          |                                 | [ JR 15 ] [ 新 2 ]              | [ 県 14 ]                       | [ 市 23 ]                       |
| 2013年（平成25年）              | 90,255                          | 155,224                         | 245,479                         |                                 | 8位                             | 20,945                          | 6,124                           | 27,069                          |                                 | [ JR 16 ] [ 新 3 ]              | [ 県 15 ]                       | [ 市 24 ]                       |
| 2014年（平成26年）              | 92,211                          | 152,344                         | 244,556                         |                                 | 8位                             | 21,403                          | 5,971                           | 27,374                          |                                 | [ JR 17 ] [ 新 4 ]              | [ 県 16 ]                       | [ 市 25 ]                       |
| 2015年（平成27年）              | 95,252                          | 155,226                         | 250,479                         |                                 | 8位                             | 23,052                          | 6,109                           | 29,162                          |                                 | [ JR 18 ] [ 新 5 ]              | [ 県 17 ]                       | [ 市 26 ]                       |
| 2016年（平成28年）              | 96,346                          | 156,422                         | 252,769                         | 0.9%                            | 8位                             | 23,599                          | 6,267                           | 29,866                          |                                 | [ JR 19 ] [ 新 6 ]              | [ 県 18 ]                       | [ 市 27 ]                       |
| 2017年（平成29年）              | 98,320                          | 156,827                         | 255,147                         | 0.9%                            | 8位                             | 23,758                          | 6,363                           | 30,122                          |                                 | [ JR 20 ] [ 新 7 ]              | [ 県 19 ]                       | [ 市 28 ]                       |
| 2018年（平成30年）              | 100,395                         | 157,713                         | 258,108                         | 1.2%                            | 8位                             | 24,134                          | 6,400                           | 30,535                          |                                 | [ JR 21 ] [ 新 8 ]              | [ 県 20 ]                       | [ 市 29 ]                       |
| 2019年（令和元年）              | 97,977                          | 159,367                         | 257,344                         | −0.3%                           | 8位                             | 22,986                          | 6,693                           | 29,679                          |                                 | [ JR 22 ] [ 新 9 ]              | [ 県 21 ]                       | [ 市 30 ]                       |
| 2020年（令和02年）              | 59,175                          | 129,400                         | 188,576                         | −26.7%                          | 7位                             | 9,682                           | 5,595                           | 15,278                          | −48.5%                          | [ JR 23 ] [ 新 10 ]             | [ 県 22 ]                       | [ 市 31 ]                       |
| 2021年（令和03年）              | 73,577                          | 129,583                         | 203,160                         | 7.7%                            | 7位                             | 13,002                          | 5,913                           | 18,915                          | 23.8%                           | [ JR 24 ] [ 新 11 ]             | [ 県 23 ]                       | [ 市 32 ]                       |
| 2022年（令和04年）              | 91,881                          | 134,367                         | 226,249                         | 11.4%                           | 7位                             | 19,163                          | 6,350                           | 25,514                          | 34.9%                           | [ JR 25 ] [ 新 12 ]             | [ 県 24 ]                       | [ 市 33 ]                       |
| 2023年（令和05年）              | 104,932                         | 139,461                         | 244,393                         | 108.0%                          | 7位                             | 23,761                          | 6,529                           | 30,291                          | 119.0%                          | [ JR 1 ] [ 新 1 ]               |                                 | [ 市 1 ]                        |

### 東武鉄道
2024年度（令和6年度）の1日平均乗車人員は63,604人である。また、同年度の1日平均乗降人員は127,644人である。野田線（アーバンパークライン）の駅では柏駅に次ぐ第2位。また、東武鉄道全体では池袋駅、北千住駅、和光市駅、朝霞台駅、新越谷駅、柏駅に次ぐ第7位。
1987年度（昭和62年度）以降の推移は以下のとおりである。
| 1日平均乗車人員・乗降人員推移（東武鉄道） | 1日平均乗車人員・乗降人員推移（東武鉄道） | 1日平均乗車人員・乗降人員推移（東武鉄道） | 1日平均乗車人員・乗降人員推移（東武鉄道） | 1日平均乗車人員・乗降人員推移（東武鉄道） | 1日平均乗車人員・乗降人員推移（東武鉄道） | 1日平均乗車人員・乗降人員推移（東武鉄道） | 1日平均乗車人員・乗降人員推移（東武鉄道） | 1日平均乗車人員・乗降人員推移（東武鉄道） | 1日平均乗車人員・乗降人員推移（東武鉄道） | 1日平均乗車人員・乗降人員推移（東武鉄道） | 1日平均乗車人員・乗降人員推移（東武鉄道） |
| 年度                                      | 乗車人員                                  | 乗車人員                                  | 乗車人員                                  | 乗降人員                                  | 乗降人員                                  | 乗降人員                                  | 乗降人員                                  | 出典                                      | 出典                                      | 出典                                      | 出典                                      |
| 年度                                      | 定期外                                    | 定期                                      | 合計                                      | 定期外                                    | 定期                                      | 合計                                      | 増加率                                    | 東武鉄道                                  | 関東広告                                  | 埼玉県                                    | さいたま市                                |
| ----------------------------------------- | ----------------------------------------- | ----------------------------------------- | ----------------------------------------- | ----------------------------------------- | ----------------------------------------- | ----------------------------------------- | ----------------------------------------- | ----------------------------------------- | ----------------------------------------- | ----------------------------------------- | ----------------------------------------- |
| 1987年（昭和62年）                        |                                           |                                           | 61,301                                    |                                           |                                           |                                           |                                           |                                           |                                           |                                           | [ 市 2 ]                                  |
| 1988年（昭和63年）                        |                                           |                                           | 64,326                                    |                                           |                                           |                                           |                                           |                                           |                                           |                                           | [ 市 2 ]                                  |
| 1989年（平成元年）                        |                                           |                                           | 66,098                                    |                                           |                                           |                                           |                                           |                                           |                                           |                                           | [ 市 2 ]                                  |
| 1990年（平成02年）                        |                                           |                                           | 68,817                                    |                                           |                                           |                                           |                                           |                                           |                                           |                                           | [ 市 2 ]                                  |
| 1991年（平成03年）                        |                                           |                                           | 71,854                                    |                                           |                                           |                                           |                                           |                                           |                                           |                                           | [ 市 2 ]                                  |
| 1992年（平成04年）                        |                                           |                                           | 72,750                                    |                                           |                                           |                                           |                                           |                                           |                                           |                                           | [ 市 3 ]                                  |
| 1993年（平成05年）                        |                                           |                                           | 72,997                                    |                                           |                                           |                                           |                                           |                                           |                                           |                                           | [ 市 4 ]                                  |
| 1994年（平成06年）                        |                                           |                                           | 72,981                                    |                                           |                                           |                                           |                                           |                                           |                                           |                                           | [ 市 5 ]                                  |
| 1995年（平成07年）                        |                                           |                                           | 73,806                                    |                                           |                                           |                                           |                                           |                                           |                                           |                                           | [ 市 6 ]                                  |
| 1996年（平成08年）                        |                                           |                                           | 73,182                                    |                                           |                                           |                                           |                                           |                                           |                                           |                                           | [ 市 7 ]                                  |
| 1997年（平成09年）                        |                                           |                                           | 70,844                                    |                                           |                                           | 140,871                                   |                                           |                                           |                                           |                                           | [ 市 8 ]                                  |
| 1998年（平成10年）                        |                                           |                                           | 68,639                                    |                                           |                                           | 136,507                                   |                                           |                                           |                                           |                                           | [ 市 9 ]                                  |
| 1999年（平成11年）                        |                                           |                                           | 67,416                                    |                                           |                                           | 134,035                                   |                                           |                                           |                                           | [ 県 1 ]                                  | [ 市 10 ]                                 |
| 2000年（平成12年）                        |                                           |                                           | 67,310                                    |                                           |                                           | 133,987                                   |                                           |                                           |                                           | [ 県 2 ]                                  | [ 市 11 ]                                 |
| 2001年（平成13年）                        |                                           |                                           | 66,165                                    |                                           |                                           | 133,302                                   |                                           |                                           |                                           | [ 県 3 ]                                  | [ 市 12 ]                                 |
| 2002年（平成14年）                        |                                           |                                           | 64,513                                    |                                           |                                           | 129,807                                   |                                           |                                           |                                           | [ 県 4 ]                                  | [ 市 13 ]                                 |
| 2003年（平成15年）                        |                                           |                                           | 63,271                                    |                                           |                                           | 127,373                                   |                                           |                                           |                                           | [ 県 5 ]                                  | [ 市 14 ]                                 |
| 2004年（平成16年）                        |                                           |                                           | 62,974                                    |                                           |                                           | 126,559                                   |                                           |                                           |                                           | [ 県 6 ]                                  | [ 市 15 ]                                 |
| 2005年（平成17年）                        |                                           |                                           | 64,664                                    |                                           |                                           | 129,757                                   |                                           |                                           |                                           | [ 県 7 ]                                  | [ 市 16 ]                                 |
| 2006年（平成18年）                        |                                           |                                           | 65,426                                    |                                           |                                           | 131,328                                   |                                           |                                           |                                           | [ 県 8 ]                                  | [ 市 17 ]                                 |
| 2007年（平成19年）                        |                                           |                                           | 66,017                                    | 45,411                                    | 87,830                                    | 133,241                                   | 1.5%                                      |                                           | [ 関広 1 ]                                | [ 県 9 ]                                  | [ 市 18 ]                                 |
| 2008年（平成20年）                        |                                           |                                           | 66,347                                    | 45,197                                    | 88,790                                    | 133,987                                   | 0.6%                                      |                                           | [ 関広 2 ]                                | [ 県 10 ]                                 | [ 市 19 ]                                 |
| 2009年（平成21年）                        |                                           |                                           | 65,767                                    | 43,758                                    | 88,918                                    | 132,676                                   | −1.0%                                     |                                           | [ 関広 3 ]                                | [ 県 11 ]                                 | [ 市 20 ]                                 |
| 2010年（平成22年）                        |                                           |                                           | 65,479                                    | 42,677                                    | 89,300                                    | 131,977                                   | −0.5%                                     |                                           | [ 関広 4 ]                                | [ 県 12 ]                                 | [ 市 21 ]                                 |
| 2011年（平成23年）                        |                                           |                                           | 65,413                                    | 41,555                                    | 89,088                                    | 130,643                                   | −1.0%                                     |                                           | [ 関広 5 ]                                | [ 県 13 ]                                 | [ 市 22 ]                                 |
| 2012年（平成24年）                        |                                           |                                           | 66,087                                    | 42,728                                    | 89,722                                    | 132,450                                   | 1.4%                                      |                                           | [ 関広 6 ]                                | [ 県 14 ]                                 | [ 市 23 ]                                 |
| 2013年（平成25年）                        |                                           |                                           | 66,871                                    | 42,617                                    | 91,422                                    | 134,039                                   | 1.2%                                      |                                           | [ 関広 7 ]                                | [ 県 15 ]                                 | [ 市 24 ]                                 |
| 2014年（平成26年）                        |                                           |                                           | 65,719                                    | 42,176                                    | 89,534                                    | 131,710                                   | −1.7%                                     |                                           | [ 関広 8 ]                                | [ 県 16 ]                                 | [ 市 25 ]                                 |
| 2015年（平成27年）                        |                                           |                                           | 66,745                                    | 43,184                                    | 90,522                                    | 133,706                                   | −0.2%                                     |                                           | [ 関広 9 ]                                | [ 県 17 ]                                 | [ 市 26 ]                                 |
| 2016年（平成28年）                        |                                           |                                           | 67,395                                    | 44,671                                    | 90,766                                    | 135,437                                   | 2.8%                                      |                                           | [ 関広 10 ]                               | [ 県 18 ]                                 | [ 市 27 ]                                 |
| 2017年（平成29年）                        |                                           |                                           | 68,356                                    | 45,715                                    | 91,594                                    | 137,309                                   | 1.4%                                      |                                           | [ 関広 11 ]                               | [ 県 19 ]                                 | [ 市 28 ]                                 |
| 2018年（平成30年）                        |                                           |                                           | 68,620                                    | 45,645                                    | 92,118                                    | 137,763                                   | 0.3%                                      |                                           | [ 関広 12 ]                               | [ 県 20 ]                                 | [ 市 29 ]                                 |
| 2019年（令和元年）                        |                                           |                                           | 67,766                                    | 44,020                                    | 91,964                                    | 135,984                                   | −1.3%                                     |                                           | [ 関広 13 ]                               | [ 県 21 ]                                 | [ 市 30 ]                                 |
| 2020年（令和02年）                        |                                           |                                           | 50,504                                    | 28,492                                    | 72,980                                    | 101,472                                   | −25.4%                                    |                                           | [ 関広 14 ]                               | [ 県 22 ]                                 | [ 市 31 ]                                 |
| 2021年（令和03年）                        | 16,460                                    | 38,392                                    | 54,852                                    | 33,397                                    | 76,784                                    | 110,181                                   | 8.6%                                      | [ 東武 2 ]                                | [ 関広 15 ]                               | [ 県 23 ]                                 | [ 市 32 ]                                 |
| 2022年（令和04年）                        | 19,174                                    | 40,029                                    | 59,203                                    | 38,828                                    | 80,058                                    | 118,886                                   | 7.9%                                      | [ 東武 3 ]                                | [ 関広 16 ]                               | [ 県 24 ]                                 | [ 市 33 ]                                 |
| 2023年（令和05年）                        | 21,183                                    | 40,897                                    | 62,080                                    | 42,764                                    | 81,794                                    | 124,558                                   | 4.8%                                      | [ 東武 4 ]                                | [ 関広 17 ]                               |                                           |                                           |
| 2024年（令和06年）                        | 22,061                                    | 41,543                                    | 63,604                                    | 44,558                                    | 83,086                                    | 127,664                                   | 2.5%                                      | [ 東武 1 ]                                |                                           |                                           |                                           |

### 埼玉新都市交通
2022年度（令和4年度）の1日平均乗車人員は21,969人である。同社の駅では第1位。
1987年度（昭和62年度）以降の推移は以下のとおりである。
| 1日平均乗車人員推移（埼玉新都市交通） | 1日平均乗車人員推移（埼玉新都市交通） | 1日平均乗車人員推移（埼玉新都市交通） | 1日平均乗車人員推移（埼玉新都市交通） |
| 年度                                  | 乗車人員                              | 出典                                  | 出典                                  |
| 年度                                  | 乗車人員                              | 埼玉県                                | さいたま市                            |
| ------------------------------------- | ------------------------------------- | ------------------------------------- | ------------------------------------- |
| 1987年（昭和62年）                    | 9,115                                 |                                       | [ 市 2 ]                              |
| 1988年（昭和63年）                    | 10,013                                |                                       | [ 市 2 ]                              |
| 1989年（平成元年）                    | 10,853                                |                                       | [ 市 2 ]                              |
| 1990年（平成02年）                    | 12,077                                |                                       | [ 市 2 ]                              |
| 1991年（平成03年）                    | 13,088                                |                                       | [ 市 2 ]                              |
| 1992年（平成04年）                    | 14,860                                |                                       | [ 市 3 ]                              |
| 1993年（平成05年）                    | 15,438                                |                                       | [ 市 4 ]                              |
| 1994年（平成06年）                    | 15,570                                |                                       | [ 市 5 ]                              |
| 1995年（平成07年）                    | 15,971                                |                                       | [ 市 6 ]                              |
| 1996年（平成08年）                    | 16,358                                |                                       | [ 市 7 ]                              |
| 1997年（平成09年）                    | 16,188                                |                                       | [ 市 8 ]                              |
| 1998年（平成10年）                    | 16,402                                |                                       | [ 市 9 ]                              |
| 1999年（平成11年）                    | 16,485                                | [ 県 1 ]                              | [ 市 10 ]                             |
| 2000年（平成12年）                    | 16,449                                | [ 県 2 ]                              | [ 市 11 ]                             |
| 2001年（平成13年）                    | 16,400                                | [ 県 3 ]                              | [ 市 12 ]                             |
| 2002年（平成14年）                    | 16,231                                | [ 県 4 ]                              | [ 市 13 ]                             |
| 2003年（平成15年）                    | 16,278                                | [ 県 5 ]                              | [ 市 14 ]                             |
| 2004年（平成16年）                    | 16,729                                | [ 県 6 ]                              | [ 市 15 ]                             |
| 2005年（平成17年）                    | 16,799                                | [ 県 7 ]                              | [ 市 16 ]                             |
| 2006年（平成18年）                    | 17,408                                | [ 県 8 ]                              | [ 市 17 ]                             |
| 2007年（平成19年）                    | 19,597                                | [ 県 9 ]                              | [ 市 18 ]                             |
| 2008年（平成20年）                    | 20,890                                | [ 県 10 ]                             | [ 市 19 ]                             |
| 2009年（平成21年）                    | 20,056                                | [ 県 11 ]                             | [ 市 20 ]                             |
| 2010年（平成22年）                    | 20,211                                | [ 県 12 ]                             | [ 市 21 ]                             |
| 2011年（平成23年）                    | 20,533                                | [ 県 13 ]                             | [ 市 22 ]                             |
| 2012年（平成24年）                    | 21,307                                | [ 県 14 ]                             | [ 市 23 ]                             |
| 2013年（平成25年）                    | 22,098                                | [ 県 15 ]                             | [ 市 24 ]                             |
| 2014年（平成26年）                    | 22,043                                | [ 県 16 ]                             | [ 市 25 ]                             |
| 2015年（平成27年）                    | 22,824                                | [ 県 17 ]                             | [ 市 26 ]                             |
| 2016年（平成28年）                    | 22,966                                | [ 県 18 ]                             | [ 市 27 ]                             |
| 2017年（平成29年）                    | 23,423                                | [ 県 19 ]                             | [ 市 28 ]                             |
| 2018年（平成30年）                    | 24,137                                | [ 県 20 ]                             | [ 市 29 ]                             |
| 2019年（令和元年）                    | 24,155                                | [ 県 21 ]                             | [ 市 30 ]                             |
| 2020年（令和02年）                    | 18,377                                | [ 県 22 ]                             | [ 市 31 ]                             |
| 2021年（令和03年）                    | 20,012                                | [ 県 23 ]                             | [ 市 32 ]                             |
| 2022年（令和04年）                    | 21,969                                | [ 県 24 ]                             | [ 市 33 ]                             |
| 2023年（令和05年）                    | 23,597                                |                                       | [ 市 1 ]                              |

## 駅周辺

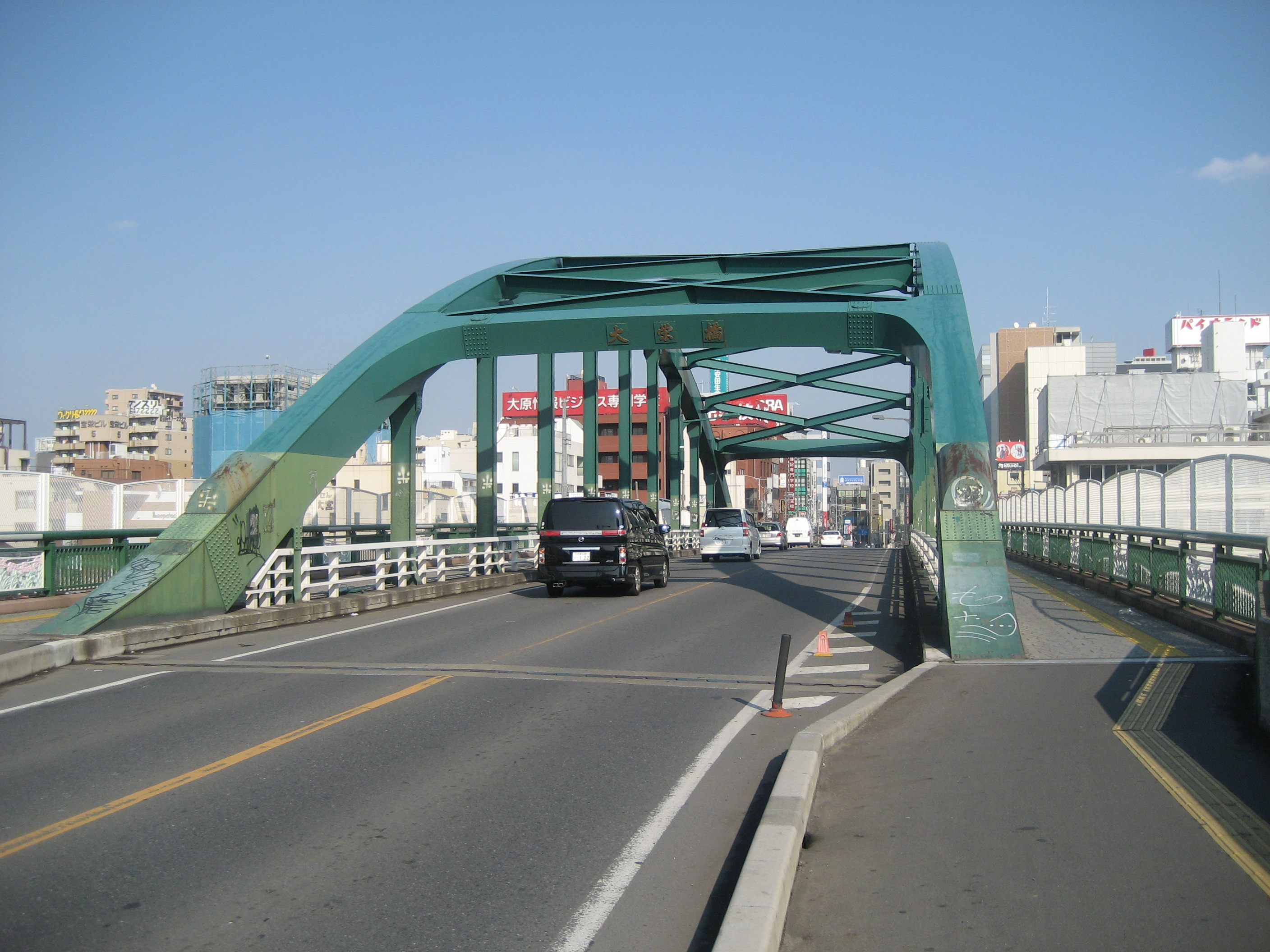
大栄橋

駅周辺は東口・西口ともに百貨店や専門店・ファッションビル、飲食店や企業、金融機関などが軒を連ね、埼玉県内最大の繁華街・歓楽街およびオフィス街が広がっている。
- 大栄橋 - 当駅北側で下記の東口と西口をつないでいる跨線橋。当駅が一望できるロケーションにある。
  - 埼玉県道2号さいたま春日部線（旧：国道16号）

### 東口
旧中山道（現在の埼玉県道164号鴻巣桶川さいたま線）の宿場大宮宿をルーツとする従前からの市街地であり、武蔵国一宮氷川神社への門前町でもある。駅前には髙島屋、ルミネ大宮店のほか、多くの小規模店舗が軒を連ね、県下最大の歓楽街である大宮南銀座がある。その北側にある大宮北銀座は風俗街となっている。以前は長崎屋、十字屋、西武百貨店、ハタプラザなどの商業施設が立地していたが、西口の発展やさいたま新都心駅周辺などの再開発の影響もあり廃業している。一方、大宮中央デパート跡地に再開発ビル「大宮門街」が建設されるなど、当駅東口の再開発も進み始めた。
主な施設
- こりすのトトちゃん（銅像） - 旧大宮市のマスコット。作者はさいたま市在住の絵本作家・あすかけん。1994年（平成6年）制作[新聞 7]。
- ルミネ大宮店 - ルミネ大宮2は西口に記載
  - ルミネ大宮1 - 民衆駅化に伴う駅舎改築により、1967年（昭和42年）10月3日に東口側に開業。当初は大宮ステーションビル（OSB）と呼ばれており、PiNo（ピノ）、Kiss（キス）と名前を変えて現在に至る。駅舎とは2階コンコースでつながっており、1階は東武野田線（東武アーバンパークライン）改札口へ通り抜けられる。
- 髙島屋大宮店
- 大宮RAKUUN
  - 楽園大宮店
  - ドン・キホーテ大宮東口店
  - 大宮ラクーンよしもと劇場
- ラウンドワン大宮店
- 東横INN大宮駅東口
- スーパーホテルPremierさいたま・大宮駅東口
- みずほ銀行大宮支店
- 三菱UFJ銀行大宮支店／大宮駅前支店
- 三井住友銀行大宮支店
- 埼玉りそな銀行大宮支店
- 武蔵野銀行大宮支店
- 三菱UFJ信託銀行大宮支店
- 三井住友信託銀行大宮支店／大宮駅前支店
- 埼玉縣信用金庫大宮支店
- 第四北越銀行大宮支店／北浦和支店[注 14]
- 足利銀行大宮支店／常陽銀行さいたま支店（足利の支店内に常陽の支店が入居する共同店舗）
- 群馬銀行大宮支店
- 中央労働金庫大宮支店
- 第一生命保険大宮支社
- 太陽生命保険大宮支社
- AIG損害保険埼玉支店
- 全国生活協同組合連合会本部（全国の県民共済などの元受団体本部）
- JA共済埼玉ビル
  - JA共済連埼玉県本部
- 全労済（こくみん共済 coop） 大宮店
- 大和証券大宮支店
- みずほ証券大宮支店
- 野村證券さいたま支店
- 大宮門街
  - RaiBoC Hall - 大ホール最大1,400席
- さいたま市大宮区役所
  - さいたま市立大宮図書館
- さいたま市立博物館
- さいたま市立大宮小学校
- さいたま市立大宮南小学校
- さいたま市立大宮東中学校
- 埼玉県立大宮高等学校
- 自治医科大学附属さいたま医療センター
- 武蔵一宮氷川神社（大宮氷川神社）
  - 氷川参道 - 大宮氷川神社まで2キロメートルに及ぶ直線の参道
- 大宮公園 - 日本さくら名所100選のひとつ
  - 大宮公園小動物園
  - NACK5スタジアム大宮 - RB大宮アルディージャ本拠地
  - 県営大宮球場 - 埼玉西武ライオンズ準本拠地
  - 大宮競輪場
- レジデンシャルスタジアム大宮 - 埼玉武蔵ヒートベアーズ主催・過去には東京ヤクルトスワローズ二軍主催
- 大宮銀座通り（商店街）
- 南銀座通り（歓楽街）
- 北銀座通り（特殊浴場などの風俗街）
- 旧中山道 - 埼玉県道164号鴻巣桶川さいたま線
- 産業道路 - 埼玉県道35号川口上尾線

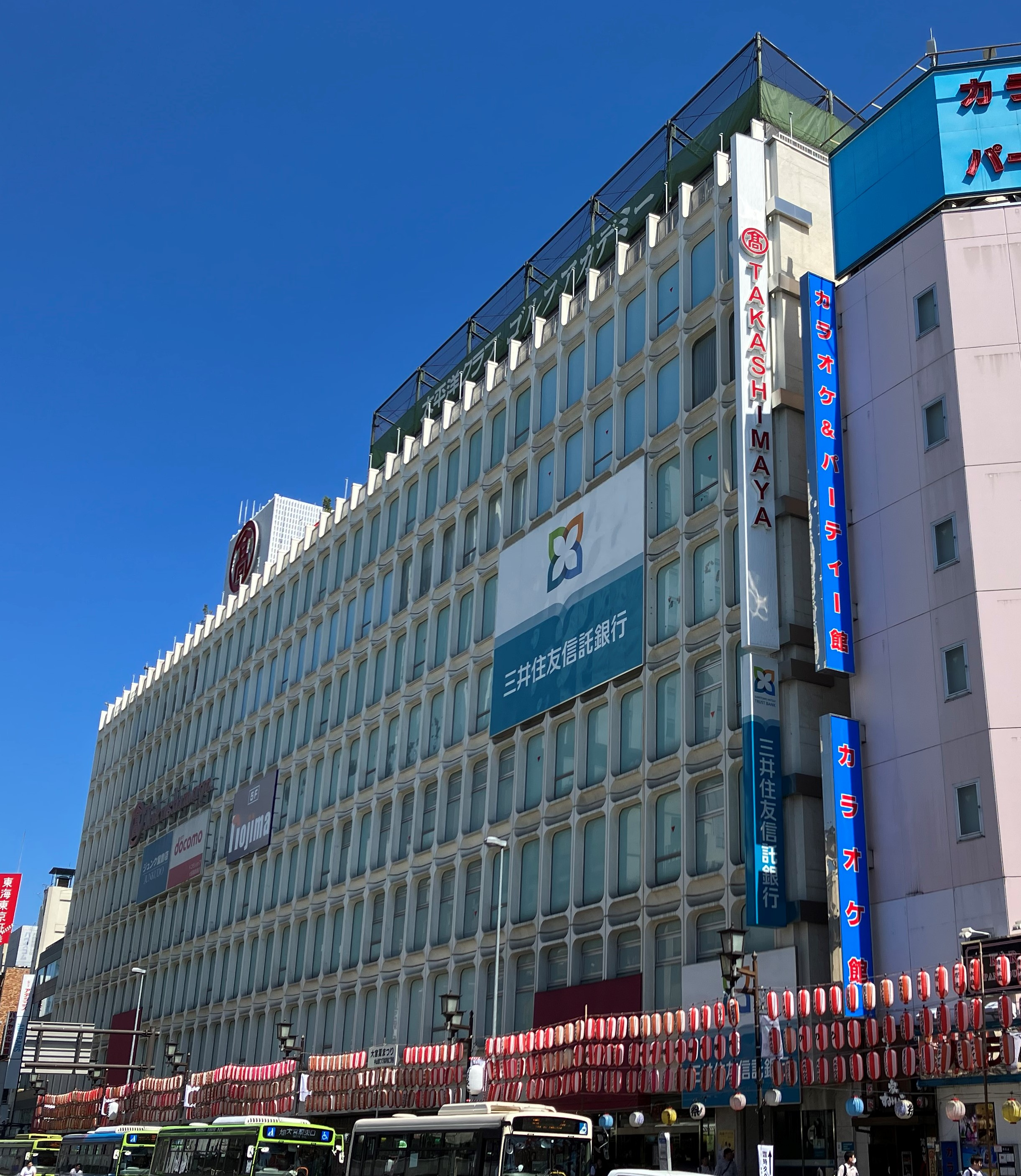
髙島屋大宮店
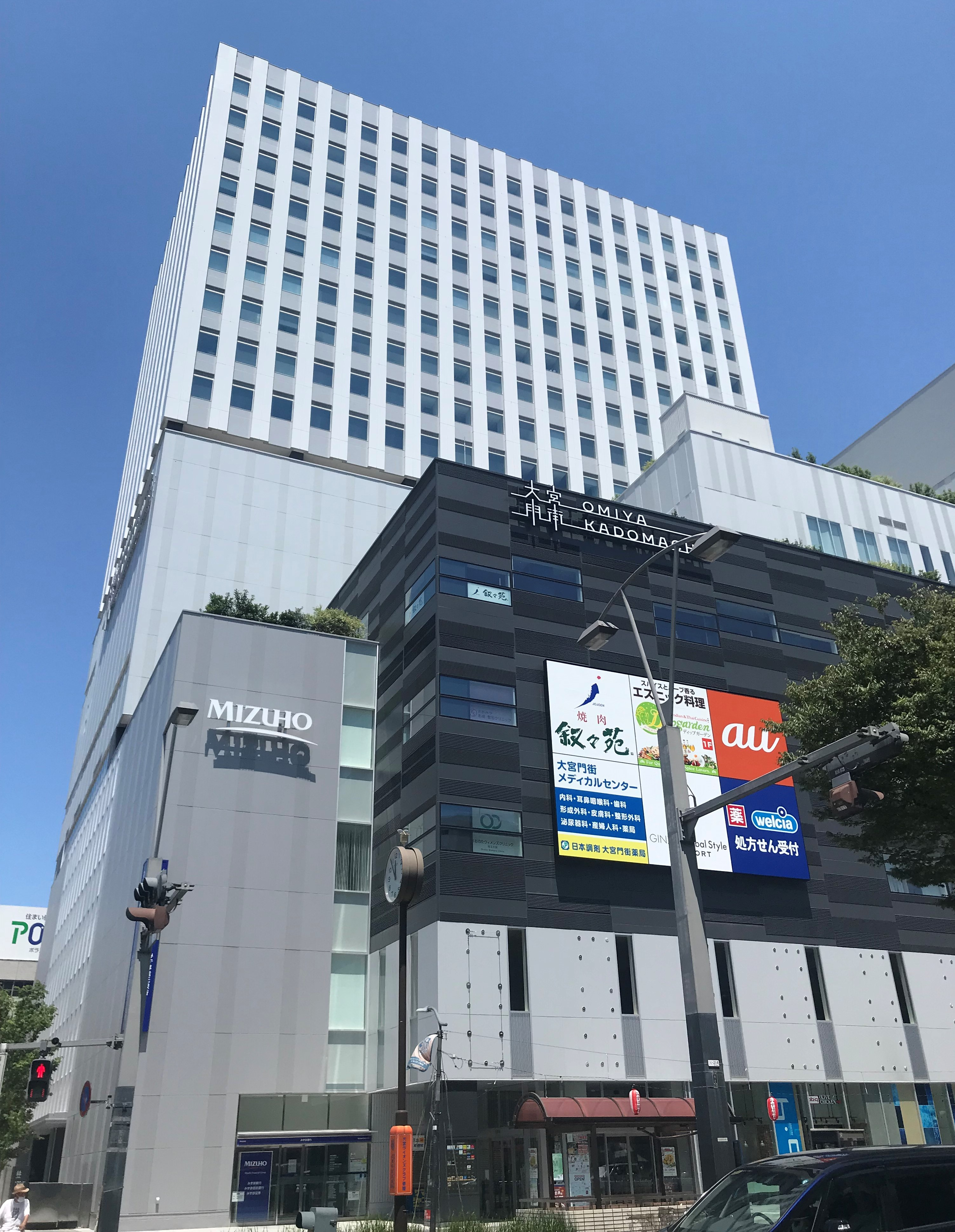
大宮門街
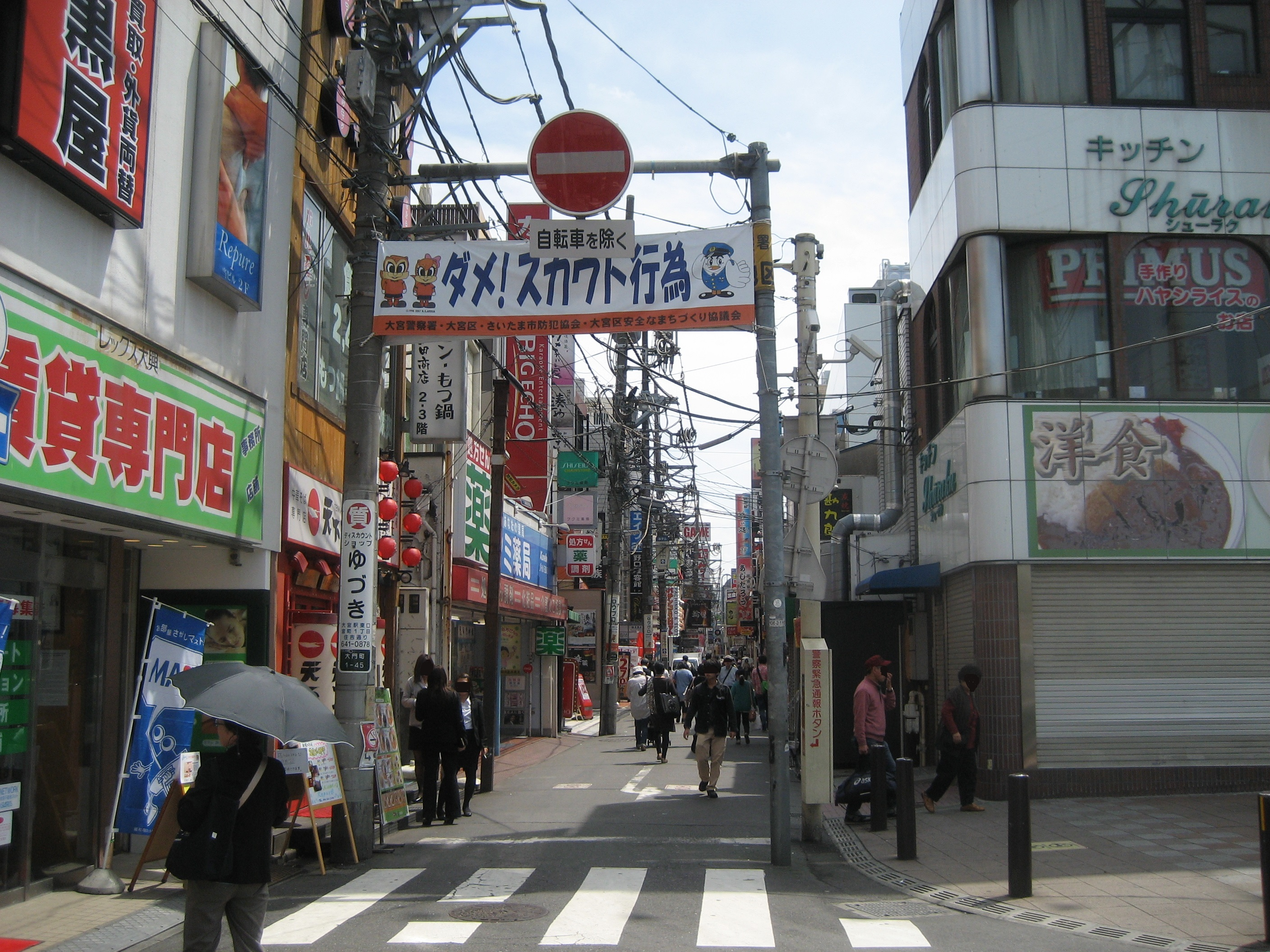
南銀座通り（ナンギン）
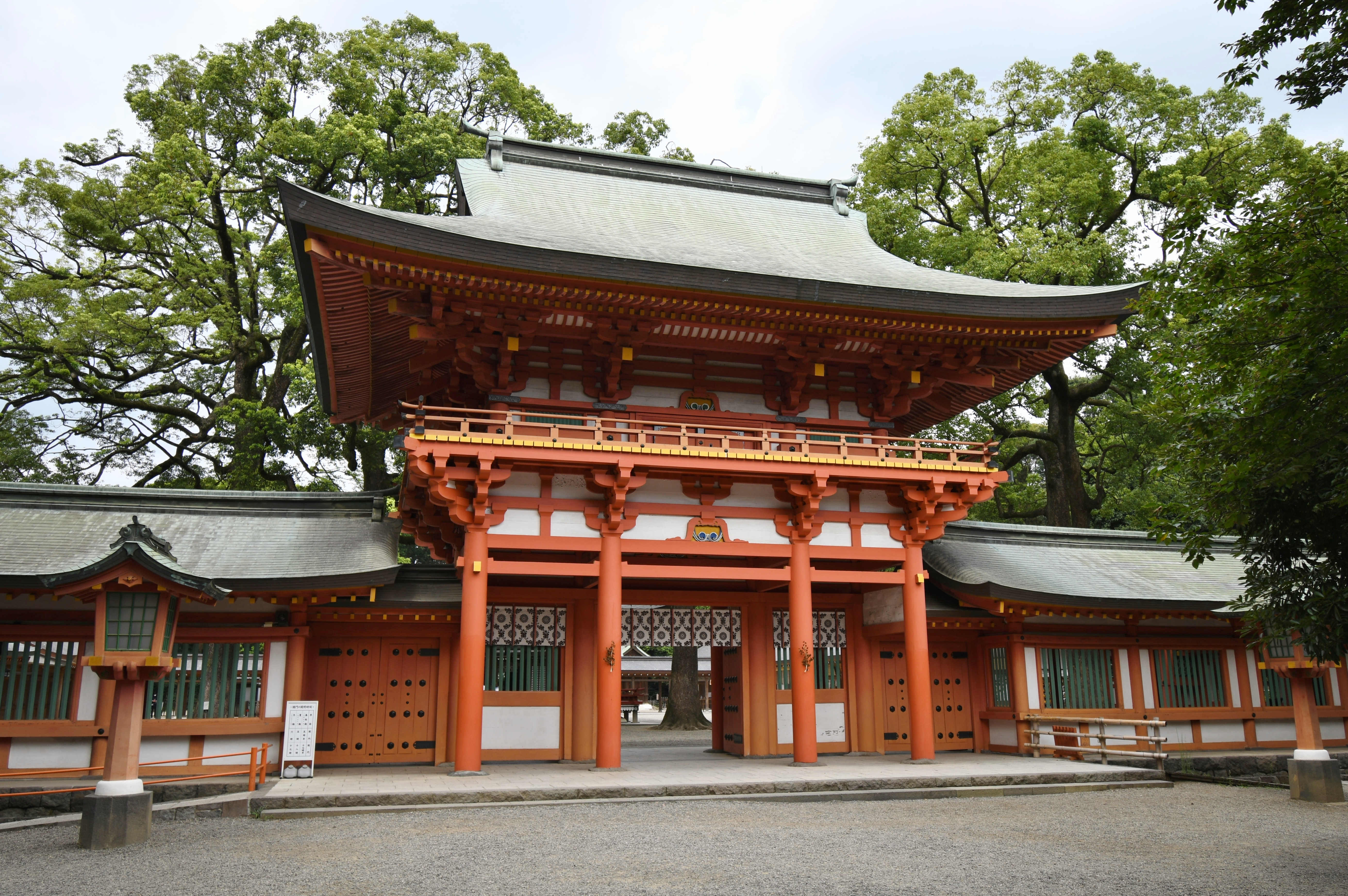
武蔵一宮氷川神社

### 西口
地名は桜木町。西側に国道17号（中山道）が通り、駅周辺にはそごう大宮店などの大型商業施設や、大宮ソニックシティ・JACK大宮・シーノ大宮を始めとする数々のオフィスビルが建ち並んでいる。駅と各施設はペデストリアンデッキ（歩行者専用デッキ）で直結している。飲食店は東口より少ないが、企業や金融機関が多く、当駅西口は埼玉県内最大級のオフィス街を形成している。駅と国道の間の市街地は、新幹線建設以来、区画整理や再開発が進められており、街並みは大きく変わった。埼玉県内の路線価において大宮駅西口前の地点に毎年最高値が付く（2021年〈令和3年〉における上位4地点のうち、2位は川口市の川口駅前、残り3地点が大宮駅前である）。また、駅から南側に250メートル進むと中央区上落合との境界がある。
埼京線・川越線のコンコースは地上階（ホームは地下）にあり、西口側のルミネ大宮2の1階と直結しているため、ルミネ北改札口（1985年〈昭和60年〉開設・埼京線北口）とルミネ南改札口（2004年〈平成16年〉開設）がある。ルミネ北改札口は7時 - 22時、ルミネ南改札口はルミネ大宮2営業時間中のみ利用可能で、共にIC専用となっている（ルミネ南改札口は2017年〈平成29年〉5月15日より、ルミネ北改札口は2019年〈令和元年〉5月13日より変更された）。埼京線・川越線からニューシャトルへの乗り換えには、ルミネ北改札口から駅舎の外へ出て駅沿いを北側に歩き、歩行者デッキへの階段を昇るルートが最も近い（駅舎内の乗換通路距離や階段などの垂直移動および混雑を考慮すると、数分程度早くニューシャトル改札口へ着く）。
主な施設
- ルミネ大宮店 - ルミネ大宮1は東口に記載
  - ルミネ大宮2 - 新幹線開業に伴う駅舎改築により、大宮ステーションビルの増床部として1982年（昭和57年）6月19日に西口側に開業。当初はWe（ウィー）という名前だった。コンコースとは2階でつながっており、1階では埼京線・川越線乗り換え階段とつながり、専用改札もある。大宮区役所大宮駅支所も併設。
    - ルミネ アネックス - 埼玉新都市交通ニューシャトルのりばと中央自由通路を結ぶ連絡通路「てっぱく通り」（2015年〈平成27年〉4月1日に命名）に設けられた、ルミネ大宮2の増床部分。
- そごう大宮店（大宮スカイビル）
  - ビックカメラ大宮西口そごう店
- 大宮アルシェ
  - FM NACK5 サテライトスタジオ
  - ソフマップ大宮店
- 大宮駅西口DOMショッピングセンター
  - 丸井大宮店
  - ダイエー大宮店
  - ハンズ大宮店
- 大宮ソニックシティ
  - パレスホテル大宮
  - ソニックシティホール - 大ホール最大2,505席
  - 鐘塚公園
- シーノ大宮
  - さいたま市立桜木図書館
- JACK大宮
  - さいたま市宇宙劇場（プラネタリウム）
  - FM NACK5 本社
- 大同生命さいたま大宮ビル（旧：OLSビル←旧：大宮法科大学院大学）
- 大宮JPビルディング
- 大宮センタービル
- エクセレント大宮ビル
- ロケットビル
- 大宮サクラスクエア
- ベルヴュオフィス大宮（旧：代々木ゼミナール大宮校）
- JR東日本大宮支社
- さいたま市営桜木駐車場（大宮鉄道病院跡地）
  - 用地活用による再開発事業に伴い、2024年（令和6年）3月24日をもって営業終了。今後、民間の事業者により複合施設の建設が計画されている。
- 武蔵野銀行本店
- 埼玉りそな銀行大宮西支店
- 埼玉縣信用金庫大宮西支店
- SBI新生銀行大宮支店
- 八十二銀行大宮支店
- 山形銀行大宮支店
- むさし証券本店
- 岡三証券大宮支店
- SMBC日興証券大宮支店
- 放送大学埼玉学習センター
- 国際学院埼玉短期大学
- さいたま市立桜木小学校
- さいたま市立桜木中学校
- さいたま市立大成小学校
- さいたま市立大成中学校
- スーパーホテルさいたま・大宮駅西口
- カンデオホテルズ大宮
- 首都高速道路
  - 新都心西出入口（埼玉新都心線）
  - 与野出入口（埼玉大宮線）
- 国道17号（中山道）
- 新大宮バイパス - 西に約1.5キロメートル

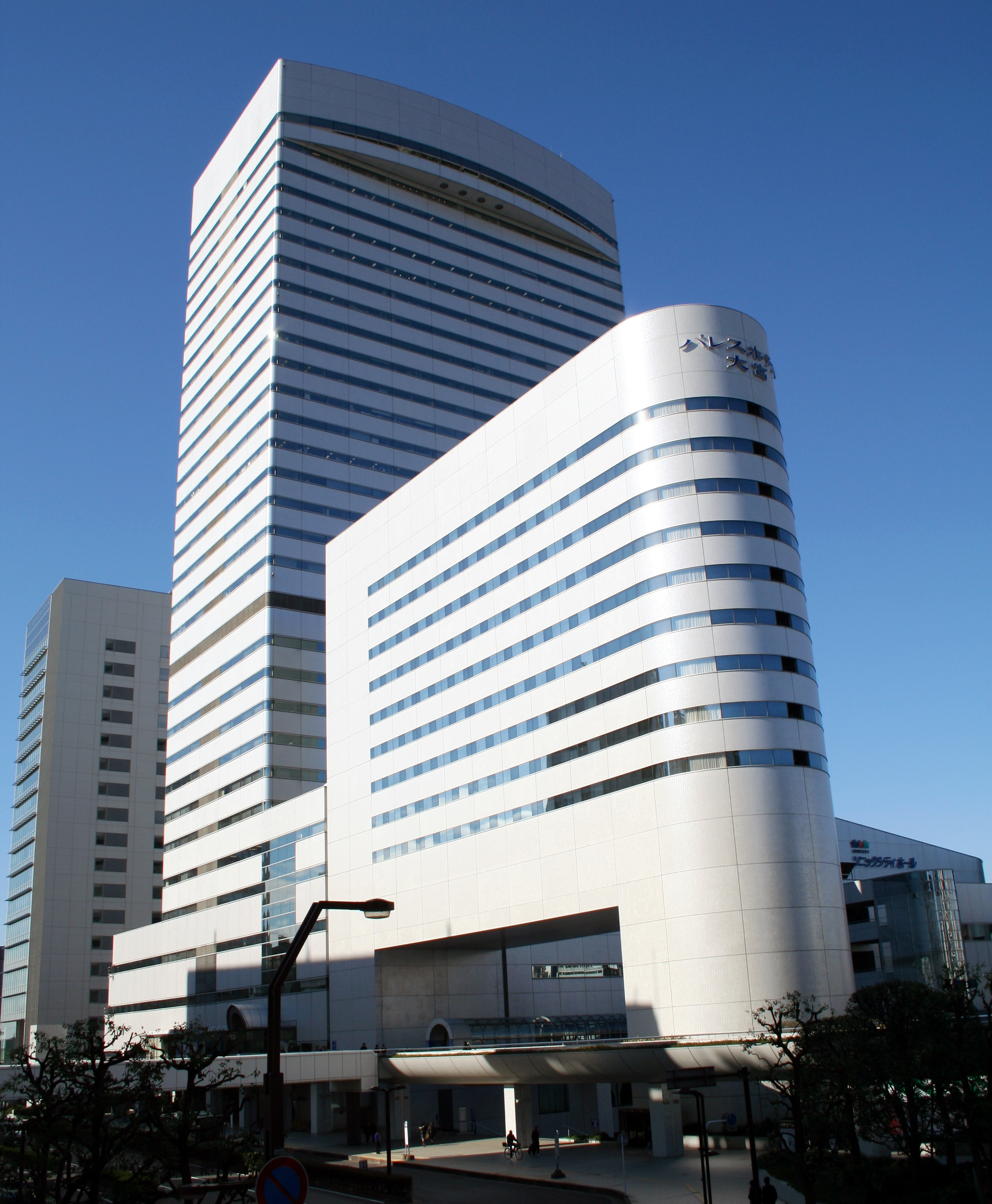
大宮ソニックシティ
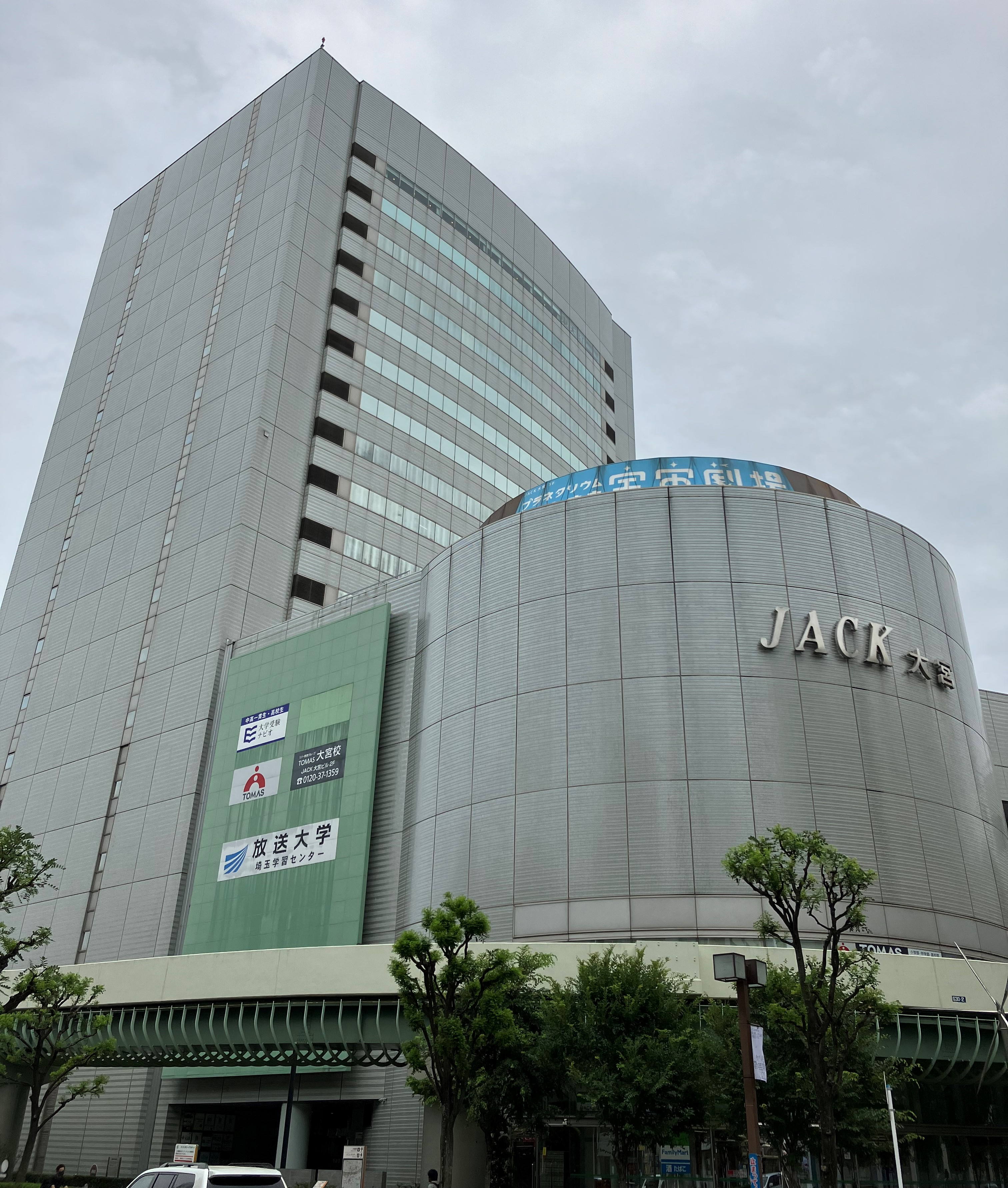
JACK大宮
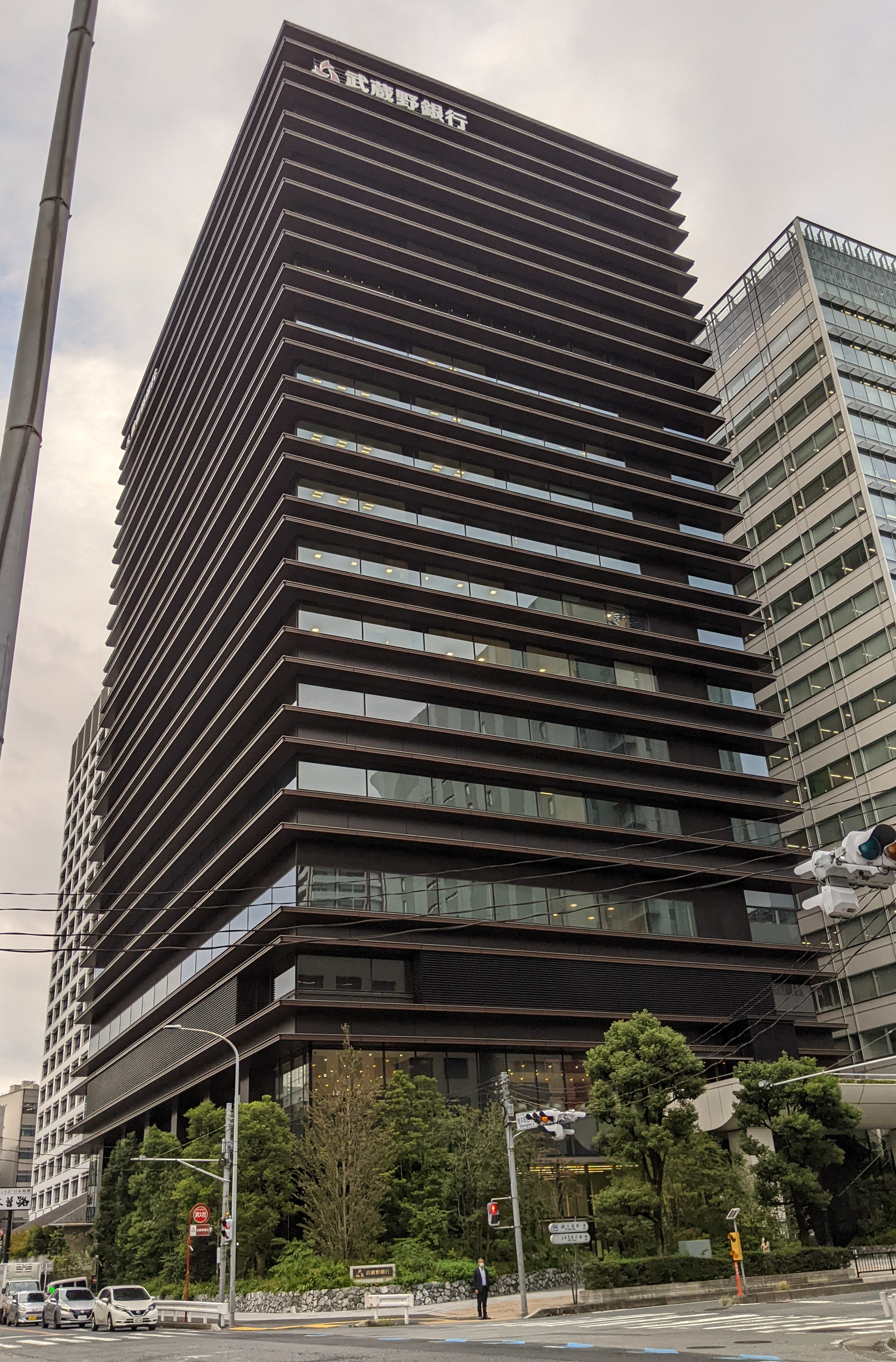
武蔵野銀行本店
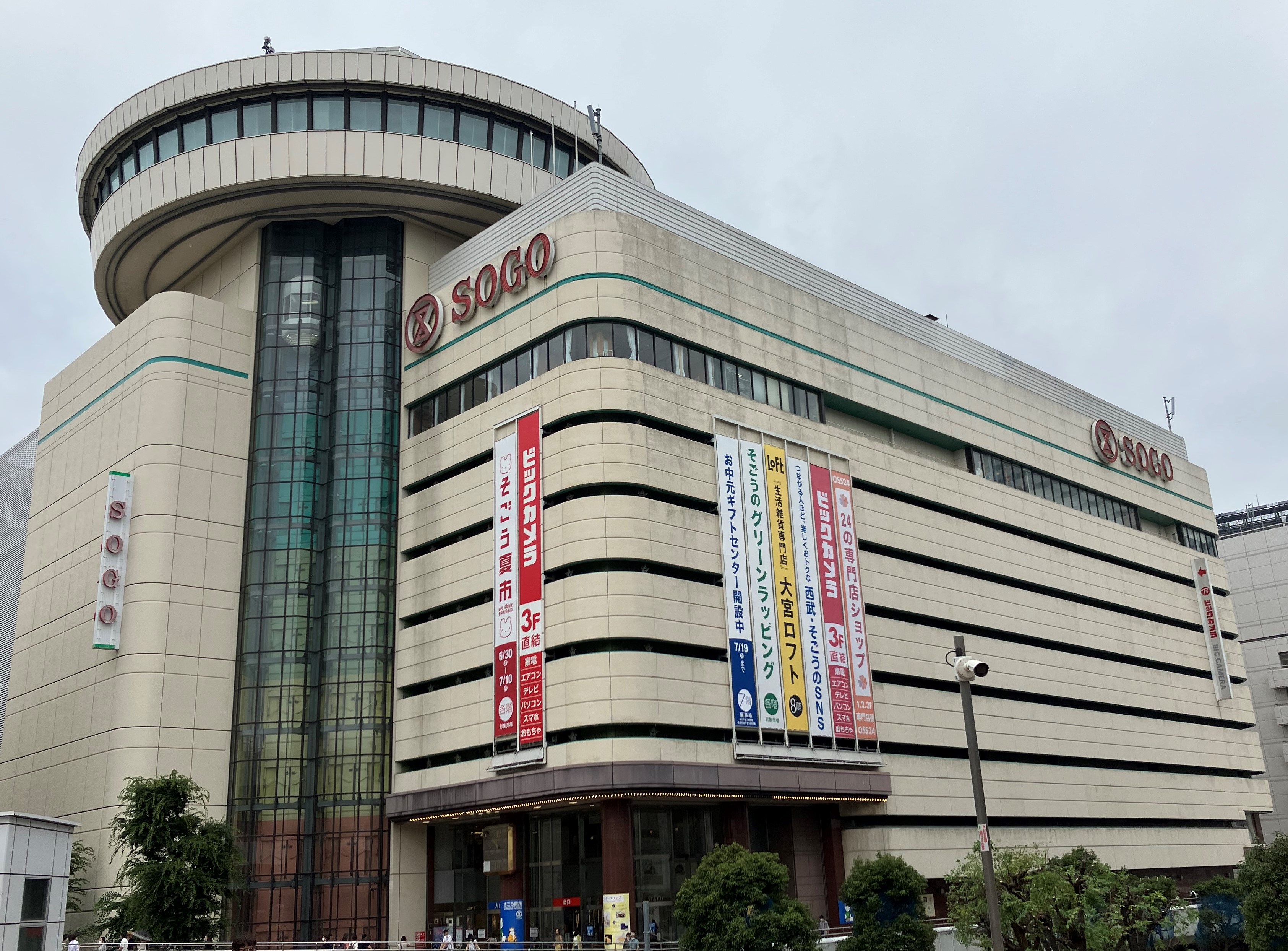
そごう大宮店
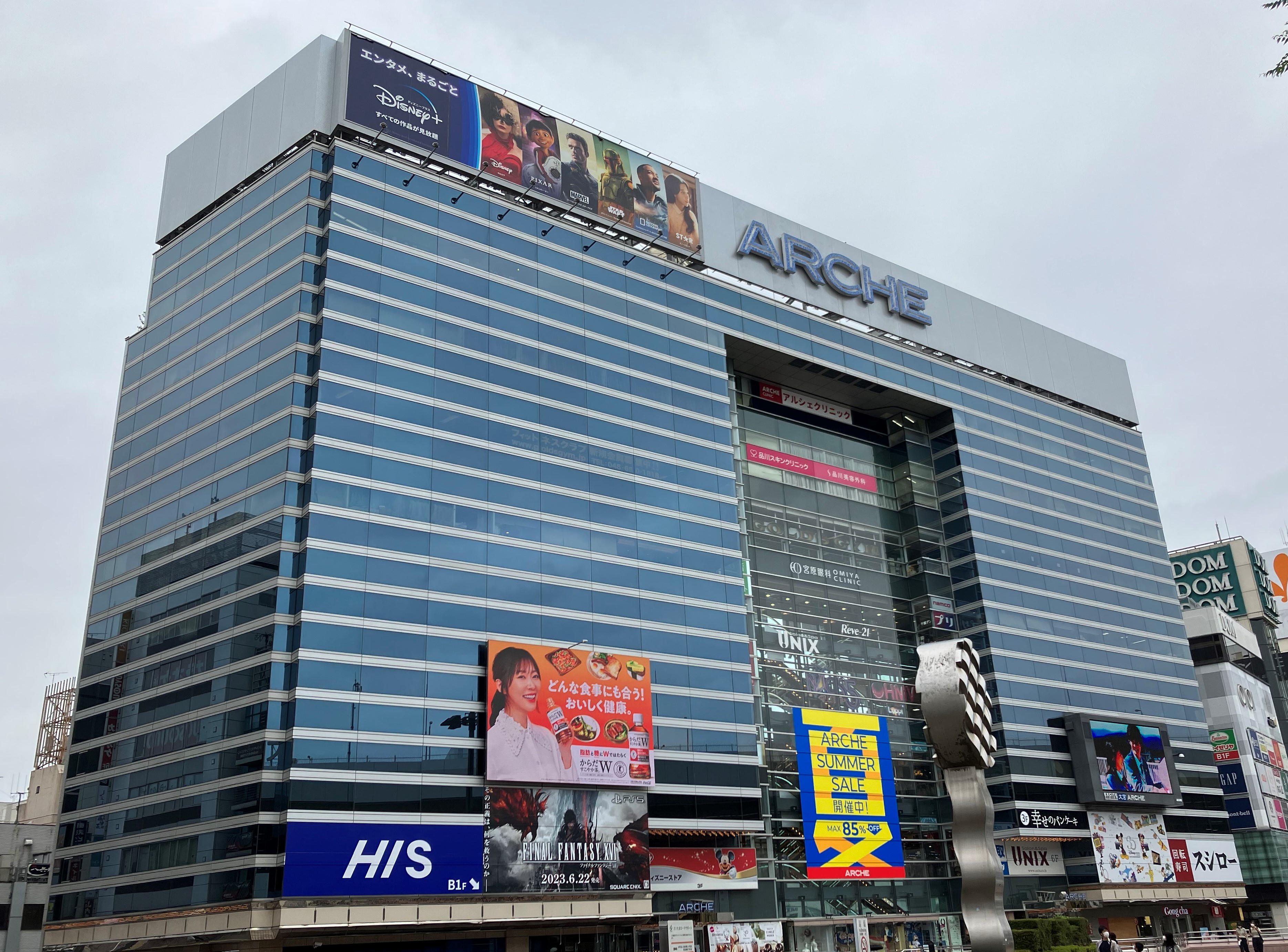
大宮アルシェ

## バス路線

### 一般路線バス

#### 東口発着
| のりば          | 運行事業者       | 系統・行先 | 備考                                           |
| --------------- | ---------------- | --- | ---------------------------------------------- |
| 1               | 東武バスウエスト | 大51：上尾駅東口 |                                                |
| 2               | 東武バスウエスト | - 大42：宮原駅東口 - 大47：吉野町車庫 - 大都23：さいたま市立病院／さいたま新都心駅東口 |                                                |
| 3               | 東武バスウエスト | 大43：天沼循環 |                                                |
| 4               | 国際興業バス     | - 大04：大谷県営住宅 - 大11：自治医大医療センター - 大14：深作中 - 大81：さいたま東営業所 | 「大04」「大14」「大81」は深夜のみ運行         |
| 4               | 西武バス         | 大38：大宮駅西口 |                                                |
| 6               | 国際興業バス     | - 大10：東新井団地 - 大12：中川循環 - 大12-3：西浦 - 大15：導守循環（西中野先回り） - 大15-2：導守中回り循環（西中野先回り） - 大15-3：導守南中野循環（西中野先回り）                                                         |                                                |
| 7               | 国際興業バス     | - 大01：浦和美園駅西口 - 大02・大02-2：浦和学院高校 - 大02-3：浦和東高校 - 大03：染谷折返場 - 大04・大04-2：大谷県営住宅 - 大04-3：東部リサイクルセンター - 大81：さいたま東営業所 - ミッドナイトアロー蓮田・久喜：久喜駅西口 | 「ミッドナイトアロー蓮田・久喜」は深夜急行バス |
| 8               | 東武バスウエスト | 大50：岩槻駅／宮下／宮ヶ谷塔 |                                                |
| 9               | 国際興業バス     | - 大02-4：浦和東高校 - 大15：導守循環（寿能先回り） - 大15-2：導守中回り循環（芝川先回り） - 大15-3：導守南中野循環（寿能先回り） - ミッドナイトアロー上尾・鴻巣：鴻巣駅東口                                                  | 「ミッドナイトアロー上尾・鴻巣」は深夜急行バス |
| 11              | 国際興業バス     | 大08：天沼町（大宮開成中学・高等学校） |                                                |
| 12 （降車専用） | 国際興業バス     | ミッドナイトアロー浦和・大宮：大宮駅東口（終着） | 深夜急行バス                                   |

- 5番と10番の「のりば」は欠番で存在しない。
  - 5番は、以前は西武バスの「のりば」として存在したが、駅前広場の改修により4番に統合されたため、欠番となった。
  - 10番は「大宮東口駅前通り」停留所の名称で使用され、以前は東武バス（現：東武バスウエスト）の「大50」の始発停留所だった。だが、1991年（平成3年）にルート変更した際に「大50」専用の途中停留所となった。なお、大宮駅方面の対応停留所は「大宮大門町」停留所になっている。
- かつて高島屋大宮店前に、12番のりばがあった。ここは、高速バスの「やまと号」（奈良・大阪行き）や「大宮 - つくば・土浦線」の発着場であったが、いずれも現在は廃止されている。現在は周辺同様に降車専用となっているが、のりば番号はそのままである。

#### 西口発着
| のりば                        | 運行事業者       | 系統・行先 | 備考                                                    |
| ----------------------------- | ---------------- | --- | ------------------------------------------------------- |
| 1                             | 西武バス         | - 大34：所沢駅東口 - 大35：ららぽーと富士見 - 大36：二ツ宮 - 大37：馬宮団地                                                        |                                                         |
| 2                             | 西武バス         | - 大30：中並木循環 - 大31：指扇駅 - 大38：大宮駅東口                                                                               |                                                         |
| 3                             | 西武バス         | - 大32・大39：加茂川団地 - 大33・大40：大宮南高校 - 大39-1：さいたま市民医療センター - 大41：水判土 - 新都11：さいたま新都心駅西口 | 始発から8:59発までは9番のりば（そごう大宮店前）から発着 |
| 4                             | 西武バス         | - 大22：川越グリーンパーク - 大23：西遊馬                                                                                          |                                                         |
| 5                             | 西武バス         | 大25：佐知川原 |                                                         |
| 6                             | 東武バスウエスト | 大61：三進自動車 |                                                         |
| 7                             | 東武バスウエスト | - 大68：三橋総合公園 - 大69：シティハイツ三橋                                                                                      |                                                         |
| 8                             | 東武バスウエスト | - 大60：西上尾車庫 - 大62：平方／丸山公園／リハビリセンター - 大65：リハビリセンター／丸山公園／橘神社                             |                                                         |
| 9 （そごう大宮店前）          | 西武バス         | - 大32・大39：加茂川団地 - 大33・大40：大宮南高校 - 大39-1：さいたま市民医療センター - 大41：水判土 - 新都11：さいたま新都心駅西口 | 9時以降は3番のりばから発着                              |
| ソニックシティ前 （降車専用） | 国際興業バス     | ミッドナイトアロー浦和・大宮：大宮駅東口                                                                                           | 深夜急行バス                                            |

#### 西口（アルシェ前）発着
- 丸建つばさ交通
  - 大宮駅西口循環（大成先回り）
  - 大宮駅西口循環（与野本町先回り）

### 長距離・高速バス
大型バスターミナル「バスタ大宮（仮称）」を整備する構想があると2021年に報道されたが、現時点で下記の各長距離バスは全て当駅前からの発着である（現在はあくまでも構想段階）。
| のりば                                         | 運行事業者                                                             | 愛称・行先                                                                            | 備考   |
| 東口                                           | 東口                                                                   | 東口                                                                                  | 東口   |
| ---------------------------------------------- | ---------------------------------------------------------------------- | ------------------------------------------------------------------------------------- | ------ |
| 9                                              | - 国際興業バス - 庄内交通                                              | 夕陽号：鶴岡・余目・酒田方面                                                          |        |
| 9                                              | 岩手県交通                                                             | イーハトーブ号：平泉・水沢・北上・花巻方面                                            |        |
| 9                                              | 秋北バス                                                               | ジュピター号：鹿角・大館・能代方面                                                    |        |
| 9                                              | 国際興業バス                                                           | しもきた号：八戸・三沢・野辺地・むつ方面                                              |        |
| 西口                                           |                                                                        |                                                                                       |        |
| 10 （そごう大宮店前）                          | - 西武観光バス - 国際興業バス - 東京空港交通                           | 大宮羽田線：羽田空港方面                                                              |        |
| 10 （そごう大宮店前）                          | - 西武観光バス - フジエクスプレス                                      | 大宮・川越 - 河口湖・富士山駅線（河口湖線）：富士急ハイランド・河口湖駅・富士山駅方面 |        |
| 10 （そごう大宮店前）                          | 三重交通                                                               | いが号：近鉄四日市駅・上野市駅・名張市役所方面                                        |        |
| 10 （そごう大宮店前）                          | - 西武観光バス - 三重交通 - 三交伊勢志摩交通                           | 鳥羽線：近鉄四日市駅・津駅・鳥羽バスセンター方面                                      |        |
| 10 （そごう大宮店前）                          | - 西武観光バス - 三重交通                                              | 南紀勝浦線：熊野市駅・新宮駅・勝浦温泉方面                                            |        |
| 10 （そごう大宮店前）                          | - 西武観光バス - 明光バス                                              | ホワイトビーチシャトル（南紀白浜線）：新湯崎方面                                      |        |
| 11 （そごう大宮店前）                          | - 東武バスウエスト - 西武観光バス - 国際興業バス - 京成バス - 千葉交通 | ONライナー号（大宮成田線）：成田空港方面                                              | 休止中 |
| 11 （そごう大宮店前）                          | 東武バスウエスト 京成トランジットバス                                  | 東京ディズニーリゾート線：東京ディズニーリゾート方面                                  |        |
| 11 （そごう大宮店前）                          | アルピコ交通                                                           | さわやか信州号：上高地方面                                                            |        |
| 11 （そごう大宮店前）                          | - 小田急ハイウェイバス - 秋田中央交通                                  | フローラ号：秋田駅東口・長崎屋バスターミナル方面                                      |        |
| 11 （そごう大宮店前）                          | JRバス東北                                                             | 仙台駅東口・泉中央駅・古川駅方面                                                      |        |
| 大宮ソニックシティ （ソニックシティ前）        | - 武陽観光バス - 広栄交通バス - 東京富士交通                           | ブルーライナー：京都・なんば・USJ方面                                                 |        |
| 大宮ソニックシティ （ソニックシティ前）        | 広栄交通バス                                                           | ふかや花園プレミアム・アウトレット方面                                                |        |
| 大宮ソニックシティ （ソニックシティ前）        | 広栄交通バス(JRバス関東アライアンス)                                   | ゆめぐり川越・大宮号：高崎駅・草津温泉方面                                            |        |
| ソニックシティビル前 （ソニックシティ前）      | 平成エンタープライズ                                                   | VIPライナー：なんば・堺東方面 / 富山・金沢方面                                        |        |
| 西口1 （エクセレント大宮ビル前）               | - ジャムジャムエクスプレス - 新日本観光自動車 - 丹沢交通               | JAMJAMライナー：難波・梅田・USJ方面／仙台・秋田・青森方面                             |        |
| 西口2 （エクセレント大宮ビル前）               | 旅クラブジャパン                                                       | ミルキーウェイエクスプレス：名古屋・大阪・仙台方面                                    |        |
| 西口3 （ファミリーマート大宮桜木町一丁目店前） | - 桜交通 - AT LINER                                                    | さくら高速バス：郡山・福島・仙台方面／名古屋・難波・神戸三宮方面                      |        |
| 西口3 （ファミリーマート大宮桜木町一丁目店前） | 杉崎観光バス                                                           | 杉崎高速バス：富山・金沢・福井方面                                                    |        |

## 大宮駅グランドセントラルステーション構想
今後、さいたま市による駅舎および駅周辺の一体的かつ大規模な再開発が構想されている。市は、2018年（平成30年）7月に「大宮駅グランドセントラルステーション化構想」を策定、2021年（令和3年）3月には「大宮GCSプラン2020」を策定し、駅前広場を中心とした交通基盤整備や隣接する街区のまちづくりについて検討を行っている。
北側（大栄橋側）に東西連絡通路および出入口を増設、駅ビルの建替えによる駅機能強化、駅周辺建物・道路の再開発や地下開発、新たな大型バスターミナルの設置などがそれぞれ検討されている。これに関連して、さいたま市は、2022年（令和4年）4月26日、独立行政法人都市再生機構（UR）と当駅周辺のまちづくりに関する連携協定を締結した。
2024年（令和6年）4月には、さいたま市議会の特別委員会において、「大宮駅新東西通路整備計画」、「東武大宮駅改良計画」の概要が示されている。

### 事業一覧
（出典：）
- 大宮駅東口駅前広場整備事業
- 周辺道路整備事業
- 大宮駅新東西通路整備事業
- 東武大宮駅改良事業
- 大宮駅東口西地区N街区市街地再開発事業
- 大宮駅東口宮町一丁目中地区市街地再開発事業
- 大宮駅東口北地区市街地再開発事業
- 大宮駅前大門町一丁目中地区市街地再開発事業
- 大宮駅東口西地区S街区のまちづくり
- 大宮駅東口南地区市街地再開発事業

## 駅弁
2016年（平成28年）時点では地元業者がすべて撤退し、JR東日本クロスステーション（旧：NRE）のみが営業している。
主な駅弁は下記の通り。
- 炙り牛たんとA5仙台牛弁当
- 平泉うにほたて重
- 伊達かきめし
- ネギ塩牛たんと牛たん角煮弁当
- 宮城の郷土料理 はらこめし
- まぐろいくら弁当
- 炭火焼風牛たん弁当「塩釜藻塩付」
- 幕之内弁当
- とちぎ霜降高原牛めし
- 山形特選牛めし
- やまゆり牛しぐれ煮弁当
- 三元豚とんかつ弁当
- しらす弁当
- 深川めし
- 30品目バランス弁当
- シウマイ弁当
- とりめし
- チキン弁当
- 昔ながらのシウマイ15個入
- 牛肉弁当
- こだわりのとんかつ弁当
- 大つぶ帆立と牛たん弁当
- 厚切り真たん牛たん弁当
- とちぎ和牛ハンバーグ弁当
- 古川駅 網焼き牛たん弁当
- こばやしの牛たん弁当～味のハットトリック～
- とちぎ霜降高原牛めし
- 山形特選牛めし
- 仙台たんとん弁当
- 本格炭火焼肉

## 隣の駅
※山形・秋田・北海道新幹線の隣の駅の停車駅は各列車記事もしくは各路線記事を参照のこと。
東日本旅客鉄道（JR東日本）
 東北新幹線
上野駅 - 大宮駅 - 小山駅
 上越・北陸新幹線
上野駅 - 大宮駅 - 熊谷駅
 宇都宮線
■快速「ラビット」
浦和駅 (JU 05) - 大宮駅 (JU 07) - 東大宮駅
■普通
さいたま新都心駅 (JU 06) - 大宮駅 (JU 07) - 土呂駅
 高崎線
特急「草津・四万」・「あかぎ」停車駅
■快速「アーバン」
浦和駅 (JU 05) - 大宮駅 (JU 07) - 上尾駅
■普通
さいたま新都心駅 (JU 06) - 大宮駅 (JU 07) - 宮原駅
 湘南新宿ライン
特急「スペーシア日光」・「きぬがわ」・「あかぎ」停車駅
■特別快速（東海道線 - 高崎線）
浦和駅 (JS 23) - 大宮駅 (JS 24) - 上尾駅
■快速（東海道線 - 高崎線）
浦和駅 (JS 23) - 大宮駅 (JS 24) - 宮原駅
- 宮原方行き列車は「普通」、浦和方行き列車は当駅で「快速」に切り換わる。

■快速（横須賀線 - 宇都宮線）
浦和駅 (JS 23) - 大宮駅 (JS 24) - 東大宮駅
- 浦和方行き列車は当駅で「普通」に切り換わる。

■普通（横須賀線 - 宇都宮線）
浦和駅 (JS 23) - 大宮駅 (JS 24) - 土呂駅
 武蔵野線（東北貨物線・武蔵野線大宮支線経由）
■しもうさ号
武蔵浦和駅 (JM 26) - 大宮駅 (JS 24,JU 07)
■むさしの号
北朝霞駅 (JM 28) - 大宮駅 (JS 24,JU 07)
 京浜東北線
■快速・■各駅停車
大宮駅 (JK 47) - さいたま新都心駅 (JK 46)
 埼京線
■通勤快速
武蔵浦和駅 (JA 21) - 大宮駅 (JA 26) - （川越線）
■快速・■各駅停車
北与野駅 (JA 25) - 大宮駅 (JA 26) - （川越線）
■川越線
■通勤快速・■快速・■各駅停車
（埼京線） - 大宮駅 (JA 26) - 日進駅
東武鉄道
 東武アーバンパークライン
■急行・■区間急行
大宮駅 (TD 01) - 岩槻駅 (TD 06)
■普通
大宮駅 (TD 01) - 北大宮駅 (TD 02)
埼玉新都市交通
 伊奈線（ニューシャトル）
大宮駅 (NS01) - 鉄道博物館駅 (NS02)

### 記事本文